# Osmanisches Reich
Das Osmanische Reich (osmanisch دولت علیه İA Devlet-i ʿAlīye, deutsch ‚der erhabene Staat‘ und ab 1876 amtlich دولت عثمانيه / Devlet-i ʿOs̲mānīye / ‚der Osmanische Staat‘, türkisch Osmanlı İmparatorluğu), auch das Türkische Reich genannt, war das Reich der Dynastie der Osmanen von ca. 1299 bis 1922. Die im deutschsprachigen Raum veraltete, in der englisch- und französischsprachigen Literatur noch anzutreffende Bezeichnung Ottomanisches Reich leitet sich von Varianten der arabischen Namensform Uthman des Dynastiebegründers Osman I. her.
Es entstand Anfang des 14. Jahrhunderts als regionaler Herrschaftsbereich (Beylik) im nordwestlichen Kleinasien im Grenzgebiet des Byzantinischen Reiches unter einem Anführer mutmaßlich nomadischer Herkunft. Dieser löste sich aus der Abhängigkeit vom Sultanat der Rum-Seldschuken, welches nach 1243 unter die Vorherrschaft des mongolischen Ilchanats geraten war und seine Macht eingebüßt hatte. Hauptstadt war ab 1326 Bursa, ab 1368 Adrianopel, schließlich seit 1453 Konstantinopel (osmanisch Kostantiniyye; seit 1876 offiziell Istanbul genannt).
Zur Zeit seiner größten Ausdehnung im 17. Jahrhundert erstreckte es sich von seinen Kernlanden Kleinasien und Rumelien nordwärts bis in das Gebiet um das Schwarze und das Asowsche Meer, westwärts bis weit nach Südosteuropa hinein. Jahrhundertelang beanspruchte das Osmanische Reich politisch, militärisch und wirtschaftlich eine europäische Großmachtrolle neben dem Heiligen Römischen Reich, Frankreich und England. Im Mittelmeer kämpfte das Reich mit den italienischen Republiken Venedig und Genua, dem Kirchenstaat und dem Malteserorden um die wirtschaftliche und politische Vormachtstellung. Ab dem späten 17. bis ins späte 19. Jahrhundert hinein rang es mit dem Russischen Kaiserreich um die Herrschaft über die Schwarzmeerregion. Im Indischen Ozean forderte das Reich Portugal im Kampf um den Vorrang im Fernhandel mit Indien und Indonesien heraus. Durch die ununterbrochen intensiven politischen, wirtschaftlichen und kulturellen Beziehungen ist die Geschichte des Osmanischen Reichs mit derjenigen Westeuropas eng verbunden.
In Vorderasien beherrschten die Osmanen mit Syrien, dem Gebiet des heutigen Irak und dem Hedschas (mit den heiligen Städten Mekka und Medina) die historischen Kernlande des Islam, in Nordafrika unterstand das Gebiet von Nubien über Oberägypten westwärts bis zum mittleren Atlasgebirge der osmanischen Herrschaft. In der islamischen Welt stellte das Osmanische Reich nach dem Umayyaden- und Abbasidenreich die dritte und letzte sunnitische Großmacht dar. Nachdem in Persien die Dynastie der Safawiden die Schia als Staatsreligion durchgesetzt hatte, setzten beide Reiche den alten innerislamischen Konflikt zwischen beiden islamischen Bekenntnissen in drei großen Kriegen fort.
Im Laufe des 18. und vor allem im 19. und 20. Jahrhundert erlitt das Reich in Auseinandersetzungen mit den europäischen Mächten sowie durch nationale Unabhängigkeitsbestrebungen in seinen rumelischen Kernlanden erhebliche Gebietsverluste. Sein Territorium verkleinerte sich auf das europäische Thrakien sowie auf Kleinasien. Der Erste Weltkrieg führte innerhalb der wenigen Jahre von 1917 bis 1922 zum Ende der vier großen Monarchien der Hohenzollern, Habsburger, Romanows und Osmanen, die die Geschichte Europas über Jahrhunderte hinweg geprägt hatten.
Im Türkischen Befreiungskrieg setzte sich eine Nationalregierung unter Mustafa Kemal Pascha durch; 1923 wurde als Nachfolgestaat die Republik Türkei gegründet.

## Politische Geschichte

### Anatolien vor 1300

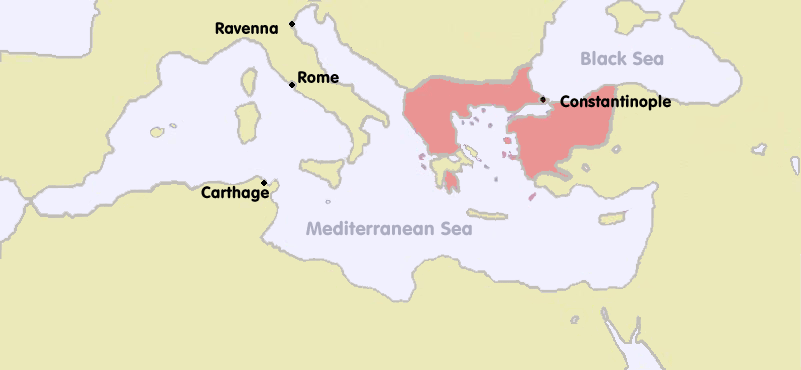
Das Byzantinische Reich um 1270

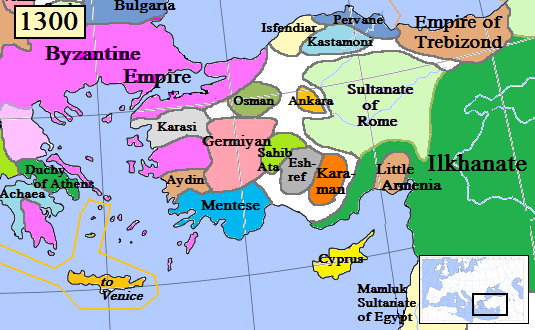
Anatolien um 1300, u. a. mit Teilen des Byzantinischen Reichs, Sultanat der Rum-Seldschuken und Ilkhanat

Kleinasien (Anatolien) stand bis ins 11. Jahrhundert unter der Vorherrschaft des Byzantinischen Reichs. Nach der Schlacht bei Manzikert 1071 hatten die turkstämmigen Rum-Seldschuken ein eigenes Sultanat in Zentralanatolien gegründet. Ihre Hauptstadt war Konya. In der Schlacht vom Köse Dağ unterlagen die Seldschuken 1243 den Mongolen und mussten die Vorherrschaft der Ilchane anerkennen. Ende des 13. Jahrhunderts revoltierte der Gouverneur der Ilchane in Anatolien, Sülemiş, gegen Ghazan Ilchan. Die Schwäche des Byzantinischen Reiches im Westen und des Ilchanidenreichs im Osten bot den turkstämmigen Beys die Gelegenheit, im Gebiet zwischen beiden Reichen eigenständige kleinere Herrschaften zu errichten. Es entstanden die Beylikler von Mentesche, Aydın, Germiyan, Saruhan, Karesi, Teke, Candar, Karaman, Hamid und Eretna.
Im Nordwesten Anatoliens, der antiken Region Bithynien, bestand zu Anfang des 14. Jahrhunderts das nach seinem Gründer Osman I. benannte osmanische Beylik. Osman I. herrschte über einen nomadischen Stamm oder eine Gruppe von räuberischen Kämpfern (Ghāzīs), der bei Söğüt seinen Sitz hatte und etwa das Gebiet zwischen Eskişehir und Bilecik beanspruchte. Der Überlieferung nach entstammte er dem oghusischen Clan der Kayı aus dem Stamm der Bozok. Der marokkanische Weltreisende Ibn Battūta bezeichnet Osman I. als „Turkmenen“. Turkmene war zur damaligen Zeit ein Synonym für Oghuse. Osmans Land nennt Ibn Battuta barr al-Turkiyya al-Maʻ ruf bi-Bilad al-Rūm („Das türkische Land, bekannt als das Land von Rum“).
Viele Bücher und Texte über die Anfangszeit sind bei der Zerstörung von Bursa durch Timur 1402 verloren gegangen. Eine der ältesten erhaltenen türkischen Chroniken, das Düstür-nāme des Ahwad al-Dīn Enveri (gest. 1189/90), behandelt die Geschichte der westlichen und zentralanatolischen Beylikler, legt den Schwerpunkt aber auf das Beylik von Aydın. Das Karaman-nāme des Şikârî (gest. 1512) behandelt die Geschichte der Karamanoğulları, der Beys von Karaman. Osmanische Chroniken wie das menāḳib oder tevārīḫ-i Āl-i ʿOsmān des Aschikpaschazade sind erst aus dem 15. Jahrhunderts überliefert. Die osmanischen Quellen überliefern eine geglättete, teils legendenhafte Erzählung des eigenen Aufstiegs, die mit den gleichzeitig entstandenen byzantinischen Chroniken nicht in Einklang steht. Sie eignen sich deshalb nur mit Einschränkungen zur Erforschung der frühen Geschichte des Reiches.
In den ersten Jahren seines Bestehens war das osmanische Beylik offenbar nur eines unter mehreren vergleichbar mächtigen Herrschaftsgebieten. Bis zum 15. Jahrhundert waren die Osmanischen Herrscher bei ihren Unternehmungen im anatolischen Reichsteil zur Rücksichtnahme auf die Ilchane und ihre politischen Nachfolger, die Timuriden, gehalten. Ein erster Versuch, sich von dieser Vormacht zu emanzipieren, scheiterte 1402 in der Schlacht bei Ankara. Wie es Osman und seinen Nachfolgern gelang, aus einem kleinen Herrschaftsbereich ein Weltreich zu formen, bleibt Gegenstand der Forschung.

### Reichsgründung und Ausdehnung: 14.Jahrhundert
Die Anfänge der osmanischen Dynastie liegen im Dunklen. Die „offizielle“ legendenhafte Historiographie nennt als Vorfahren Osmans seinen Vater Ertuğrul und dessen Vater Süleyman Schah. Diese seien als Angehörige des oghusischen Stammes der Kayı im Verlauf des 13. Jahrhunderts im Zuge der Kriegszüge Dschingis Khans und seiner Nachfolger aus Chorasan in das bereits seit mehreren Generationen von den Rumseldschuken beherrschte Anatolien eingewandert. Auffällig ist dabei, dass sowohl der Vater wie der Sohn im Gegensatz zu diesem selbst nicht-islamische Namen tragen. Aber auch der byzantinische Historiker Georgios Pachymeres überliefert bei der ersten Erwähnung der Osmanen in der byzantinischen Geschichtsschreibung den Namen des Anführers für das Jahr 1302 nicht als „Osman“ sondern als Ataman. Der Osmanist Colin Heywood sieht dagegen eine Herkunft aus dem Reich Nogai Khans als möglich an, der mit dem byzantinischen Reich in teils feindlichen, teils freundschaftlichen Beziehungen stand und zur Unterstützung der Byzantiner Hilfsexpeditionen auch nach Nordwestkleinasien entsandte. Diese Personen waren teilweise noch Schamanisten und wurden oberflächlich christianisiert. Heywood vermutet, dass nach dem Tod Nogais und dem Zusammenbruch seines Reiches oghusisch-kiptschakische Stämme, die zu seinem Reich gehört hatten, zu Land und zu Wasser nach Nordwestkleinasien gewandert seien. Er bezieht sich dabei auf eine von dem persischen Historiker Khwāndemir (ca. 1520) tradierte Überlieferung, der zufolge der Vater des Gründers der osmanischen Dynastie mit 10.000 Zelten aus der pontischen Steppe über Kaffa (das heutige Feodossija auf der Krim) nach Anatolien gekommen sei. Gleicher Herkunft sei auch das westlich an die Osmanen angrenzende Fürstentum Karası, das nach den Hypothesen von Claude Cahen und Mehmet Fuat Köprülü ebenfalls auf mongolisch dominierte Zuwanderer vom Balkan und aus den pontischen Steppen zurückgehe und möglicherweise erst in Anatolien islamisiert worden sei. Der Name Ataman sei ein als Name missgedeuteter Titel zu deuten, der in dem Titel Hetman der Kosaken einen späten Nachfolger habe. Erst später sei dieser Nomadenführer als „Osman“ in die islamische Tradition einbezogen worden.

#### Osman I.
Das Jahr 1299 wird traditionell als das Gründungsjahr des Osmanischen Reiches angesehen. Mit den ersten Eroberungen Osmans im Westen geriet seine Herrschaft ins Blickfeld der byzantinischen Chroniken. Als erster byzantinischer Historiker berichtete Georgios Pachymeres von einem osmanischen Sieg über eine byzantinische Armee: Am 27. Juli 1302 siegten die Osmanen in der Schlacht von Bapheus (Koyunhisar); dieser Tag wird seither als der Tag der Dynastiegründung angesehen.
Nomadische Raubzüge

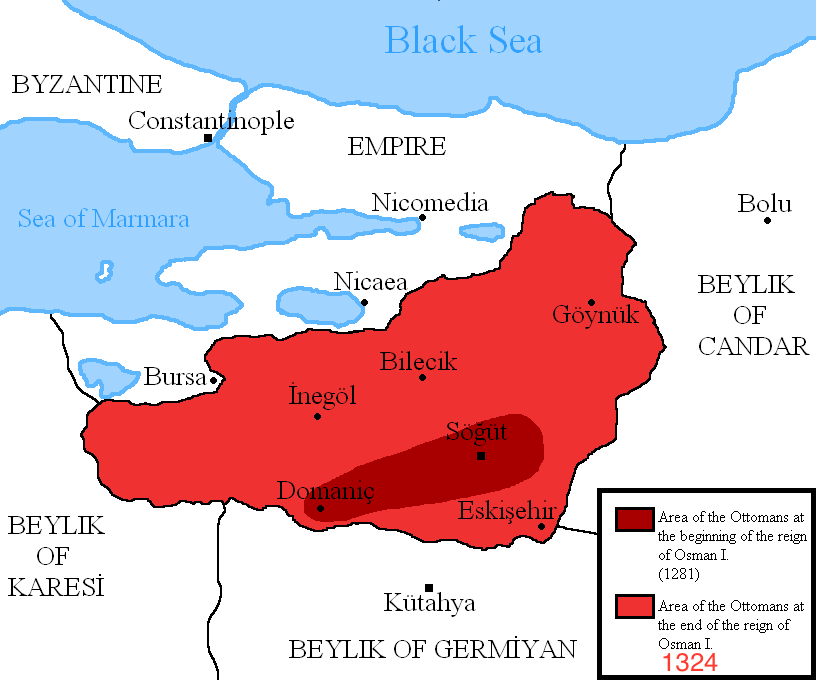
Das Osmanische Reich um 1326

Osman I. (1258–1324/26) konnte sich aufgrund seiner Erfolge die Unterstützung berittener Krieger der benachbarten türkischen Stämme sichern und erweiterte seinen Herrschaftsbereich nach Nordwesten hin, überwiegend auf Kosten des Byzantinischen Reiches. In den 1930er Jahren wurde die Ghazi-These formuliert, die die westliche Expansionsrichtung aus der Ideologie islamischer Glaubenskämpfer zu erklären suchte. In den 1980er Jahren wurde ihr die Nomadenthese gegenübergestellt, die die Westorientierung aus der Lebensweise der zu dieser Zeit noch weitgehend nomadischen Turkvölker begreift. In den fruchtbaren Gebieten Westanatoliens, die nur von schwachen byzantinischen Besatzungen geschützt waren, fanden sie geeignete Weideflächen für ihre Herden. Osmanische Chronisten berichten von Handel zwischen Osman I. und dem byzantinischen Verwalter (tekfur) von Bilecik.
Eroberung erster Städte
Die ersten Gebietsgewinne gelangen im Grenzgebiet zum Byzantinischen Reich (türkisch Uc, griechisch άκρον akron; Spitze, Ende). Während der dortigen Bürgerkriege hatten turkstämmige Söldner auf beiden Seiten gekämpft. Nach byzantinischem Vorbild eroberten nun auch die Osmanen befestigte Städte, indem sie einen dichten Belagerungsring um sie schlossen und zugleich ihr Umland verwüsteten, bis die ausgehungerte Stadtbevölkerung ihren Widerstand aufgab. Auf diese Weise fiel im Jahre 1326 mit der Stadt Bursa ein bedeutender Handelsplatz der Seidenstraße in osmanische Hand. Nach einer Belagerung entvölkerte Städte erhielten neue Einwohner aus anderen Regionen: Schon Osman I. soll 1288 nach der Eroberung von Karacahisar die Stadt mit Umsiedlern aus Germiyan neu bevölkert haben. Freiwillige Umsiedlungen und Deportationen blieben eine Konstante der osmanischen Bevölkerungspolitik während des gesamten Bestehens des Reiches.
Sesshaftwerdung, Handel, Ausbildung von Verwaltungsstrukturen
Ihre Raubzüge brachten den nomadisch lebenden Turkvölkern Anatoliens die Kontrolle über die für sie wirtschaftlich bedeutsamen Weideflächen. Sie waren daher ein wirksames Mittel, Gebiete zu gewinnen. Die Aussicht auf reiche Beute sicherte den Anführern die Unterstützung im Kampf. Die Belagerung von Städten und die Verwüstung ihres Umlandes brachte es aber mit sich, dass die Ackerflächen der Stadtbewohner nicht bebaut werden und ihre Herden nicht weiden konnten. Mit dem Übergang zu einer sesshaften, städtischen Lebensweise und Wirtschaft wandelte sich das Bild: Die Raubzüge bedrohten die nunmehr osmanischen Städte ebenso wie den zur Zeit der Beylikler schon hoch entwickelten Handel: Das Herrschaftsgebiet Osmans lag günstig auf den alten Handelsrouten zwischen Asien und Europa und konnte somit von Anfang an am Ost-West-Handel, dem Austausch von Rohstoffen, Handelsgütern und Edelmetallen teilhaben. Das Nachbarland Byzanz verfügte ebenso wie das Seldschukensultanat über ein hoch entwickeltes Wirtschafts- und Währungssystem, das die pragmatischen neuen Herrscher als Vorbild nutzten. Das sich ausbreitende Osmanische Reich verfügte somit früh über wirtschaftliche Stärke sowie die nötigen Fähigkeiten, sie zu seinem Vorteil nutzen zu können. Damit war eine der Voraussetzungen für seine militärischen und politischen Erfolge gegeben.
Das sesshafte Leben und der sich ausweitende eigene Handel stellte die entstehende Verwaltung des osmanischen Beylikler vor zwei wichtige Aufgaben: Städte, Agrarproduktion und Handelswege mussten nun vor denselben räuberischen Nomaden geschützt werden, die bislang die Eroberungen voran getrieben hatten. Die Kontrolle und Besteuerung der schwer erfassbaren Nomadenbevölkerung hatte schon das byzantinische Reich vor Herausforderungen gestellt. Die neuen Machthaber erbten nun diese Aufgabe, die der osmanischen Regierung noch bis ins 20. Jahrhundert Probleme bereitete. Mit dem Übergang von der nomadischen Subsistenzwirtschaft zu Agrarproduktion und Fernhandel als wichtigsten Einkommensquellen war das Land neu zu verteilen und zu verwalten. Die zu erwartenden und erzielten Erträge des nunmehr bedeutendsten Produktionsfaktors mussten erfasst werden. Hier liegen die Ursprünge des späteren osmanischen Landverwaltungs- und Steuersystems.

#### Orhan I. und Murad I.
Osmans Sohn und Nachfolger Orhan (1281–1359/62) hatte im Jahre 1326 nur ein kleines Fürstentum geerbt, das lediglich knapp halb so groß wie die Schweiz war. Iznik wurde 1331 von ihm erobert, nachdem er 1329 bei Maltepe in der Schlacht von Pelekanon eine byzantinische Armee besiegt hatte. Er machte Bursa zur Hauptstadt, und bis zur Eroberung Konstantinopels im Jahre 1453 blieb es die Grablege der osmanischen Sultane.
Militärische Neuerungen veränderten die klassische nomadische Kriegführung mittels berittener Bogenschützen und waren entscheidend für die weiteren kriegerischen Erfolge: Wahrscheinlich schon unter Orhan, sicher nachweisbar unter seinem Nachfolger Murad I. (1319/29–1389), entstand mit den Janitscharen (türkisch Yeniçeri, „neue Truppe“) eine stehende Infanterie. Während der folgenden Jahrhunderte stellten sie die Elite der osmanischen Armee: Mittels der Knabenlese (devşirme) wurden auf dem Balkan und im Kaukasus meist christliche Jungen zwangsweise ausgehoben und unter geistlicher Anleitung des sufitischen Bektaschi-Ordens zum Islam bekehrt. Sie erhielten eine Ausbildung, die sie zu fähigen Beamten machen sollte. Ihre Stellung als Sklaven (ḳul) des Herrschers machte sie diesem unmittelbar untergeben und sicherte ihre Loyalität. Aufgrund ihrer zentralen Bedeutung für die Reichsverwaltung erlangten die Janitscharen zunehmend politischen Einfluss und stiegen neben der politischen Elite des Hofes und der islamischen Gelehrtenschaft, der ʿUlamā', zu einer dritten Kraft in der osmanischen Gesellschaft auf. Neben der Janitscharentruppe spielte die meist turkstämmige schwere Sipahi-Reiterei eine wichtige Rolle. Weitere Truppeneinheiten stellten die ebenfalls meist türkischen Akıncı, dar, Sturmreiter, deren Lebensunterhalt überwiegend aus der Kriegsbeute einschließlich des Sklavenhandels bestritten wurde. Gleichzeitig unterhielt die Zentrale eigene Truppen des Sultans mit der Leibwache, den Kapikuli, während die Provinzgouverneure, die Walis, regionale Einheiten unterhielten, darunter die Serratkuli.
Die wirtschaftlichen Gewinne aus den neu eroberten Gebieten überwogen zu jener Zeit die Kriegskosten. Die eroberten Gebiete wurden in einzelne, Tımar genannte, nicht vererbbare Militärlehen aufgeteilt, deren Inhaber je nach Größe und Einkommen ihres Lehnsguts berittene Sipahi zu stellen und zu unterhalten hatten. Teilweise erhielten die früheren Herrscher der eroberten Regionen Lehnsgüter und waren zu Loyalität und Heerfolge verpflichtet. Dieses System ähnelte äußerlich dem europäischen Lehnswesen des Mittelalters, allerdings gab es große Unterschiede: Es wurden nur Einkunftsquellen, keine Hoheitsrechte, vergeben. Die Bauern, die das Tımarland bestellten, waren keine Leibeigenen. Der Lehnsinhaber übte keine Gerichtsbarkeit aus. Diese blieb – entsprechend dem islamischen Recht – einer eigenständigen Hierarchie von Kadis vorbehalten. 1383 ernannte Murad I. erstmals einen obersten Richter (ḳāżıʿasker). Solange die Kosten der Kriegführung aus den Einkommen der Tımar gedeckt waren, finanzierten sich die Eroberungen selbst und brachten Gewinn. Erst mit dem Aufkommen der kostspieligen Feuerwaffen im 16. Jahrhundert überstiegen die Kosten der stehenden, modern ausgestatteten und in bar besoldeten Heere die finanziellen Ressourcen der klassischen Tımarorganisation.
Das wachsende Reich erhielt nun eine übergeordnete Verwaltungsstruktur: So wurde ab 1385 die militärische Führung einem „Beylerbey von Rumelien“ (dem europäischen Teil des Osmanischen Reiches) und einem „Beylerbey von Anatolien“ überantwortet, wobei Ersterer den Vorrang hatte. Die Gerichtsbarkeit wurde in den beiden Regionen getrennt verwaltet. Während der gesamten folgenden Geschichte stellten die europäischen Reichsteile Kernlande des Osmanischen Reichs dar. Ihr Verlust im 19. Jahrhundert war ein schwerer politischer und wirtschaftlicher Rückschlag.
Die Osmanen verdrängten das Byzantinische Reich bis Ende der 1330er Jahre fast vollständig aus Kleinasien. Bei Orhans Tod 1359 war das Reich bereits mehr als dreimal so groß wie beim Tode seines Vaters. Doch hatte er seinen Machtbereich nicht nur auf Kosten von Byzanz ausgedehnt, das 1333 erstmals Tribut zahlte, sondern auch auf Kosten seiner turkmenischen Nachbarn. So brach er 1345 die regionale Macht der benachbarten Karesi. Durch geschicktes Agieren während der byzantinischen Thronstreitigkeiten (1321–1328) konnte er weitere Gebiete an der Ägäis seinem Herrschaftsgebiet einverleiben. Das Osmanenreich wurde zu einer Vormacht in Kleinasien. Der byzantinische Fürst Johannes Kantakuzenos erlangte mit Sultan Orhans militärischer Unterstützung im Byzantinischen Bürgerkrieg von 1341 bis 1347 den Kaiserthron. Das Bündnis wurde durch die Heirat von Johannes’ Tochter Theodora mit Orhan besiegelt. Das Geschichtswerk des Johannes Kantakuzenos stellt zusammen mit der Rhomäischen Geschichte des Nikephoros Gregoras eine wichtige byzantinische Quelle zur Frühzeit des Osmanenreichs dar.
Orhan Gazi eroberte einige Gebiete wie die Küstengebiete am Marmarameer und Thrakien. Noch zu Orhans Lebzeiten begann die Expansion nach Europa durch Überschreiten des Marmarameers (Marmara Denizi). 1354 wurde mit Gallipoli die erste byzantinische Stadt auf europäischem Boden erobert. 1361 gelang die Einnahme Adrianopels, einer der größten Städte des byzantinischen Reichs. Nach der Schlacht an der Mariza, 1371, folgte kurz darauf die Eroberung des serbischen Makedoniens und bis 1396 Bulgariens. Gleichzeitig schritt die Eroberung Kleinasiens voran: Ankara geriet unter osmanischen Einfluss und Heiratsbeziehungen mit dem Beylik von Germiyan, dem zuvor mächtigsten der turkmenischen Fürstentümer in Westanatolien, wurden geknüpft. 1389 gelang Murad I. in der Schlacht auf dem Amselfeld ein Sieg über die verbündeten christlichen Fürsten des Balkans aus Serbien und Bosnien und anderer verbündeter Fürstentümer. Der Sultan selbst wurde dabei getötet, späteren Überlieferungen zufolge durch den serbischen Adligen Miloš Obilić.

#### Bayezid I.: Vom Beylik zum Reich

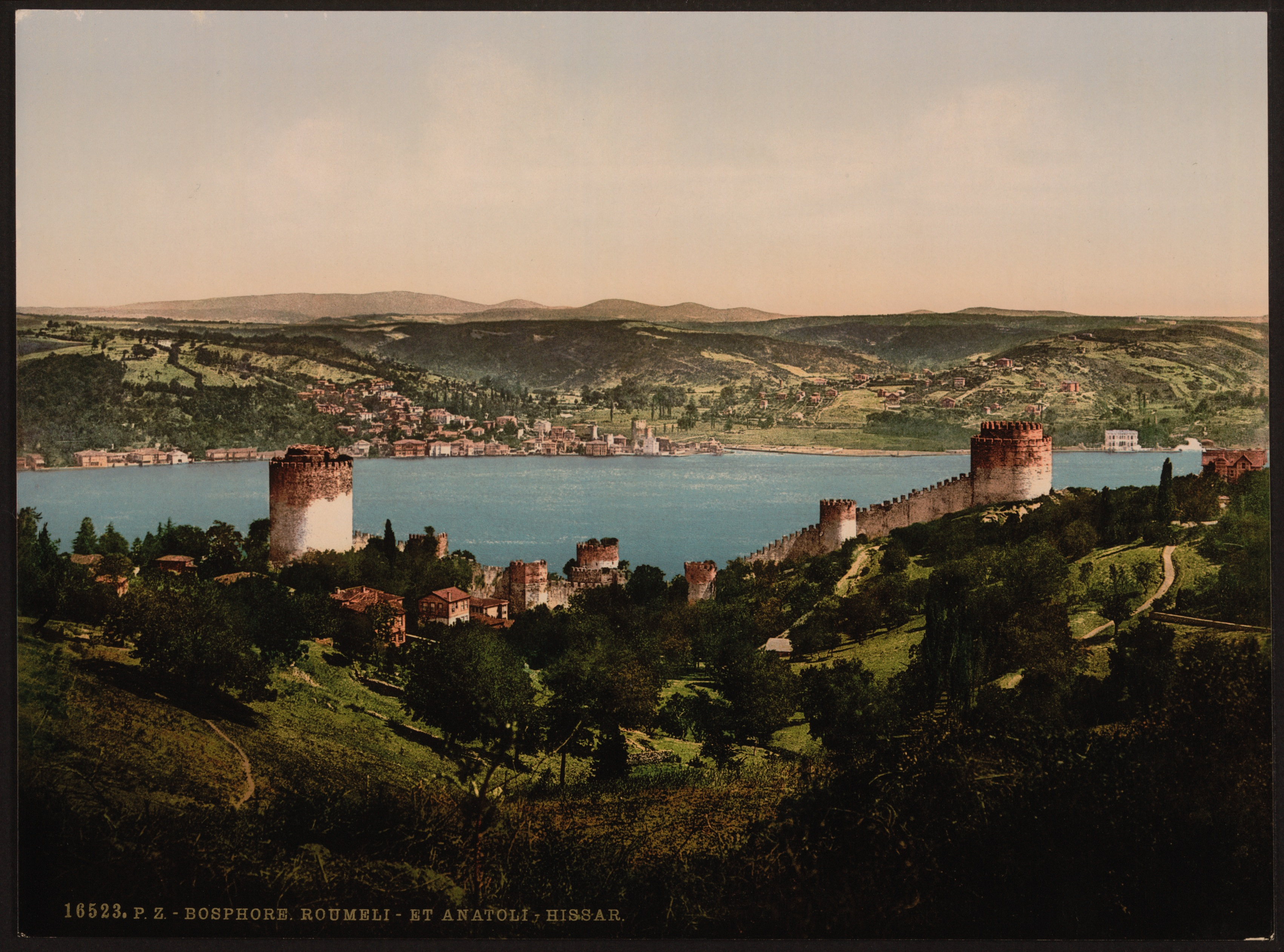
Blick über den Bosporus nach Europa, koloriertes Photo, um 1895: Die Festung Anadolu Hisarı wurde 1394 von Bayezid I. erbaut.

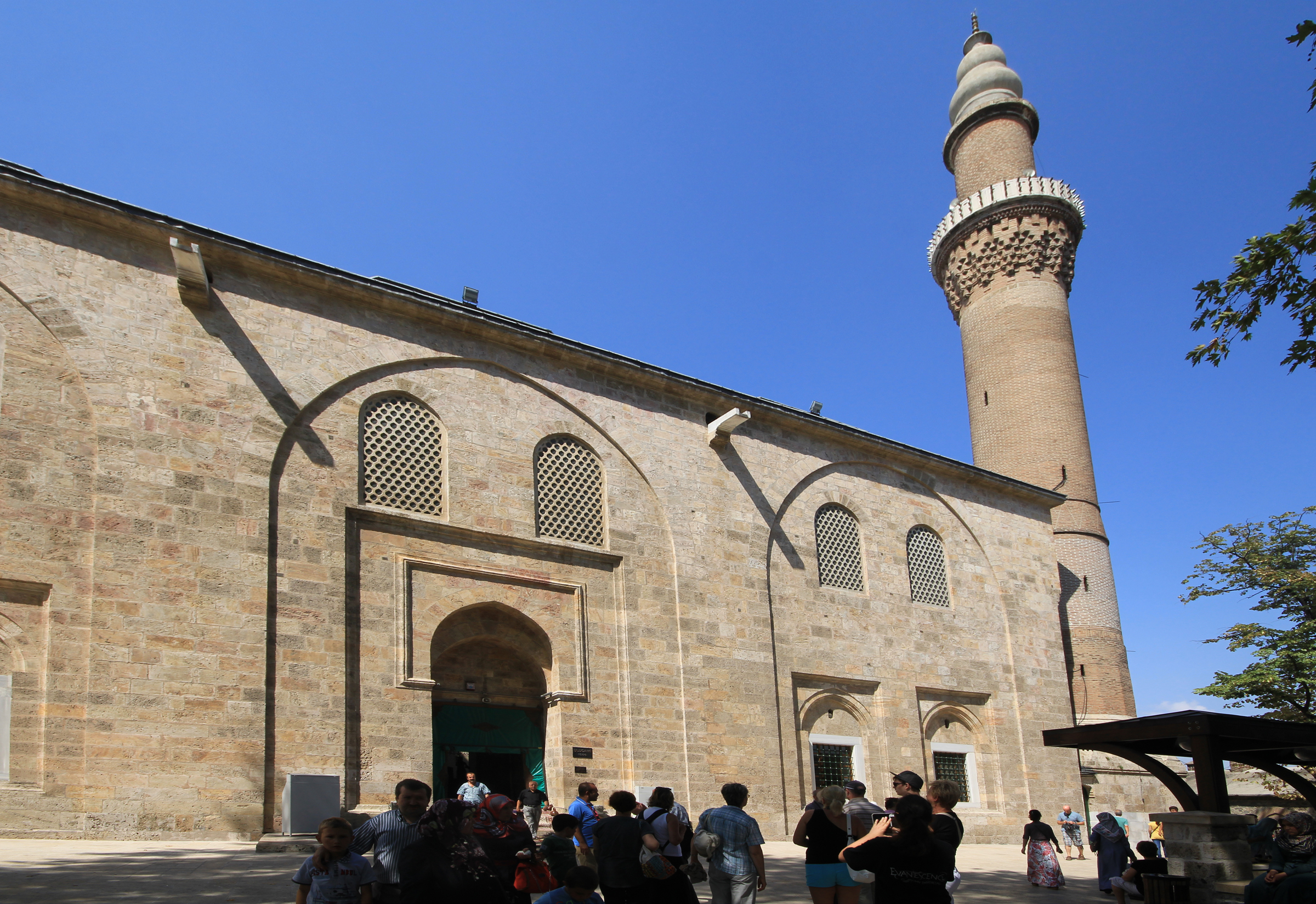
Große Moschee von Bursa, 1396–1399

Auf Murad I. folgte Bayezid I. (manchmal auch Beyazıt oder Bayezıt geschrieben, 1360–1403). Die Expansion in Anatolien wurde fortgesetzt. Bis 1392 wurden die Beylikler von Teke, Aydin, Saruchan, Mentesche sowie Germiyan erobert. Anschließend belagerte Bayezid I. Konya, konnte aber das Beylik der Karamaniden noch nicht erobern: Der byzantinische Kaiser Manuel II. Palaiologos besetzte zur gleichen Zeit, ebenso wie die Fürstentümer Walachei und Bosnien, Gebiete in Rumelien. 1394 gelangten Bulgarien und die Walachei wieder unter osmanische Herrschaft. In Verhandlungen mit der Republik Venedig erreichte Bayezid I., dass Getreidelieferungen nach Konstantinopel eingestellt wurden. Die Festung Anadolu Hisarı, 1393/4 am anatolischen Ufer einer nur 700 m breiten Bosporusenge erbaut, ist einer der größten erhaltenen Bauten aus der Zeit Bayezids. Zusammen mit der später (1452) von Mehmed II. auf dem gegenüberliegenden Ufer errichteten Festung Rumeli Hisarı beherrschten die Anlagen den Seeweg nach Konstantinopel vom Schwarzen Meer aus und stellten somit eine der Voraussetzungen für die spätere Eroberung der Stadt dar. Von Bayezid I. ist überliefert, dass er den Titel Sultan-ı Rūm für sich beanspruchte. 1396 erreichte er, dass die muslimischen Einwohner Konstantinopels einer eigenen Gerichtsbarkeit unterstellt wurden. 1397 eroberte der Sultan endgültig das Beylik von Karaman und ordnete die eroberten Gebiete im Beyerbeylik von Anatolien neu. Er eroberte Sinope, Eretna und im Jahr 1400 Erzincan. Die Bedrohung durch Timur, der sich zum Fürsprecher der eroberten Beylikler gemacht hatte, veranlasste ihn, 1401 die Blockade Konstantinopels um den Preis einer erneuten Tributpflichtigkeit des Byzantinischen Reiches abzubrechen. Aus der Spätzeit der Regierung Bayezids sind die ersten osmanischen Chroniken überliefert, die von einem neuen Selbstbewusstsein des Reiches künden.
Bayezid gewährte Handelsprivilegien für die Seerepubliken Genua und Ragusa. Die Hafenanlagen von Gallipoli oder die Große Moschee von Bursa, unter seiner Herrschaft 1396–1399 erbaut, gehören zu den ersten bekannten Bauwerken der noch von der Architektur der Seldschuken beeinflussten osmanischen Architektur.
Die Eroberungen auf dem Balkan nach den Schlachten an der Mariza und auf dem Amselfeld brachten die neue Macht endgültig in das öffentliche Bewusstsein Westeuropas. 1396 schlugen die Osmanen in der Schlacht bei Nikopolis ein Kreuzfahrerheer unter dem ungarischen König und späteren Kaiser Sigismund vernichtend. Augenzeugen wie Johannes Schiltberger berichteten über das Ereignis und ihre Erlebnisse in der Kriegsgefangenschaft. Die Verhandlungen um die Lösegelder ranghoher europäischer Kriegsgefangener wie Jean II. Le Maingre brachten das Osmanische Reich erstmals in direkten diplomatischen Kontakt mit westeuropäischen Ländern. Es war zum direkten Nachbarn und somit einer ernsthaften Bedrohung der europäischen Reiche geworden.

### Eroberung durch Timur, Osmanisches Interregnum: 1402 bis 1413

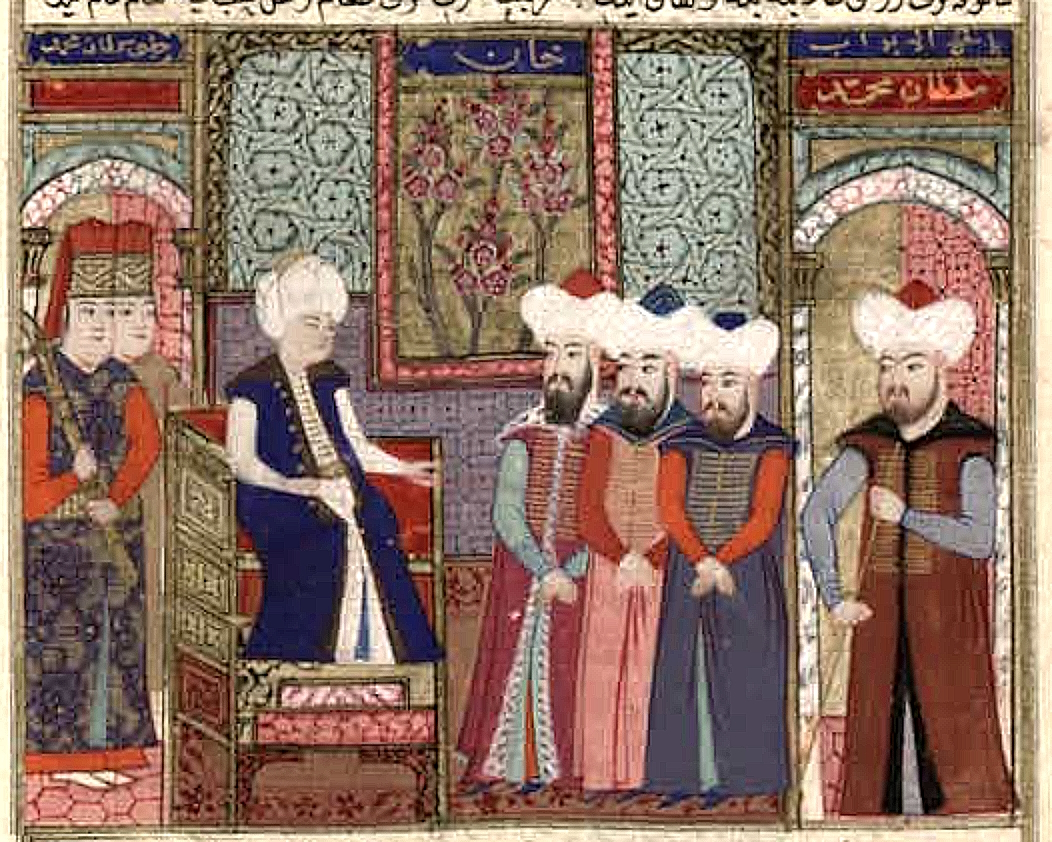
Mehmed I. empfängt Würdenträger, zwischen 1413 und 1421

Eine erste Existenzkrise musste das Osmanische Reich durchstehen, als sein Heer in der Schlacht bei Ankara gegen Timur Lenk 1402 vernichtend geschlagen wurde und Bayezid in Gefangenschaft geriet. Der Gründer der Timuriden-Dynastie hatte innerhalb kurzer Zeit ein riesiges Reich von Nordindien über Georgien und Persien bis Anatolien erobert, das aber nach seinem Tod 1405 schnell zerfiel. Die Verwaltung der Gebiete des Osmanischen Reichs hatte er an die Söhne Bayezids, Süleyman (Rumelien), Mehmed (Zentralanatolien mit Amasya) und İsa (anatolischer Teil um Bursa) verteilt. Diese kämpften in der Folge sowohl um die an Timur verloren gegangenen Gebiete als auch gegeneinander um die Vorherrschaft. In den Bruderkämpfen wurde Süleyman 1410 von seinem Bruder Musa geschlagen, dieser wiederum 1413 mit byzantinischer Unterstützung von Mehmed. Mehmed I. stellte sich als Sultan des wieder vereinigten Reichs in den folgenden Jahren der Herausforderung, das Land zu konsolidieren und gleichzeitig die alte Größe wiederherzustellen.
Die Thronbesteigung von Mehmeds Sohn Murad II. lief nicht reibungslos ab. Kurz vor Mehmeds Tod machte ein gewisser Mustafa als angeblicher Sohn Bayezids Ansprüche auf den Thron geltend. Vielleicht war dieser Mustafa tatsächlich ein leiblicher Sohn, er wurde aber von Mehmed als „falscher (düzme) Mustafa“ diffamiert. Sowohl er, als auch ein weiterer Bruder Murads, der „kleine (küçük) Mustafa“, der von Byzanz als Thronprätendent aufgebaut worden war, wurden hingerichtet. 1422 musste die Belagerung Konstantinopels wiederum abgebrochen werden. Venedig verteidigte Selânik (Thessaloniki) ab 1423 gegen die Osmanen, denen jedoch 1430 die Stadt, deren Umland längst in ihrer Hand war, endgültig zufiel. Schon zweimal, 1387–1391 und 1394–1403, war die Stadt osmanisch, dann letztmals byzantinisch.

### Wiedererstarken und weitere Expansion nach Westen: 1420 bis 1451
In Südosteuropa war das Königreich Ungarn zum Hauptgegner geworden. 1440 konnte es die Einnahme der wichtigen Festung in Belgrad abwenden. Vor allem Johann Hunyadi gelangen immer wieder militärische Erfolge, obwohl seine und die Versuche des Papstes, ein Kreuzfahrerheer zur Vertreibung der Osmanen aus Europa zusammenzurufen, in West- und Mitteleuropa kaum Gehör fanden. Drei Jahre später konnte Hunyadi sogar bis ins damals osmanische Bulgarien vordringen.

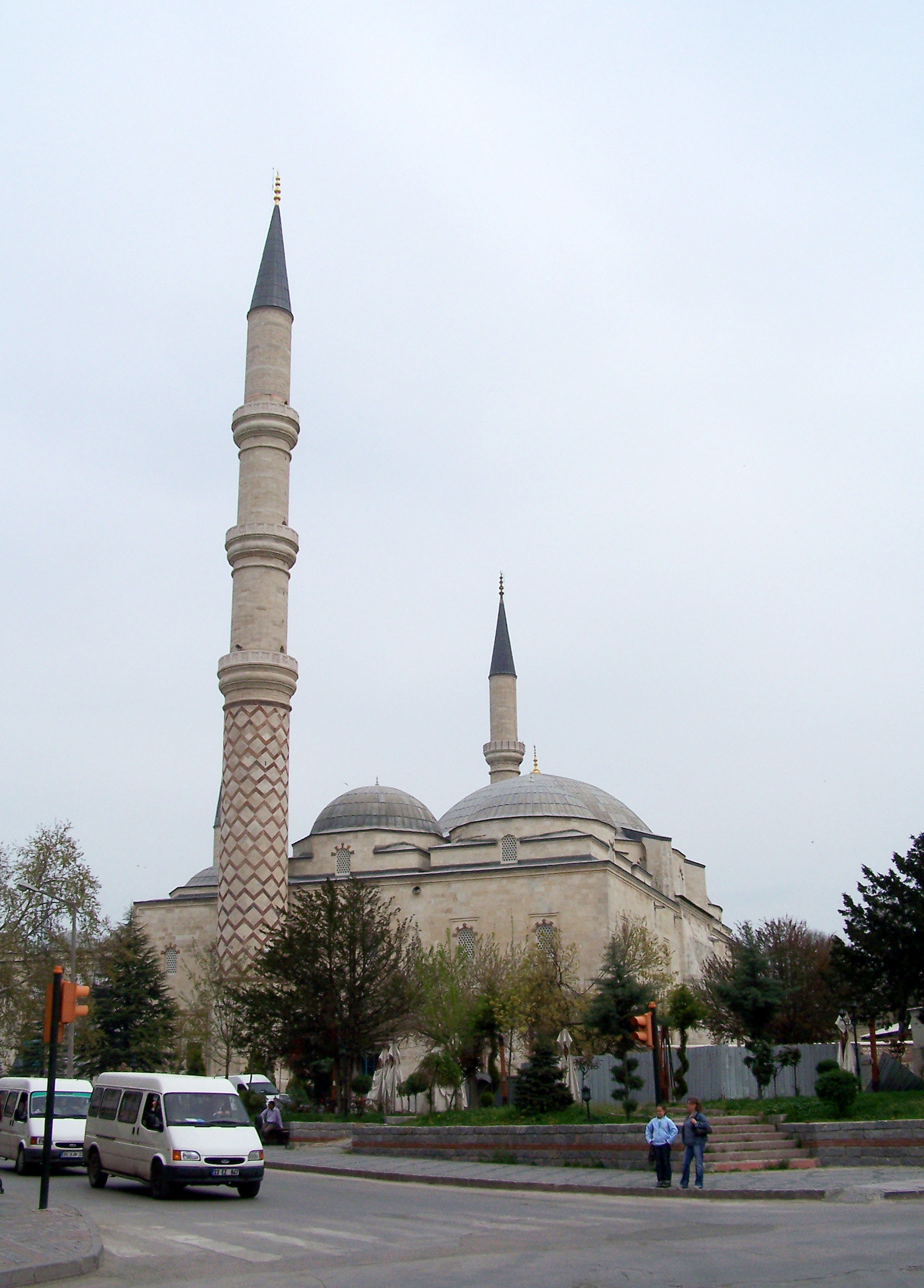
Üç Şerefeli Camii in Edirne, erbaut 1437–1447 unter Murad II.

Auch die Albaner unter Skanderbeg führten einen Unabhängigkeitskampf gegen die Osmanen. 1444 schloss Murad in Szeged einen zehnjährigen Friedensvertrag, der jedoch sogleich von Ungarn gebrochen wurde, um einen vom Papst initiierten Feldzug zu führen. Murad hatte gerade die Macht an seinen Sohn Mehmed II. abgegeben und sich zurückgezogen, trat nun aber erneut an die Spitze des Heers, das die Kreuzfahrer unter dem polnisch-ungarischen König Władysław in der Schlacht bei Warna vernichtend schlug. Abermals musste Murad 1446 die Macht für seinen unerfahrenen Sohn und Nachfolger übernehmen, um einen Janitscharenaufstand niederzuschlagen, und fügte 1448 den Ungarn unter Johann Hunyadi im Kosovo in der Schlacht auf dem Amselfeld eine schwere Niederlage zu.
Mit dem Beginn der Eroberung des byzantinischen Thrakiens ab 1354 hatten die Osmanen ein stark zerrüttetes und entvölkertes Land vorgefunden. Die voraus gegangenen byzantinischen Bürgerkriege von 1341–1347 und 1352–1354, in denen osmanische Söldner auf beiden Seiten gekämpft hatten, sowie die „Große Pestpandemie“ (1346–1353) hatten die Region verwüstet. Die ältesten erhaltenen osmanischen Bevölkerungsregister (tahrir defterleri) aus dem 15. Jahrhundert zeigen sowohl das Ausmaß der Verluste als auch das Ergebnis der osmanischen Besiedlungspolitik. Neben der spontanen Einwanderung turkstämmiger Nomaden (Yörük) wurden Einwohner Anatoliens auf Befehl des Sultans in bedeutender Zahl auf den Balkan umgesiedelt. Die Erforschung der Ortsnamen deutet darauf hin, dass Untertanen aus allen Regionen Kleinasiens nach Thrakien und Makedonien verbracht worden sind.
Hauptstadt des Osmanischen Reiches war seit 1368 Edirne. Murad II. errichtete dort monumentale Bauten. Die Muradiyye-Moschee, die Üç-Şerefeli-Moschee mit einer 24 m weiten Kuppel, Külliye-Komplexe mit einer Moschee angegliederten Bädern (hammām) und Armenküchen (İmaret) sowie die Cisr-i Ergeni („Ergeni-“ oder „lange Brücke“, türkisch uzun köprü), die der ersten osmanischen Stadtgründung auf dem Balkan, Uzunköprü, ihren Namen gab, zeigen die wieder erstarkte Macht des Sultans.

### Osmanisches Weltreich: 1451 bis 1566

#### Eroberung Konstantinopels und Festigung der Macht
Mehmed II. bestieg 1451 endgültig den Thron. Er widmete sich der endgültigen Eroberung von Konstantinopel, das als „Goldener Apfel“ schon vor der ersten Belagerung (1422) Ziel der osmanischen Expansionspolitik war; später trug Wien diese Bezeichnung. Byzanz hatte mit Orhan einen weiteren osmanischen Thronprätendenten aufgestellt und versuchte ein letztes Mal, die osmanische Politik zu seinen Gunsten zu wenden: Im Fall des „falschen“ Mustafa (siehe weiter oben) hatte eine vergleichbare Politik zu einem osmanischen Erbfolgekrieg geführt. Konstantinopel fiel nach 54-tägiger Belagerung am 29. Mai 1453. In Europa wurde dieses Ereignis als endzeitliche Wende wahrgenommen. In der Geschichtsschreibung gilt der Fall der Stadt als weltgeschichtliche Zäsur, als Ende des Byzantinischen Reichs und Epochenwende vom Mittelalter zur Frühen Neuzeit. Tatsächlich besaß Byzanz zu dieser Zeit nur noch wenig politischen Einfluss und beherrschte kaum noch mehr als das eigentliche Stadtgebiet. Die stark befestigte Stadt kontrollierte jedoch den Zugang zum Schwarzen Meer. Konstantinopel wurde zur neuen Hauptstadt des Osmanischen Reiches ausgebaut. Es wurde versucht, die Stadtbevölkerung wieder zu vergrößern, indem die alten Einwohner – wie Griechen und Juden – zum Bleiben bewegt und neue ansiedelt wurden. Die größte christliche Kirche ihrer Zeit, die Hagia Sophia, wurde in einem Akt symbolischer Aneignung zur Moschee Aya-Ṣofya umgewidmet. Nach der Eroberung nahm Sultan Mehmed II. den Titel „Kaiser der Römer“ (قیصر روم / Ḳayṣer-i Rūm) an und stellte sich somit bewusst in die Tradition und Nachfolge des Oströmischen Reiches. In der Endphase der byzantinischen Geschichtsschreibung wurde der Aufstieg des Osmanenreichs durchaus aufgegriffen, aber sehr unterschiedlich interpretiert: Laonikos Chalkokondyles etwa konstruierte in Anlehnung an antike Klassiker einen Gegensatz von Ost gegen West, während Michael Kritopulos die Perspektive der türkischen Sieger einnahm und diese als die ideellen Erben von Byzanz betrachtete.

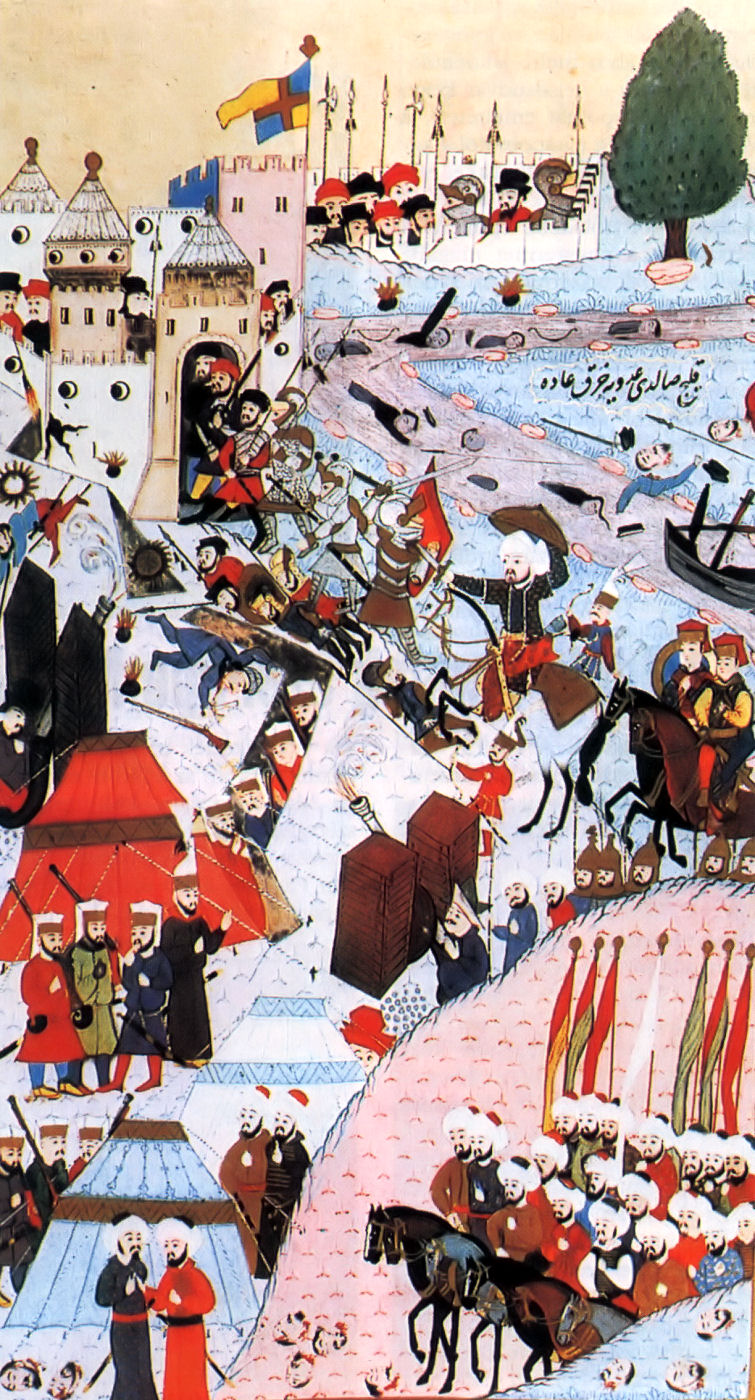
Die Schlacht von Belgrad 1456, osmanische Miniatur aus dem Hüner-nāme

Auf dem Balkan schritt die osmanische Expansion langsamer voran. 1456 konnte Hunyadi die Eroberung Belgrads abwenden und sicherte die Unabhängigkeit Ungarns für die nächsten siebzig Jahre. 1460 eroberte Mehmed II. das Despotat Morea (den Peloponnes) und den Rest Serbiens. Mit der Eroberung des Kaiserreichs Trapezunt ging 1461 die territoriale Herrschaft der letzten byzantinischen Dynastie, der Komnenen, zu Ende. 1470 kam Albanien, 1475 die Krim zum Reich.
Während seiner langen Regierungszeit (1444–1446 sowie 1451–1481) führte Sultan Mehmed II. Reformen durch, die das Reich nach heutigen Begriffen zentralistisch, seine Wirtschaft interventionalistisch organisierten. Den Handel zu fördern und die Kontrolle über die Handelsrouten zu gewinnen, war ein wesentliches Ziel der osmanischen Politik im östlichen Mittelmeerraum. Dies brachte das Reich gleichzeitig in Konflikt mit der bis dahin führenden Handels- und Seemacht, der Republik Venedig. Der Osmanisch–Venezianische Krieg (1463–79) endete mit Gebietsverlusten und der Tributpflichtigkeit Venedigs.
1481 bestieg Bayezid II. den Thron. Dessen Bruder Cem wurde zuerst vom Malteserorden und später vom Papst als Geisel gegen ihn eingesetzt, was den osmanischen Handlungsspielraum im Westen beschränkte. Unter Mehmed II. und Bayezid II. entstanden erste Gesetzbücher (Ḳānūnnāme). Diese ergänzten die schon früher geführten Steuerregister (Defter), die die Art der Besteuerung, Zeitpunkt und Vorgehen bei ihrer Eintreibung, sowie die rechtliche Beziehung zwischen Tımarinhabern und Steuerzahlern detailliert festgelegt hatten. Bayezid II. wurde 1512 von seinem Sohn Selim abgesetzt und womöglich vergiftet.
Selim I. setzte vor allem im Osten die Eroberungsfeldzüge fort. 1514 gelang ein Sieg gegen die Safawiden in Persien, 1516 gegen Syrien. Schließlich wurde 1516/17 das Mamluken-Reich in Ägypten in einem Feldzug zerschlagen. Damit übernahm das Osmanische Reich das Protektorat über die heiligen Städte Mekka und Medina (d. h. den Schutz der Pilgerwege und die Versorgung der Städte). Dem osmanischen Sultan war es somit gelungen, die Vormachtstellung seines Reiches im islamischen Kulturkreis zu festigen.

#### Selbstverständnis und Organisation als Großmacht

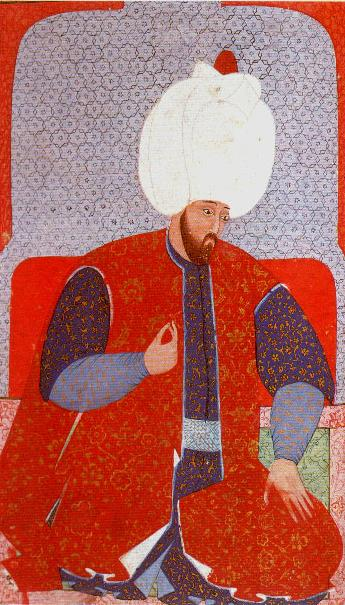
Nakkaş Osman: Süleyman der Prächtige als junger Mann, Miniatur, 1579

Die Ära Süleymans I. (1520–1566) wird meist als Höhepunkt der Macht des Osmanischen Reichs betrachtet. In der osmanischen und türkischen Geschichtsschreibung erhielt er den Beinamen „Ḳānūnī“ („Gesetzgeber“), in der westeuropäischen „der Prächtige“. Unter seiner Herrschaft erstellte der Şeyhülislam Mehmed Ebussuud Efendi ein reichsweit gültiges Gesetzbuch (Ḳānūnnāme). Ebussuud leitete das osmanische Recht aus der Scharia-Auslegung der sunnitisch-hanafitischen Rechtsschule ab. Während Süleymans Herrschaft bildete sich mit dem Osmanischen Islam ein spezieller Zweig dieser Rechtsschule, die den Herrschaftsanspruch der osmanischen Dynastie religiös legitimierte. Neben Ebussuud zählte der Reichskanzler (nişancı) Celâlzâde Mustafa zu den engsten und einflussreichsten Mitarbeitern Süleymans. Unter seiner Leitung entstand mit einer eigenständigen osmanischen Bürokratie (ḳalemiyye) die Verwaltungsstruktur des frühneuzeitlichen Reiches.
Der Beiname „der Prächtige“ kennzeichnet seine Wahrnehmung im Westen: Er gilt als einer der größten Kunstförderer unter den osmanischen Herrschern. Unter seine Regentschaft fallen etwa die architektonischen Meisterleistungen von Sinan. Durch viele Feldzüge erweiterte Süleyman das Reich Richtung Westen, Osten und Südosten.
1521 eroberte er innerhalb von nur 3 Wochen Belgrad. Die Festung galt damals als die stärkste auf dem Balkan. 1522 belagerte eine osmanische Streitmacht Rhodos, hungerte die Festung aus und nahm sie im Dezember 1522 ein. Vier Jahre später wurde durch den Sieg des osmanischen Heeres in der Schlacht von Mohács und den Tod des kinderlosen Königs Ludwigs II. bei dieser Schlacht das Schicksal Ungarns besiegelt. Zwar zog das osmanische Heer noch vor Jahresende vorläufig ab. Im Thronfolgestreit zwischen dem Habsburger Ferdinand I. und dem Ungarn Johann Zápolya, in dem Ferdinand zunächst die Oberhand gewann, ersuchte Johann Zápolya die Osmanen um Hilfe und unterstellte sich der Oberhoheit des Sultans. Süleyman I. nutzte 1529 die Lage, um erstmals Wien zu belagern. Nach nur 19 Tagen musste die Belagerung wegen des frühen Wintereinbruchs aufgegeben werden. 1533 kam es zu einem Waffenstillstand zwischen Ferdinand und Süleyman, in dem beide Parteien ihre Einflussbereiche anerkannten. Ohne Beteiligung des Sultans einigten sich Ferdinand und Johann Zápolya 1537 im Frieden von Großwardein über die ungarische Königswürde. Zápolya wurde als König in seinem Herrschaftsbereich anerkannt, sein Nachfolger sollte aber Ferdinand sein. Nach seinem Tod 1540 ließ aber seine Witwe Zápolyas Sohn Johann Sigismund zum ungarischen König ausrufen. Gegen die Angriffe Ferdinands rief sie Süleyman zu Hilfe. Dieser besetzte 1541 Ofen und stellte das mittlere Drittel des Königreichs Ungarn unter direkte osmanische Herrschaft, wo die Eyâlets Budin, Eğri, Tımıșvar und Kanije errichtet wurden. Die osmanische Herrschaft blieb aber unvollkommen. Neben den osmanischen Institutionen behaupteten sich auch die des ständischen Königreichs Ungarn. Sogar die ungarischen Reichstage wurden teilweise von Delegierten aus dem osmanischen Ungarn beschickt.
Zápolyas Sohn Johann Sigismund erhielt als ungarischer König Siebenbürgen und einige angrenzende Landstriche, die sogenannten „partes“ (Teile). 1547 wurde auf 5 Jahre ein Frieden zwischen Ferdinand und Süleyman geschlossen. Ferdinands Besitz wurde auf Nord- und Westungarn beschränkt, wofür er Tribut an das Osmanische Reich zahlen musste. Der Krieg flammte 1550 mit einer habsburgischen Intervention in Siebenbürgen wieder auf, die Süleyman nicht hinnehmen wollte. Der Konflikt zwischen den Habsburgern und Zápolya wurde im Vertrag von Speyer 1570 dadurch gelöst, dass Johann Sigismund auf die ungarische Königswürde verzichtete, dafür aber die Zugehörigkeit des als Fürstentum bezeichneten Siebenbürgen zur ungarischen Krone suspendiert wurde. Der ungarische Königstitel sollte von Johann Sigismund nur mehr im Verkehr mit dem Osmanischen Reich geführt werden. Diese Entwicklung führte in der Folge zur Entstehung eines von Ungarn losgelösten Fürstentums Siebenbürgen als osmanischem Vasallenstaat. Letztlich endete der Krieg erst nach dem Tode Süleymans 1568 im Frieden von Adrianopel, der im Wesentlichen den Status quo der Besitzungen und die Tributpflicht der Habsburger für ihren Anteil an Ungarn festschrieb.

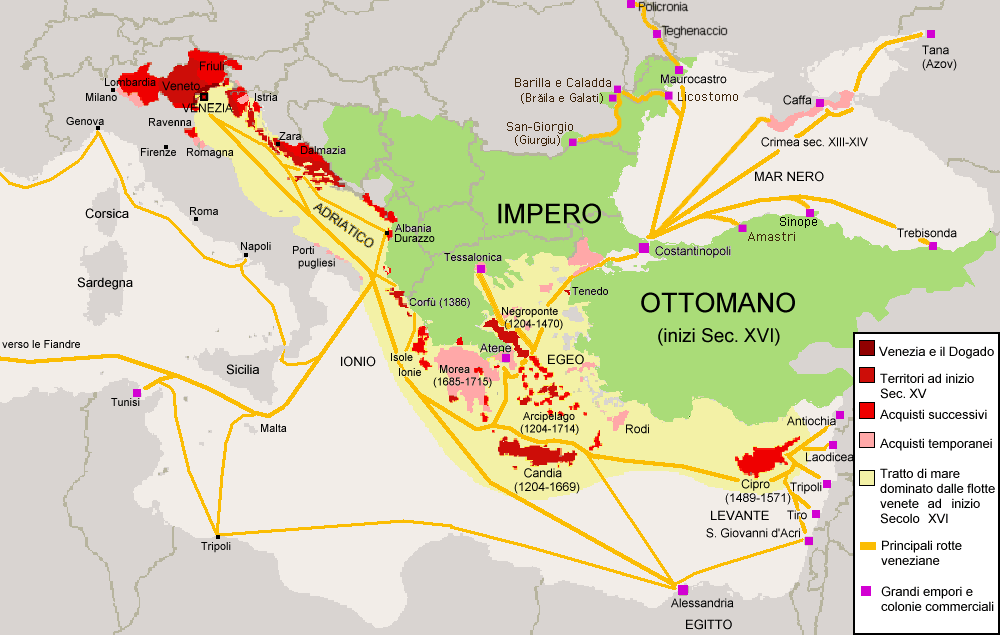
Machtverhältnisse und Handelswege im östlichen Mittelmeerraum um 1500

Im Osten gelang es dem Osmanischen Reich in den drei Feldzügen des Osmanisch-Safawidischen Kriegs gegen die Safawiden, Ostanatolien endgültig zu erobern. 1534 fielen zudem Mesopotamien mit Bagdad und Aserbaidschan mit der safawidischen Hauptstadt Täbris in die Hände der Osmanen. Im Frieden von Amasya 1555 gelang es den Osmanen einen Großteil der Eroberungen dauerhaft zu sichern. Mesopotamien mit Bagdad, Basra und der zugehörigen Küste des Persischen Golfes, Ostanatolien und Schahrazor blieben osmanisch, Aserbaidschan und die östlichen Teile Kaukasiens verblieben den Safawiden.
Auch im Mittelmeer kam es zu Auseinandersetzungen mit wechselnden Erfolgen: 1535 gelang Kaiser Karl V. im Tunisfeldzug den kurz zuvor zum Oberbefehlshaber der osmanischen Flotte ernannten Korsaren Khair ad-Din Barbarossa aus Tunis zu vertreiben und Tunesien zum spanischen Vasallenstaat zu machen. 1537 wiederum griff die osmanische Flotte dieses Khair ad-Din Barbarossa die venezianischen Besitzungen in Griechenland an. Die vereinigten Seestreitkräfte der zur Verteidigung gebildeten Heiligen Liga konnten keinen effektiven Widerstand leisten. Im Jahre 1538 besiegte die Flotte Khair ad-Din Barbarossas die Flotte der Heiligen Liga unter Andrea Doria bei Preveza. Damit begann bis zur Seeschlacht von Lepanto 1571 eine über 30-jährige militärische Vormachtstellung der osmanischen Flotte im Mittelmeer. Venedig schloss 1540 mit den Osmanen einen Sonderfrieden, in dem Teile Dalmatiens, die verbliebenen Besitzungen Venedigs auf der Peloponnes und fast alle Inselbesitzungen Venedigs im Ägäischen Meer außer Tinos und Kreta an die Osmanen fielen. 1560 behaupteten die Osmanen in der Seeschlacht von Djerba ihre Vormachtstellung. 1565 schlug die Belagerung von Malta fehl: Die Ritter des Malteserordens konnten den Invasoren so lange standhalten, bis die durch Verluste und Krankheiten geschwächten osmanischen Streitkräfte sich angesichts der fortgeschrittenen Jahreszeit und der aus dem spanischen Sizilien eintreffenden Entsatztruppen zurückzogen.

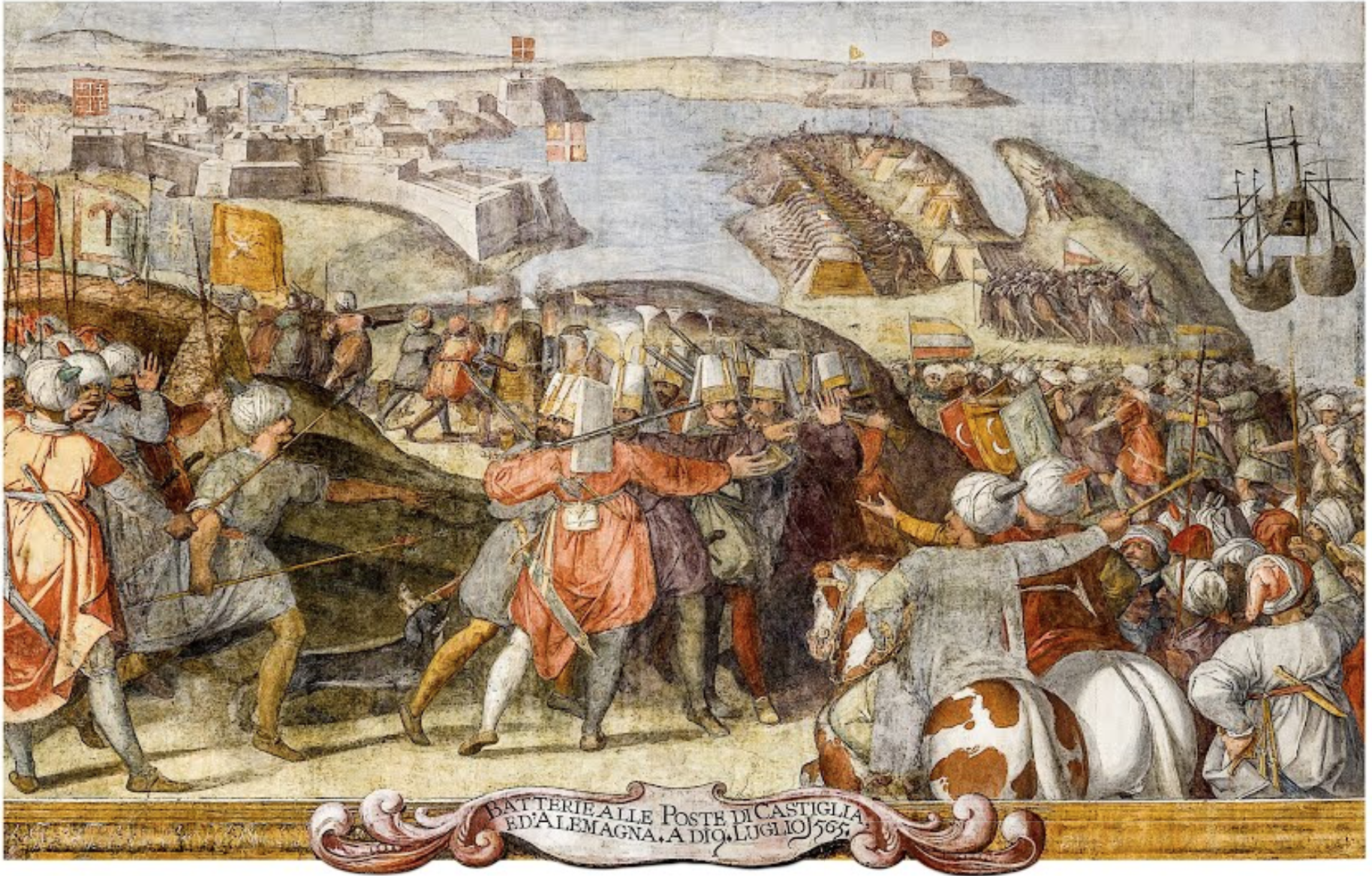
Die Belagerung von Malta 1565

Im Südosten kämpfte das Osmanische Reich mit Portugal um die Vormacht im Indischen Ozean: 1538 kam es zur Belagerung von Diu. 1547 wurden große Teile des Jemen besetzt. Der osmanische Admiral Piri Reis vertrieb 1548 die Portugiesen aus Aden und 1552 aus Maskat. Diese Gewinne waren aber nur vorübergehend, Bahrain und Hormus blieben im Besitz der Portugiesen. 1557 wurde Massaua in Eritrea erobert und blieb bis ins 19. Jahrhundert osmanisch.
1566 brach Süleyman I. erneut zu einem Ungarn-Feldzug auf. Er belagerte Szigetvár, das von Nikola Šubić Zrinski verteidigt wurde. Während der Belagerung von Szigetvár starb der Sultan. Sein Tod, die hohen Verluste der Belagerung von etwa 20.000 Mann, und der hereinbrechende Winter veranlassten das osmanische Heer zum Rückzug.
Süleyman war sich seiner Bedeutung als Herrscher einer Großmacht bewusst: Über den Haupteingang der von ihm erbauten Süleymaniye-Moschee ließ er die Inschrift setzen:

„Eroberer der Länder des Ostens und des Westens mit der Hilfe des Allmächtigen und seiner siegreichen Armee, Herrscher über die Reiche der Welt.“

Um diesen Anspruch wahr werden zu lassen, musste sich Süleyman gegenüber dem Heiligen Römischen Reich behaupten. Nur durch die Eroberung der Kaiserkrone konnte er die Herrschaft des Westens beanspruchen. Unter seiner Regierung vertieften sich daher die diplomatischen Beziehungen mit Europa: Er suchte die Unterstützung der deutschen protestantischen Fürsten zu gewinnen, die sich im Schmalkaldischen Bund gegen die Religionspolitik des katholischen Kaisers Karl V. verbündet hatten, und schloss ein Bündnis mit dem französischen König François I. Dieser schrieb:

„Ich kann meinen Wunsch nicht leugnen, den Türken mächtig und bereit zum Krieg zu sehen, nicht um seinetwillen, denn er ist ein Ungläubiger und wir sind Christen, sondern um die Macht des Kaisers zu schwächen, ihm hohe Ausgaben aufzuzwingen und alle anderen Regierungen gegen einen so mächtigen Gegner zu stärken.“

Auf wirtschaftlichem Gebiet wurden die Beziehungen enger. Die erste so genannte Kapitulation, die freien Handel vereinbarte und den Handelspartnern die Gerichtsbarkeit über ihre Untertanen auf dem Boden des Osmanischen Reichs übertrug, war schon 1352 der Republik Genua gewährt worden, in den 1380er Jahren folgte die Republik Venedig, unter Mehmed II. (reg. 1451–81) die Republik Florenz, unter Bayezid II. (reg. 1481–1512) Neapel. Frankreich hatte schon 1517 von der Pforte die Bestätigung der mit der ägyptischen Mamlukendynastie geschlossenen Kapitulation erlangt. Die im Rahmen des französisch-osmanischen Bündnisses 1536 vereinbarte Kapitulation galt lange Zeit als die erste, wurde aber nie ratifiziert. Um 1580 datiert die erste Kapitulation mit England, das bis dahin Waren über Venedig importiert hatte. Das Reich nutzte die Kapitulationen, um aus dem Wettbewerb der europäischen Länder um die besten Handelsbedingungen diplomatische Vorteile zu ziehen.

### 16. und 17. Jahrhundert

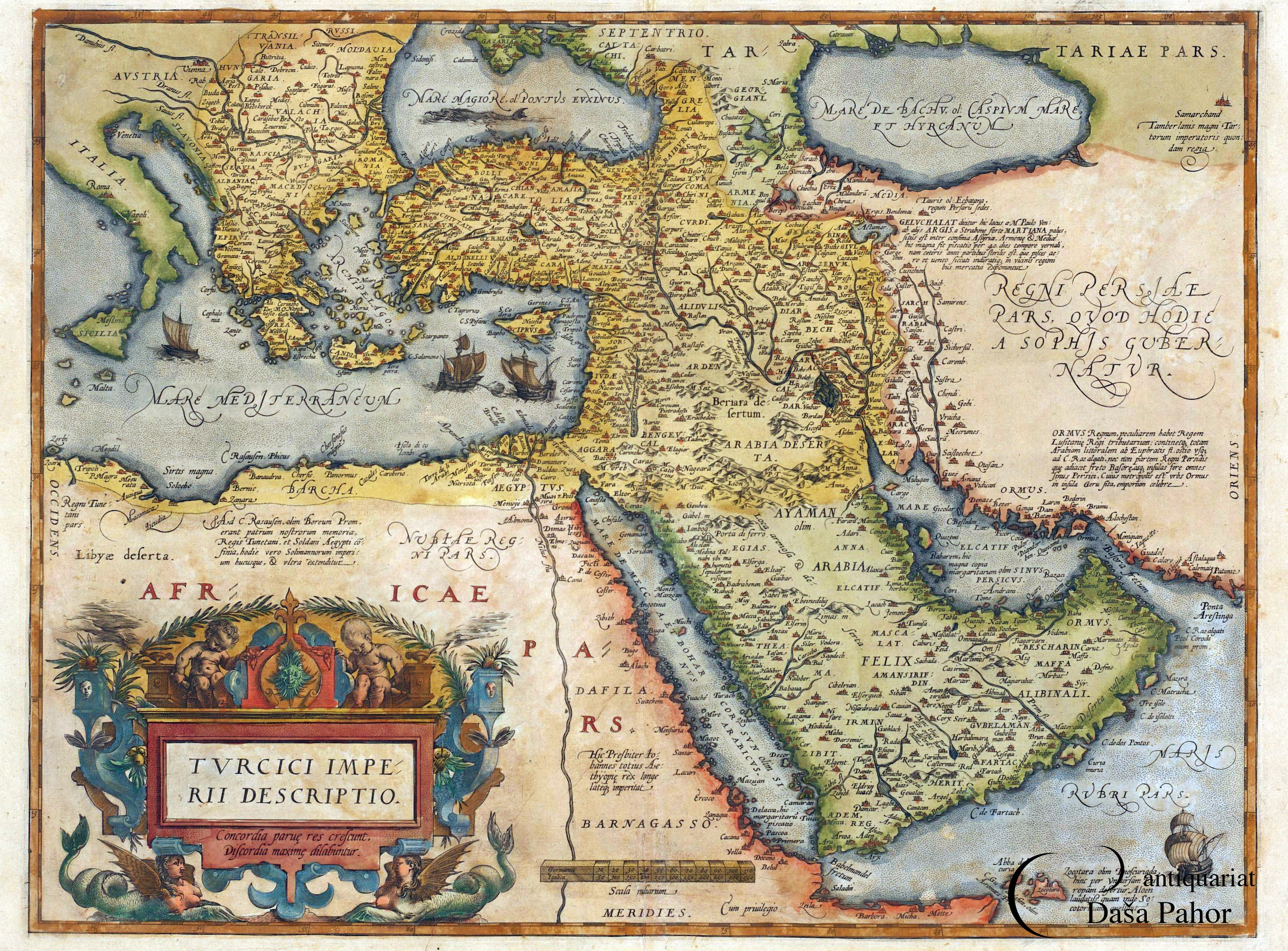
TVRCICI IMPERII DESCRIPTIO („Beschreibung des Türkischen Reiches“), Karte von Abraham Ortelius (Antwerpen, 1570)

Moderne Geschichtswissenschaftler sehen den Zeitraum nach Süleyman I. (die Periode von 1550 bis 1700) eher als eine Zeit umfangreicher Veränderungen, weniger als eine Epoche des langsamen Niedergangs. Wirtschaftliche und politische Krisen prägten diese Zeit, die das Reich jedoch nicht nur zu überstehen wusste, sondern aus der es grundlegend verändert hervorging. Nicht nur das Osmanische Reich, auch Europa und die Mittelmeerregion litten zu dieser Zeit unter den schweren wirtschaftlichen und fiskalen Rückschlägen der „Krise des 17. Jahrhunderts“. Politisch war diese Umbruchszeit gekennzeichnet durch die Entstehung elitärer Patronage-Netzwerke, beispielsweise des Großwesirs, der Provinzgouverneure oder hochrangiger ʿulamā'. Nach dem Vorbild des Sultanshofs in Istanbul wurden diese Netzwerke „Haushalte (ḳapı)“ genannt. Während noch im frühen 16. Jahrhundert sämtliche Macht in der Person des Sultans vereint war, prägte in der zweiten Jahrhunderthälfte ein Netzwerk aus Beziehungen zwischen einflussreichen Haushalten das politische Leben. Die politische Zersplitterung in einzelne Machtfraktionen wird von einigen Wissenschaftlern als Frühform eines Demokratisierungs-Prozesses mittels Einschränkung der Regierungsgewalt verstanden. Im Verlauf dieses Anpassungsprozesses wandelte sich der Charakter des osmanischen Reichs von einer auf militärische Eroberungen ausgerichteten hin zu einer auf die bestmögliche Nutzung des vorhandenen Gebietsbesitzes zielenden Herrschaft sowie zu einem neuen Selbstbild als „Bastion des sunnitischen Islams“. Baki Tezcan prägte für diese Epoche den Begriff „Zweites Osmanisches Reich“.
Auch europäische Länder wie England waren an guten Beziehungen zum osmanischen Sultanshof interessiert: In erster Linie bemühte sich das elisabethanische England um die Unterstützung der Sultane in seinem Bemühen, die portugiesischen und spanischen Silberflotten zu stören. Besonders deutlich wurde dies in der Politik Englands gegenüber der Heiligen Liga, und im auffälligen Schweigen der englischen Öffentlichkeit im Gegensatz zum übrigen Westeuropa nach der Seeschlacht von Lepanto. Die Korrespondenz der elisabethanischen mit der osmanischen Hofkanzlei ist ebenfalls überliefert, wobei die Rolle Elisabeths I. als „Fidei defensor“ gegenüber christlichen Irrlehren besonders hervorgehoben wurde. Die positive Haltung der englischen Gesellschaft gegenüber islamischen Ländern spiegelt sich auch in den Dramen des elisabethanischen Theaters, beispielsweise in Shakespeares Der Kaufmann von Venedig und Othello.

#### Finanzpolitische Krisen
Bis zur Mitte des 15. Jahrhunderts war der Silbergehalt des wichtigsten osmanischen Zahlungsmittels, der Akçe-Münze, mit 1,15–1,20 g reinen Silbers weitgehend konstant geblieben. Schon im Lauf des 15. Jahrhunderts wurde der Silbergehalt des Akçe wiederholt vermindert, die Münze hierdurch abgewertet. Diese Maßnahme erhöhte zwar die Menge an umlaufenden Münzgeld, die gleichzeitig steigenden Preise machten die erwarteten Gewinne für die Staatskasse wieder zunichte. Darüber hinaus führten die wiederholten Entwertungen schon im Jahr 1444 zu einer ersten Revolte der bar, in Silbermünzen, besoldeten Janitscharen. Ein weiterer Grund für den Wertverfall der Münzen kam aus dem Westen: Weil über den Atlantikhandel große Mengen Silber aus dem spanischen Kolonialreich nach Europa strömten, sank dessen Wert (siehe Preisrevolution).
Durch das Aufkommen neuer Technologien wie der Feuerwaffen und die Einführung stehender, bar besoldeter Heere wurde die Kriegführung im 16. Jahrhundert zunehmend kostspieliger. Trotz aller Anstrengungen blieben Landgewinne, die in den Anfängen der osmanischen Expansion neue Einkommensquellen für die Staatskasse erschlossen hatten, nun aus. Ursprünglich hatte sich das Osmanische Heer finanziert, indem die einzelnen Lehen (Tımar) berittene Lanzenreiter (Sipahi) stellten und unterhielten. Die Tımar-Inhaber lebten meist auf oder nahe bei ihren Gütern, konsumierten einen Teil der dort erzeugten Güter selbst und beanspruchten Frondienste (kulluk) oder Naturalien als Steuerabgabe. Die technische Revolution der Kriegführung führte ab dem 16. Jahrhundert zum Niedergang der Reiterei, während die militärische Bedeutung direkt besoldeter, auf Kosten des Staates mit modernen Waffen ausgerüsteter Truppen zunahm. Zunehmend wurden die Tımare eingezogen und dem Landbesitz des Sultans zugeschlagen, oder an Günstlinge und Höflinge als Sinekure vergeben. Die Steuereintreibung wurde dabei oft in Steuerpacht (iltizam, später malikâne) an einen Steuerpächter („mültezim“) vergeben, der eine festgesetzte jährliche Abgabe an die Staatskasse zu entrichten hatte. Im Lauf der Geschichte wurden Naturalsteuern und Frondienste meist in Bargeldsteuern umgewandelt. Die Steuererhebung in Bargeld führte dazu, dass die Landbevölkerung nicht mehr wie bisher einen Teil ihrer Erzeugnisse direkt abführen konnte, sondern zunächst ihre Produkte gegen Bargeld verkaufen musste. Darüber hinaus pressten die Steuerpächter im Bestreben, ihre Investitionen zu amortisieren, die Bevölkerung zum Teil hemmungslos aus.
Die seit dem 17. Jahrhundert verbreitete Korruption und Käuflichkeit von Ämtern füllte neben der Staatskasse vor allem die Taschen der für die Besetzung von frei gewordenen Stellen und Posten zuständigen Großwesire und Beylerbeys mit erheblichen Summen. Auf der anderen Seite brachte sie inkompetente und für die jeweilige Aufgabe nicht ausgebildete Beamte in Amt und Würden, die in möglichst kurzer Zeit versuchten, den für den Ämterkauf investierten Betrag zu amortisieren. Die Notwendigkeit, ständig wachsende Mengen an Bargeld zu erwirtschaften, verschärfte die Lebensbedingungen der Landbevölkerung zusätzlich. Die zunehmende Unzufriedenheit weiter Teile der einfachen Bevölkerung zeigte sich in einer Reihe von Aufständen wie den Celali-Aufständen, die Anatolien während der Jahre 1519 bis 1598 kaum zur Ruhe kommen ließen. Weil die Landbevölkerung besonders unter dem zunehmenden Steuerdruck, der Inflation und der Korruption litt, verließen viele Bauern ihre Gehöfte. Sie zogen in die Städte, in unzugängliche Gebirgsgegenden oder schlossen sich den Aufständischen oder marodierenden Räuberbanden an, den so genannten Levent, die oft von ehemaligen Sipahis geführt wurden, deren Tımare zu einem auskömmlichen Lebensunterhalt nicht mehr reichten. Die Landflucht, deren Folgen noch in den Strukturproblemen der Landwirtschaft Anatoliens bemerkbar sind, verschärfte wiederum die Probleme, da ohne die Bauern die Tımare keinen Profit mehr abwarfen, die Nahrungsmittelversorgung der Bevölkerung schwieriger wurde und auch dem Fiskus Steuerzahler entgingen.

#### „Weiberherrschaft“ und Köprülü-Restauration

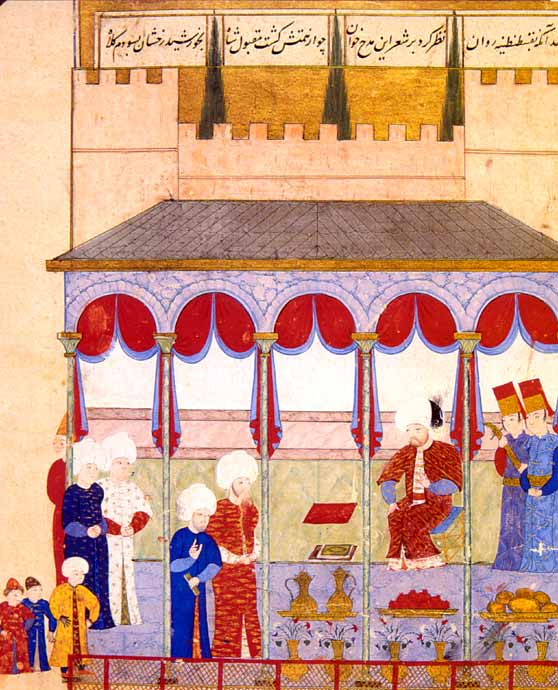
Empfang bei Selim II. in Edirne, um 1580

Mit Süleyman I. endet die Epoche der kriegerischen Sultane, die ihre Heere selbst anführten und dem Reich als Alleinherrscher vorstanden. Wiederholt kamen ungeeignete Persönlichkeiten auf den Sultansthron, wie der alkoholkranke Selim II., der geistig zurückgebliebene Mustafa I., der bei seiner Thronbesteigung erst elf Jahre alte Murad IV. oder İbrahim der Verrückte. In dieser Situation regierte de facto die Sultansmutter (Valide Sultan) das Reich. Häufig waren die Mütter der Sultane Nebenfrauen oder Sklavinnen der regierenden Sultane. Aufgrund der patrilinearen Thronfolge ohne Erstgeburtsrecht war die zunächst wichtigste Aufgabe der Valide Sultan, die Herrschaft ihres Sohnes zu sichern, was auch den Mord an dessen Halbbrüdern einschließen konnte. Loyale Unterstützung fand sie am ehesten bei Familienangehörigen, die mit Hilfe der Sultansmutter in hohe Ämter aufsteigen konnten. Die Sultansmütter garantierten und legitimierten den Fortbestand der Dynastie in politisch instabiler Zeit. Andererseits schwand der direkte Einfluss des Sultans, der nicht mehr, wie bisher, im patrimonial organisierten Reich der alleinige Haushaltsvorstand war. Es entstand ein Beziehungsgeflecht weiterer Haushalte, denen einflussreiche Persönlichkeiten der politischen Hierarchie, wie die Großwesire dieser Zeit, vorstanden. Das Ergebnis dieses teilweise chaotisch verlaufenden und durch Nepotismus geprägten Prozesses war letztlich eine größere Unabhängigkeit der osmanischen Bürokratie von der Willkür und Regierungsfähigkeit des Sultans, dessen Person aufgrund der ihm geschuldeten Loyalität gleichwohl die Kontinuität und Legitimation des Reichs und seiner Dynastie sicherstellte.
1656 wurde Köprülü Mehmed Pascha (um 1580–1661) von Mehmed IV. zum Großwesir berufen. Ihm und seinem ihm im Amt nachfolgenden Sohn Fâzıl Ahmed (1635–1676) gelang es, die Zentralregierung wieder zu stärken. Neben militärischen Erfolgen führten sie im Rahmen der nach ihnen benannten „Köprülü-Restauration“ Sparmaßnahmen durch, verringerten die Steuerlast und schritten gegen unrechtmäßige Steuereintreibung ein. Zeitweise konnten sie die immer wieder ausbrechenden Revolten der Janitscharen und politischer Fraktionen beruhigen. Das Militär blieb ein politischer Unruhefaktor: In der Hauptstadt setzten die Janitscharen 1703 Sultan Mustafa II. ab. In den Provinzen ereigneten sich immer wieder Aufstände, beispielsweise die Celali-Aufstände von 1595 bis 1610, 1654 bis 1655 und 1658 bis 1659, die Canbulad-Rebellion bis 1607 oder die Rebellion Ma’noğlu Fahreddin Paschas von 1613 bis 1635.

#### Europäische Türkenkriege und Krieg mit Persien

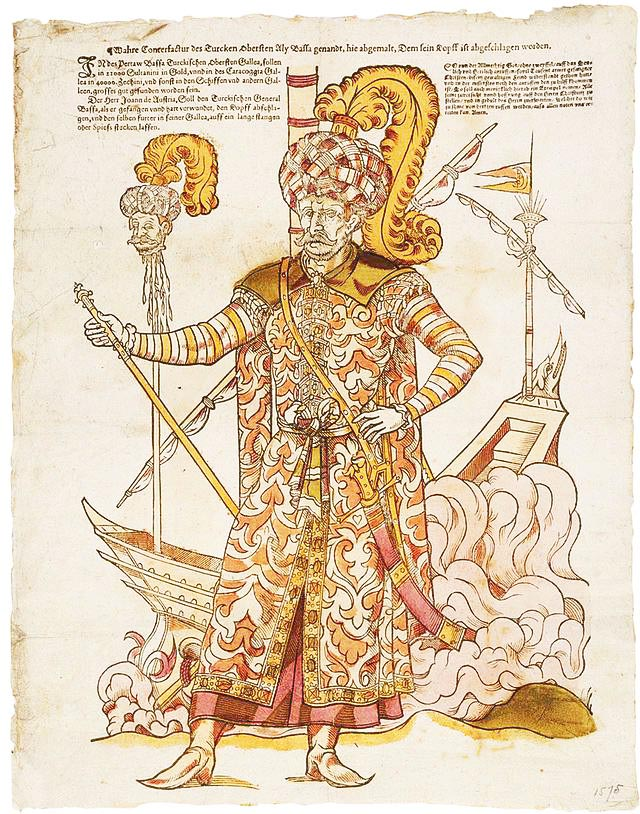
Ali Pascha, Befehlshaber der osmanischen Flotte vor Lepanto, Holzschnitt nach 1571

In der Seeschlacht von Lepanto am 7. Oktober 1571 konnten die christlichen Großmächte mit Spanien und Venedig an der Spitze den ersten größeren Sieg mit der fast völligen Vernichtung der osmanischen Flotte erzielen. Die politischen Auswirkungen waren jedoch gering, da die christliche Allianz kurz darauf auseinanderbrach und die Osmanen ein Jahr später ihre Flotte vollständig wieder aufbauen konnten. Venedig musste sogar Zypern abtreten. Die Auseinandersetzung vor Lepanto führte aber zu einer Bereinigung der Einflusssphären im Mittelmeer. Die Osmanen beschränkten sich jetzt auf ihre Vormachtstellung im östlichen Teil, zum Beispiel mit der Eroberung der venezianischen Inseln Zypern 1571 und Kreta 1669, während spanische, maltesische und italienische Flotten das westliche Mittelmeer unter sich aufteilten. Dennoch richtete Selim II. sein Augenmerk auf Tunesien, das 1574 in die Hand von Barbaresken-Korsaren geriet, die der Hohen Pforte tributpflichtig waren. Zudem unterstützte Selim die muslimischen Herrschaften in Südostasien. Nach dem Langen Türkenkrieg (1593–1606) musste Sultan Ahmed I. Kaiser Rudolf II. erstmals als gleichberechtigten Verhandlungspartner anerkennen. 1623–1639 führte das Reich wiederum Krieg mit den persischen Safawiden.

#### Letzter Vorstoß nach Mitteleuropa

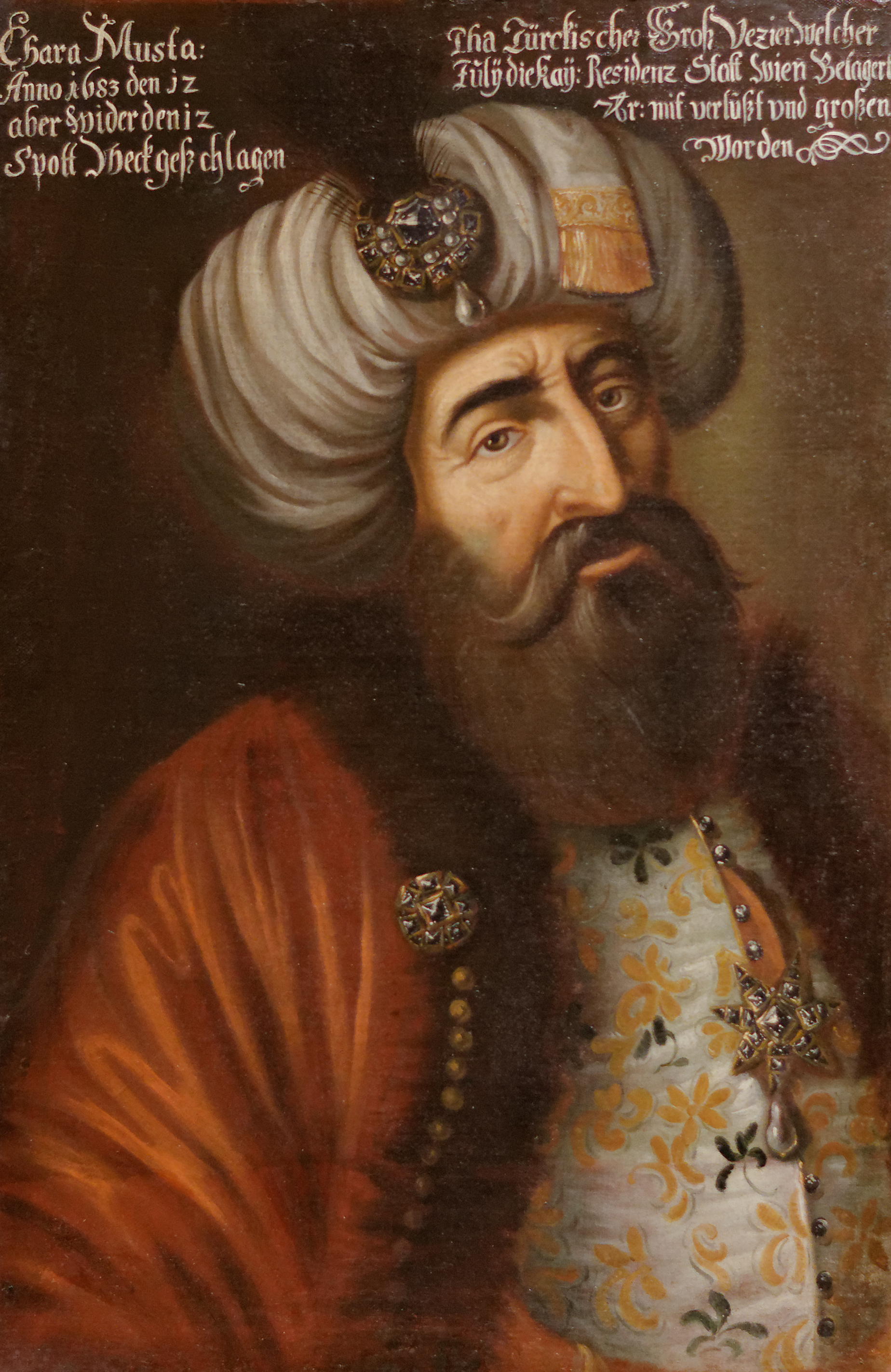
Kara Mustafa Pascha, Befehlshaber der osmanischen Truppen bei der Belagerung Wiens 1683

1683 unternahm die Hohe Pforte mit der Zweiten Wiener Türkenbelagerung nochmals einen Versuch, nach Mitteleuropa vorzustoßen und Wien zu erobern. Was aber schon in der Blütezeit des Osmanischen Reiches rund 150 Jahre vorher nicht gelang, wurde im Feldzug Kara Mustafas nach Ankunft der vereinigten kaiserlich-süddeutschen und polnisch-litauischen Entsatztruppen unter Johann III. Sobieski in der Schlacht am Kahlenberg am 12. September 1683 zum Desaster und zum Wendepunkt der Auseinandersetzung mit den europäischen Staaten. Nachdem in dieser Niederlage die militärischen Schwächen der Osmanen offenkundig geworden waren, begann im folgenden Jahr eine vom Papst initiierte Heilige Liga aus Österreich, der Republik Venedig und Polen-Litauen einen Angriff auf das Osmanische Reich an mehreren Fronten. Nach mehreren schweren Niederlagen bei Mohács 1687, Slankamen 1691 und Senta 1697, während des Großen Türkenkrieges, musste im Frieden von Karlowitz 1699 der Verlust von Zentralungarn mit Siebenbürgen an Österreich, Podolien und der rechtsufrigen Ukraine an Polen-Litauen und der Peloponnes mit Dalmatien an Venedig hingenommen werden. Als neuer Gegner an der Nordgrenze kam Russland ins Spiel. Ein wichtiges Ziel Zar Peters I. war ein Zugang zum Schwarzen Meer, den er 1695 mit Asow bekam.
Die äußeren Schwierigkeiten zogen Probleme im Inneren nach sich. 1687 war Mehmed IV. wegen der militärischen Niederlagen abgesetzt worden. 1703 kam es zum blutigen „Vorfall von Edirne“, in dem Aufständische den Scheichülislam Feyzullah Efendi ermordeten und Sultan Mustafa II. absetzten.

### 18. Jahrhundert

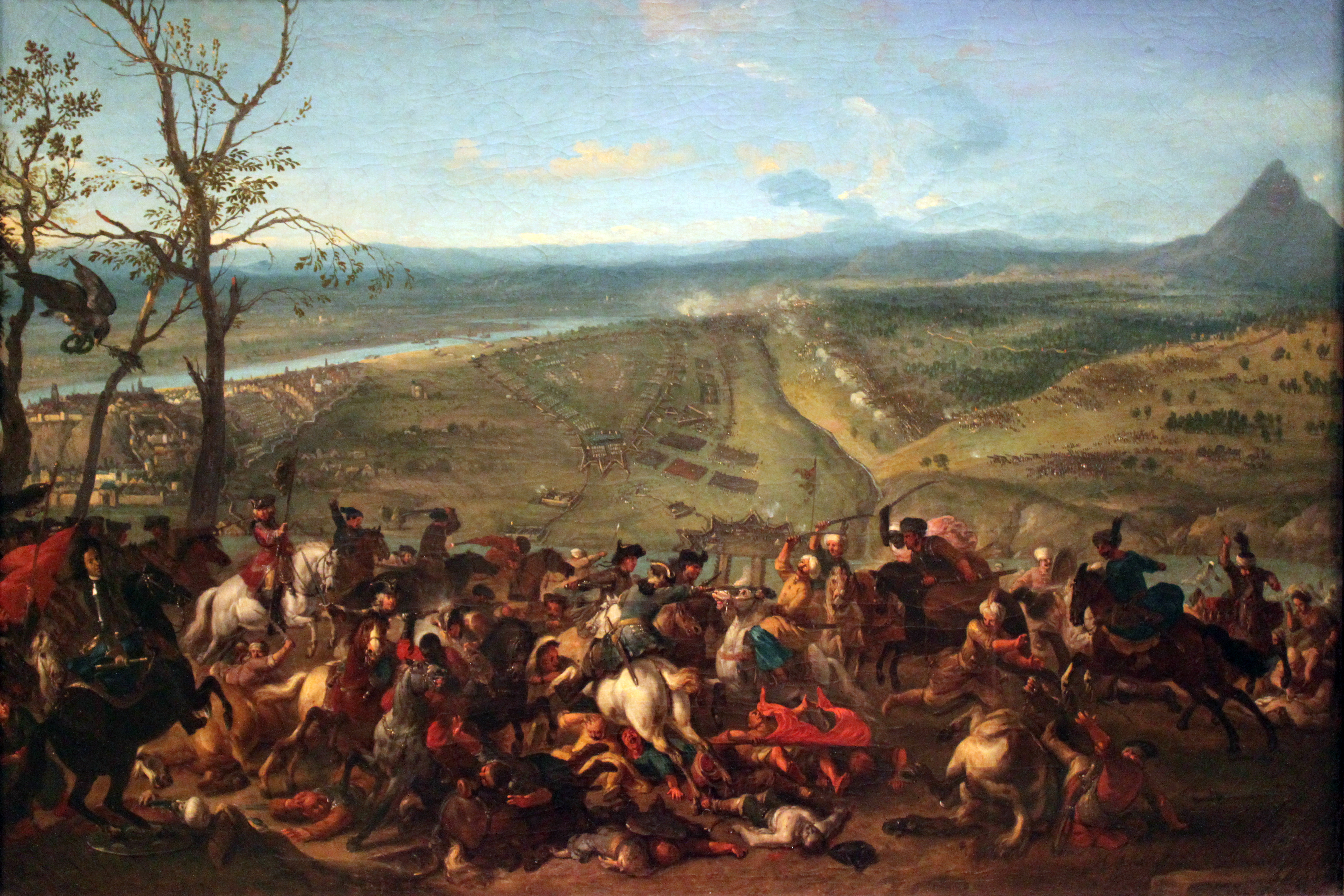
Die Schlacht von Belgrad 1717

1711, während des Großen Nordischen Krieges, schloss die Armee des Sultans das russische Heer am Pruth ein, nachdem das Osmanische Reich auf Bitte des flüchtigen Schwedenkönigs Karl XII. in den Krieg eingetreten war. In den folgenden Verhandlungen musste Peter der Große den Osmanen Asow zurückgeben. Nachdem der moldauische Wojewode Dimitrie Cantemir zu Russland übergelaufen war, besetzten die Osmanen die Hospodaren-Ämter in der Moldau und der Walachei bis zur Mitte des 19. Jahrhunderts mit Phanarioten, Griechen aus dem Phanar-Viertel in Konstantinopel, die schon lange Zeit als Übersetzer in der Politik eine wichtige Rolle gespielt hatten. In den Donaufürstentümern wird diese Epoche als Phanarioten-Herrschaft bezeichnet. Auch gegen die Republik Venedig war man erfolgreich und erlangte 1715 die Peloponnes zurück.
Weil die Krimtataren mit ihren Raubzügen die Ukraine bedrohten, begann Russland in einem Bündnis mit Österreich 1736 einen Krieg gegen das Osmanische Reich. Die Russen marschierten auf der Krim ein und schwächten den osmanischen Vasallen erheblich. Unter der Führung von Burkhard Christoph von Münnich schlug die russische Armee die Türken bei Otschakow und Stawutschany und nahm die wichtige Festung Chotyn ein. Die Österreicher erlitten gegen die Türken eine Niederlage. Im Frieden von Belgrad 1739 mussten sie den Osmanen Nordserbien mit Belgrad und die Kleine Walachei zurückgeben, die die Habsburger zuvor im Frieden von Passarowitz 1718 von den Osmanen gewonnen hatten. Russland bekam erneut und dauerhaft Asow zugesprochen. In diesem Krieg hatte eine Rolle gespielt, dass die Osmanen ihre Artillerie (Topçu) mit französischen Beratern wie Ahmed Pascha, dem Comte de Bonneval, modernisiert hatten. Im Ganzen war in den teuren und verlustreichen Kriegen der vergangenen drei Jahrzehnte keine wesentliche Änderung des Territoriums zu verzeichnen. Danach folgte eine vergleichsweise lange Friedensperiode. In der zweiten Hälfte des 18. Jahrhunderts waren die Kriegskosten so hoch geworden, dass das Steuereinkommen sie nicht mehr decken konnte. Das komplizierte Versorgungssystem des osmanischen Militärs brach zusammen. Genau zu dieser Zeit brach der (fünfte) Russisch-Türkische Krieg (1768–1774) aus. Das finanziell erschöpfte Reich hatte den russischen Ressourcen nichts mehr entgegenzusetzen.

#### Russisch-Türkische Kriege
Im Russisch-Türkischen Krieg 1768–1774 musste das Osmanische Reich endgültig erkennen, dass es seine imperiale Macht verloren hatte. 1770 verlegte Russland seine Flotte aus der Ostsee ins Mittelmeer und vernichtete in der Seeschlacht von Çeşme die vor Anker liegende osmanische Flotte. Im Frieden von Küçük Kaynarca mussten die Osmanen das Krim-Khanat in die „Unabhängigkeit“ entlassen (es wurde aber schon nach wenigen Jahren eine russische Provinz); Teile des Nordkaukasus gingen an Russland, die Bukowina an Österreich.
Keine der beiden Seiten hatte die Absicht, es lange dabei zu belassen. Zarin Katharina II. entwarf ihr so genanntes „Griechisches Projekt“, in dem das Byzantinische Reich als russischer Vasall wiederauferstehen sollte und die übrigen Teile des Osmanischen Reichs zwischen Österreich, Venedig und Russland aufgeteilt werden sollten, woran diese Alliierten jedoch wenig Interesse zeigten. 1783 annektierte Russland die Krim und begann mit deren wirtschaftlichem Aufbau. Die Osmanen, die ohnehin darauf aus waren, ihre Verluste aus dem vorigen Krieg rückgängig zu machen, erklärten im selben Jahr nach verschiedenen Streitigkeiten Russland den Krieg. Nach Anfangserfolgen der Schwarzmeerflotte mussten sie jedoch 1792 im Frieden von Jassy abermals Gebietsverluste hinnehmen, darunter Gebiete zwischen Dnepr und Bug.

#### Innenpolitische Reformen und Machtkämpfe

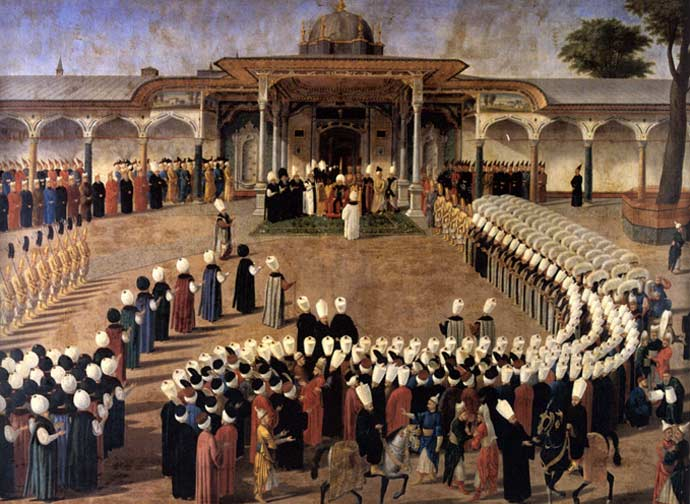
Audienz bei Sultan Selim III., um 1800

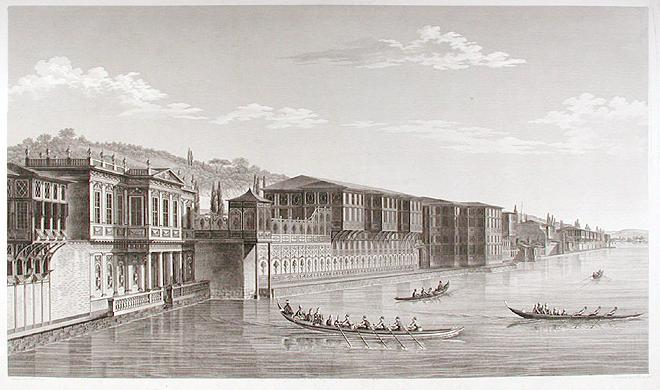
Anton Ignaz Melling: Palast der Hatice, Mutter Mehmeds IV., zwischen 1795 und 1815

Mit den Niederlagen gegen Ende des 17. und im 18. Jahrhundert wurde sich die osmanische Gesellschaft der eigenen politischen Schwäche deutlicher bewusst. Selim III. zog aus den Niederlagen seine Lehre und führte umfassende Reformen in der Verwaltung und im Militär durch. Er suchte die Lösung in der Modernisierung der Kriegführung durch Übernahme neuer Technologien. In der Vergangenheit war es den Sultanen gelungen, die Armee von einem Heer aus Tımarlehen finanzierter Sipahi in ein mit modernen Feuerwaffen ausgestattetes, bar besoldetes stehendes Heer umzuwandeln. Zu diesem Zweck wurden europäische Militärberater engagiert. 1755–1776 modernisierte François de Tott die osmanische Artillerie, zur gleichen Zeit reformierte Großadmiral Cezayirli Gazi Hassan Pascha die osmanische Flotte. Parallel zu den Janitscharen versuchte Selim III., eine neue Truppe, die Nizâm-ı Cedîd / نظام جديد / ‚Neue Ordnung‘, aufzubauen. Seine geplante allmähliche Überführung der Janitscharen in das neue Korps führte jedoch zu Aufständen.
1807 revoltierten die Janitscharen, die ihre politischen und wirtschaftlichen Privilegien gefährdet sahen. Im Bündnis mit osmanischen Religionsgelehrten und unterstützt durch den nişancı (Reichskanzler) Mehmet Said Halet Efendi setzten sie den Sultan ab. Der Wali (Gouverneur) des Eyâlet Silistrien, Alemdar Mustafa Pascha, marschierte mit seinen Truppen in Konstantinopel ein und plante, Selim wieder als Sultan einzusetzen. Er kam jedoch zu spät, da Selim bereits erdrosselt worden war. Es blieb ihm also nur, den von den Janitscharen eingesetzten Mustafa IV. durch Mahmud II. zu ersetzen, der seiner Ermordung nur knapp entkommen war. Die Unterstützung einflussreicher Provinzherrscher versuchte Mustafa Pascha zu sichern, indem er mit ihnen einen Bündnisvertrag (Sened-i ittifak) abschloss. 1808 kam Mustafa Pascha bei erneuten Unruhen ums Leben. Der Sened-i ittifak, der an den Beginn der türkischen Verfassungsgeschichte gestellt ist, wurde nie ratifiziert.

### Europäische Reichsteile im 19.Jahrhundert
Die Geschichte der rumelischen Kernlande im Westen des Reiches im 19. Jahrhundert ist geprägt von der Balkankrise und dem zunehmenden, von eigenen politischen und strategischen Interessen geleiteten Eingreifen westeuropäischer Mächte:

#### Serbien
1804 bis 1813 fand der erste serbische Aufstand statt; nach einem zweiten Aufstand wurde ein serbisches Fürstentum zunächst durch den Statthalter in Belgrad, später auch durch den osmanischen Sultan anerkannt. 1838 erhielt das Fürstentum auf gemeinsame Intervention des Russischen und des Osmanischen Reiches eine Verfassung und konstitutionelle Institutionen und Belgrad wurde, zunächst nur nominell, Hauptstadt, weil bis 1867 in der Belgrader Festung noch eine osmanische Garnison verblieb. Mit dem Berliner Kongress von 1878 erlangte das Fürstentum seine volle Unabhängigkeit und internationale Anerkennung. Am 6. März 1882 wurde es in das Königreich Serbien umgewandelt.

#### Griechenland

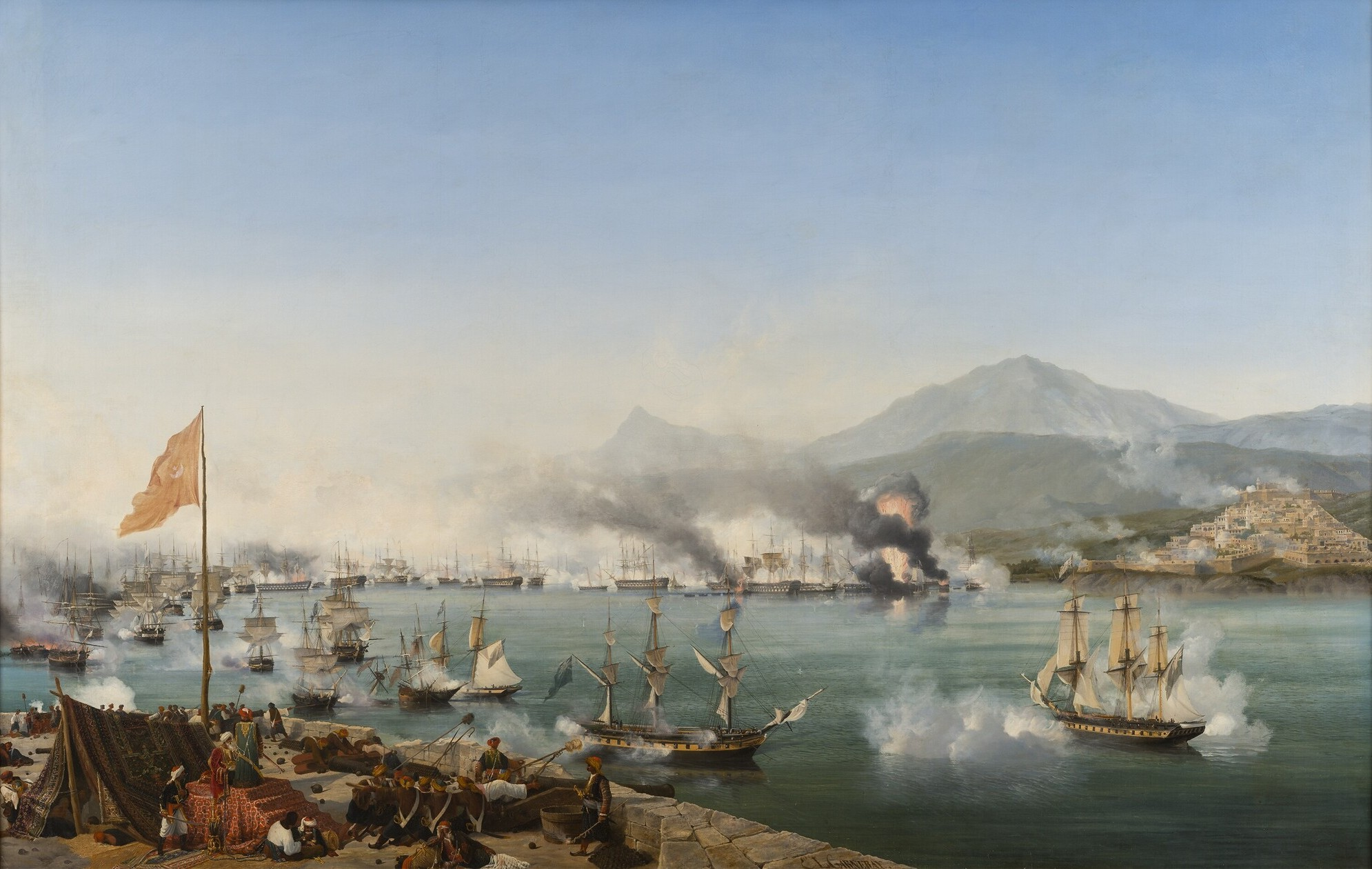
In der Schlacht von Navarino erringt Griechenland die Unabhängigkeit vom osmanischen Reich

In den 1820er Jahren gewann die von den Großmächten Frankreich, Großbritannien und Russland unterstützte Unabhängigkeitsbewegung in Griechenland an Dynamik. In Europa fand der griechische Aufstand großes öffentliches Interesse und löste eine Welle des Philhellenismus aus. Der griechische Aufstand stellte die osmanische Regierung vor besondere Probleme: Vor allem die griechischen Einwohner Istanbuls, die Phanarioten, dienten traditionell als Dolmetscher für die sprachunkundigen osmanischen Beamten. Für ihre diplomatische Kommunikation mit europäischen Mächten war die Hohe Pforte noch zu Beginn des 19. Jahrhunderts auf diese Personen angewiesen, die teilweise mit der Unabhängigkeitsbewegung sympathisierten. Im Krieg von 1826 war Mahmud gezwungen, ausgerechnet Truppen Muhammad Ali Paschas aus Ägypten zu Hilfe zu rufen. Trotzdem musste er 1830 Griechenland in die Unabhängigkeit entlassen.

#### Rumänien
Im Krimkrieg (1853–1856), der durch die russische Besetzung der Fürstentümer Walachei und Moldau ausgelöst wurde, kämpften Großbritannien, Frankreich und später auch Sardinien-Piemont auf Seiten der Osmanen gegen die russische Expansion. Im Frieden von Paris ging ein Teil des 1812 von Russland gewonnenen südlichen Bessarabien im Bereich der Donaumündung (etwa ein Viertel der Gesamtfläche) mit den Kreisen Cahul, Bolgrad und Ismail wieder zurück ans Fürstentum Moldau, das ein autonomer Staat unter Oberhoheit der Pforte war, und das Schwarze Meer wurde entmilitarisiert. Zugleich wurde die territoriale Unabhängigkeit und Unverletzlichkeit des Osmanischen Reichs garantiert. 1859 fand die osmanische Herrschaft mit der Wahl Alexandru Ioan Cuzas zum Fürst von Rumänien ihr Ende. Bukarest wurde zur Hauptstadt des neuen Fürstentums. 1878 wurde im Berliner Kongress die Unabhängigkeit Rumäniens anerkannt. Rumänien erhielt die Dobrudscha und Russland Südbessarabien. Am 26. März 1881 wurde das Königreich Rumänien gegründet.

#### Konferenzen von Konstantinopel, San Stefano und Berlin
Nach Aufständen der orthodoxen Bevölkerung gegen die osmanische Herrschaft in der Herzegowina und im späteren Bulgarien 1875/1876 eskalierte 1876 im Krieg zwischen dem Fürstentümern Serbien und Montenegro der Konflikt mit dem Osmanischen Reich. 1876 wurde der bulgarische Aprilaufstand gewaltsam niedergeschlagen. Da sich Russland aufgrund seiner politischen Doktrin des Panslawismus als Schutzmacht der Bulgaren verstand, drohte ein russisch-türkischer Krieg. Um diesen zu verhindern, tagte von Dezember 1876 bis Januar 1877 die Konferenz von Konstantinopel, während der die europäischen Großmächte von der Pforte forderten, mit Montenegro Frieden zu schließen und den Bulgaren weitgehende Autonomierechte einzuräumen. Im Londoner Protokoll von 1877 behielten sich die westeuropäischen Mächte vor, die Durchführung der Beschlüsse zu überwachen. Nachdem Sultan Abdülhamid II. nicht bereit war, seine Souveränität so weit einschränken zu lassen, erklärte Russland dem Osmanischen Reich im April 1877 den Krieg.

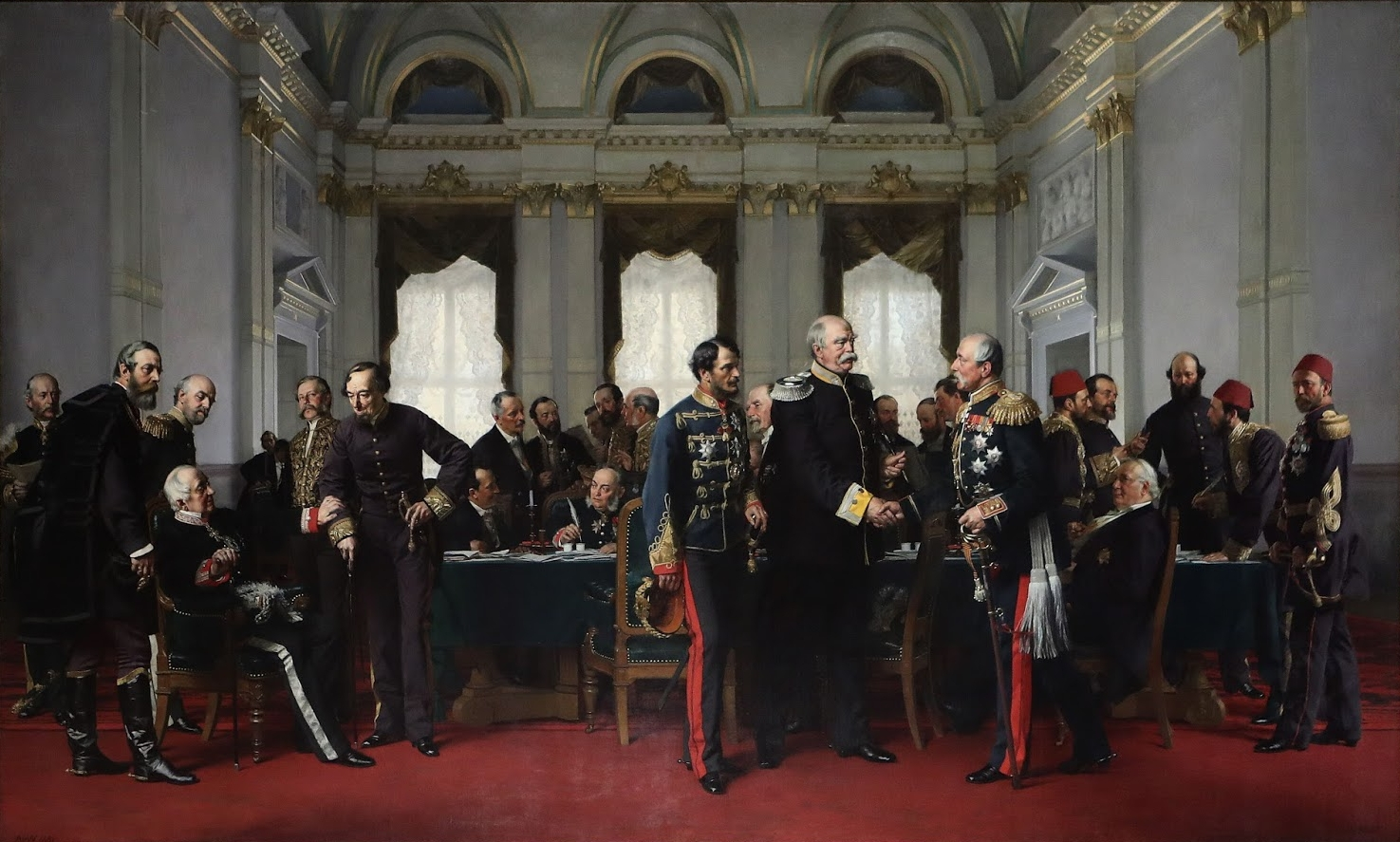
Anton von Werner: Der Kongreß zu Berlin – Schlußsitzung am 13. Juli 1878, 1881. Ganz rechts im Bild Mehmed Ali Pascha, zweiter von rechts Alexander Carathéodory Pascha.

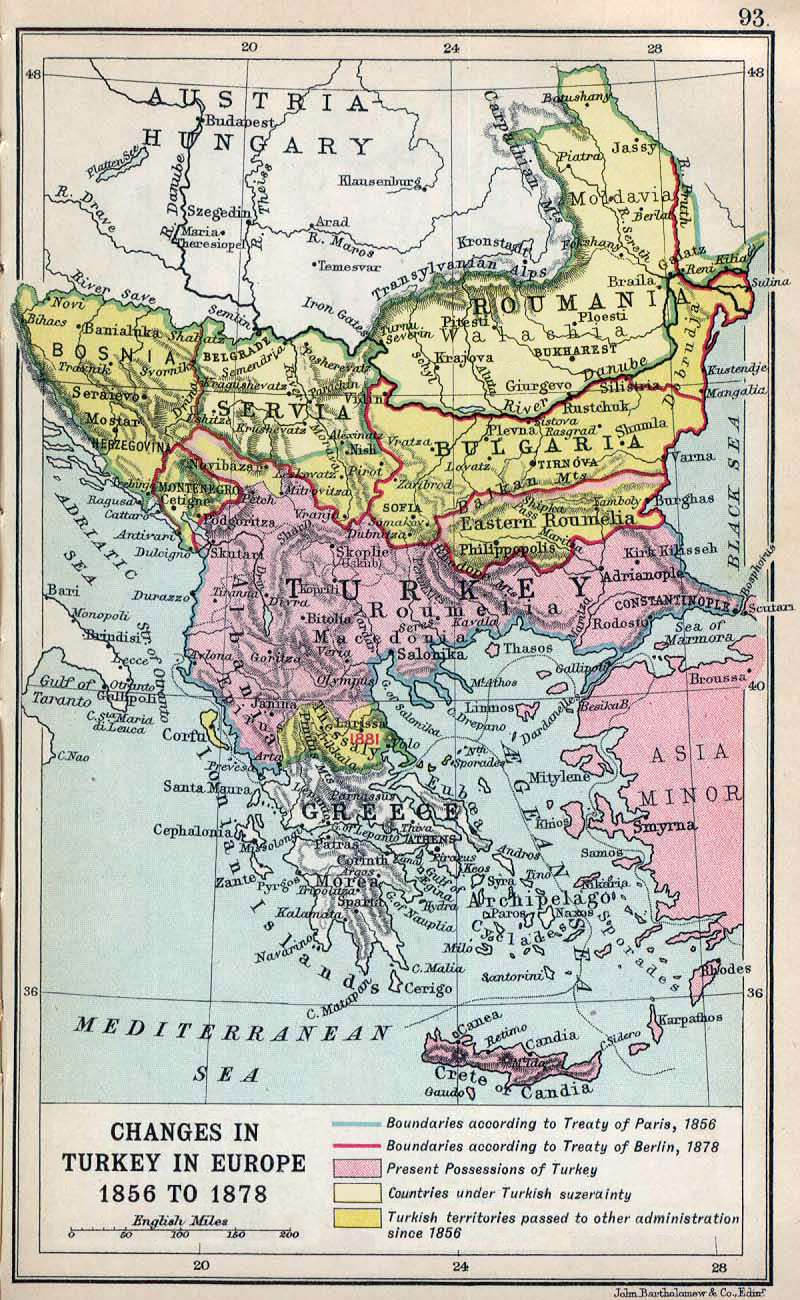
Die im Berliner Vertrag neu gezogenen Grenzen auf dem Balkan

Im Russisch-Osmanischen Krieg (1877–1878) rückte die russische Armee bis zur Stadtgrenze Konstantinopels und an das Marmarameer vor. Um eine Besetzung seiner Hauptstadt zu verhindern, war der Sultan im März 1878 gezwungen, nach dem Waffenstillstand von Edirne den Frieden von San Stefano zu unterzeichnen. Dieser Frieden hätte für das Osmanische Reich den Verlust fast sämtlicher europäischen Besitzungen bedeutet. Russland hätte die Vorherrschaft auf der Balkanhalbinsel, und mit der Kontrolle über die strategisch wichtigen Meerengen des Bosporus und der Dardanellen einen Zugang vom Schwarzen zum Mittelmeer gewonnen.
Das Vorgehen der russischen Außenpolitik bedrohte die strategischen Interessen der anderen Großmächte. Ein weiterer Krieg zwischen den europäischen Mächten drohte, für den sich Staaten wie Österreich-Ungarn nicht gerüstet sahen. Das Deutsche Kaiserreich verfolgte als einzige Großmacht keine eigenen Interessen auf dem Balkan und erschien daher für eine Vermittlerrolle geeignet. 1878 fand, vermittelt durch Otto von Bismarck, der Berliner Kongress statt. Vorab waren mehrere, teils geheime Abkommen zwischen einzelnen Staaten geschlossen worden. Der Berliner Vertrag von 1878 revidierte teilweise die Beschlüsse von San Stefano. Im Ergebnis wurden Serbien, Montenegro und Rumänien international als unabhängige Staaten anerkannt. Geleitet von Bismarcks Ideen zur Bündnispolitik erhielten die europäischen Vertragspartner gleiche Möglichkeiten, zu ihren Gunsten Einfluss auf das Reich zu nehmen.

#### Bosnien, Herzegowina, Bulgarien
Infolge des Berliner Vertrags unterstanden seit 1878 Bosnien und die Herzegowina der Verwaltung und militärischen Besetzung Österreich-Ungarns, während die Gebiete nominell weiter zum Osmanischen Reich gehörten. Das Fürstentum Bulgarien bildete einen eigenen Staat, der aber dem Osmanischen Reich tributpflichtig blieb. Seit 1885 war mit dem Fürstentum die autonome osmanische Provinz Ostrumelien gewaltsam vereinigt. Zur beiderseitigen Gesichtswahrung wurde die Vereinigung formell so geregelt, dass gegen eine Tributerhöhung der Fürst von Bulgarien auch zum Generalgouverneur der Provinz Ostrumelien ernannt wurde. Die Entstehung repräsentativ legitimierter Institutionen ließ diese faktischen politischen Verhältnisse gefährdet erscheinen. Österreich-Ungarn annektierte einseitig daher Bosnien und die Herzegowina auch formell (Bosnische Annexionskrise). Im Schatten der daraus entstehenden internationalen Spannungen erklärte sich Bulgarien unter Einschluss Ostrumeliens zum unabhängigen Staat.

#### „Orientalische Frage“ und der „Kranke Mann am Bosporus“

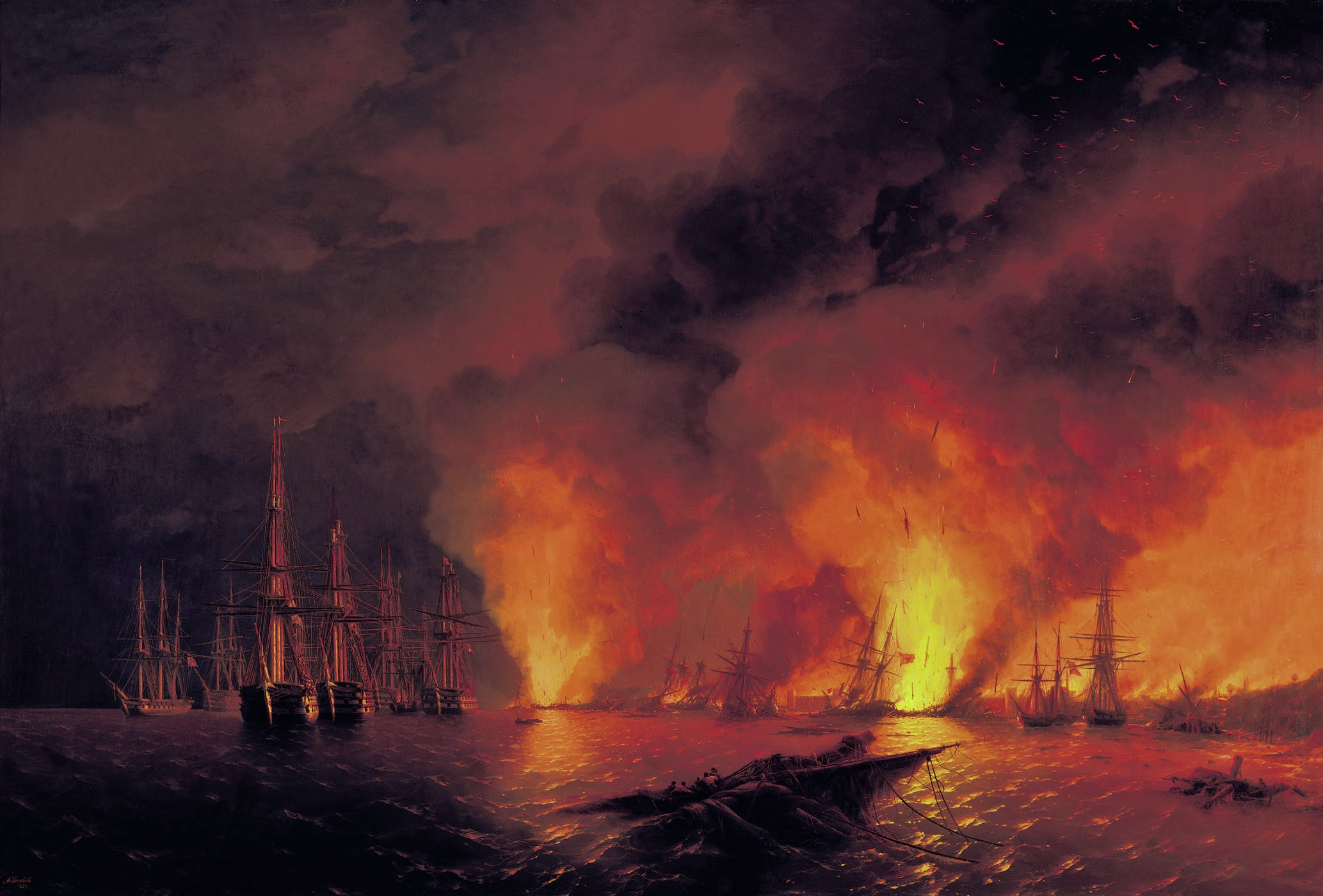
Iwan K. Aiwasowski: Die Schlacht von Sinope am 18. November 1853 (Nacht nach der Schlacht), 1853

Im letzten Drittel des 19. Jahrhunderts verlor das Osmanische Reich, das von den Medien der Zeit als „Kranker Mann am Bosporus“ persifliert wurde, zunehmend die politische Initiative gegenüber den europäischen Mächten. In der Debatte um die so genannte Orientalische Frage standen die westeuropäischen Mächte gegen die russischen Interessen auf der Seite des Osmanischen Reiches. Der Zusammenbruch des immer noch ausgedehnten Reiches hätte einerseits ein politisches Vakuum verursacht. Andererseits lag es nicht im Interesse Großbritanniens, das 1838 ein Freihandelsabkommen unterzeichnet hatte, einen seiner wichtigsten Handelspartner zu verlieren. Mit dem politischen und wirtschaftlichen Aufstieg des deutschen Kaiserreichs veränderte sich erneut das Gleichgewicht der europäischen Mächte. An die Stelle der Pax Britannica trat das Ringen Britanniens, Frankreichs und des deutschen Reichs um Einflusssphären nicht nur im Nahen Osten. Mittels des Baus von Eisenbahnen wie der Bagdad- und Hedschasbahn sowie des Sueskanals teilten die westeuropäischen Staaten das Reich in eigene Einflusssphären auf. Direkte Investitionen aus dem Ausland führten somit eher zur engeren Anbindung des Reiches an den Welthandel, als dass sie dem Ausbau und der Modernisierung der osmanischen Wirtschaft genutzt hätten.

#### Ost-Turkestan (1873–1877)
Im Gefolge einer Reihe von Aufständen der Dunganen erlebten die Tarim-Oasen 1862 einen massiven Aufstand gegen die Qing-Herrschaft. Die Aufstände zwangen China zum Rückzug aus Ost-Turkestan. Anstelle dessen wurde ein unabhängiges Emirat mit der Hauptstadt Kaschgar unter der Führung des aus dem Khanat Kokand stammenden usbekischen Abenteurers Jakub Bek gegründet, der von 1864 bis 1877 die Region regierte. Außenpolitisch suchte Jakub Bek sowohl bei der letztverbliebenen islamischen Großmacht, dem Osmanischen Reich, wie auch bei Russland und Großbritannien Unterstützung gegen die zu erwartende Chinesische Offensive. Die osmanische Flagge wurde von 1873 bis 1877 über Kaschgar errichtet, und es wurden Münzen mit dem Namen des osmanischen Sultane geprägt. Dieses Verhalten steht in der Tradition mit den Reaktionen des Osmanischen Reichs auf die Hilfeersuchen indischer und indonesischer Fürsten zur Zeit Süleymans des Prächtigen. Kaschgar entwickelte sich im Zuge dieser Ereignisse zum Hauptschauplatz des „Great Game“, in dem Kolonialmächte (wie Großbritannien, Russland) und China um die Vorherrschaft über Ost-Turkestan kämpften. Eine chinesische Expeditionsstreitmacht stellte im Jahre 1877 die Kontrolle der Qing wieder her. Jakub Bek kam im Verlauf der chinesischen Offensive unter nicht ganz geklärten Umständen zu Tode. Anstelle der lockeren mandschurischen Oberhoheit, die den lokalen Eliten die Herrschaft beließ, wurde das Gebiet jetzt in das eigentliche China als neue Provinz Xinjiang eingegliedert. Die Herrschaft von Jakub Bek bildet einen der Kerne des uigurischen Nationalbewusstseins.

### Arabische Reichsteile im 19.Jahrhundert

#### Innerislamische Auseinandersetzungen
Im 18. Jahrhundert entstanden in verschiedenen Teilen der islamischen Welt lokale, reformorientierte Gruppierungen, die eher aus regionalen religiösen und gesellschaftlichen Herausforderungen heraus verstanden werden können. Eine direkte Auseinandersetzung mit europäischem Gedankengut fand zu dieser Zeit noch nicht statt.
Im Hedschas gelangte Muhammad ibn ʿAbd al-Wahhāb zu einer besonders strengen Auslegung des Islam, die geeignet war, die geistige Vorherrschaft der osmanisch-sunnitischen Doktrin in Frage zu stellen: Der strengeren hanbalitischen Rechtsschule folgend, forderte er die Rückkehr zur verloren gegangenen Glaubensreinheit der Frühzeit des Islam. Er schloss ein Bündnis mit Muhammad ibn Saud, dessen Enkel Saud I. ibn Abd al-Aziz 1803 die heiligen Städte Mekka und Medina besetzte und von den „un-islamischen“ Bauten und Ausschmückungen der Osmanen „reinigte“. Damit hatte er erstmals in der Geschichte des Reiches die religiöse Legitimität der osmanischen Herrschaft in der islamischen Welt in Frage gestellt. Die osmanische Regierung reagierte auf diese Herausforderung mit einer bewusst deutlichen Herausstellung der Rolle des Sultans als Schutzherr der heiligen Stätten und der Pilger auf dem Haddsch. Im Osmanisch-saudischen Krieg (1811–1818) konnte das Reich die saudischen Wahhabiten noch einmal zurückdrängen.

#### Ägypten unter Muhammad Ali Pascha und seinen Nachfolgern

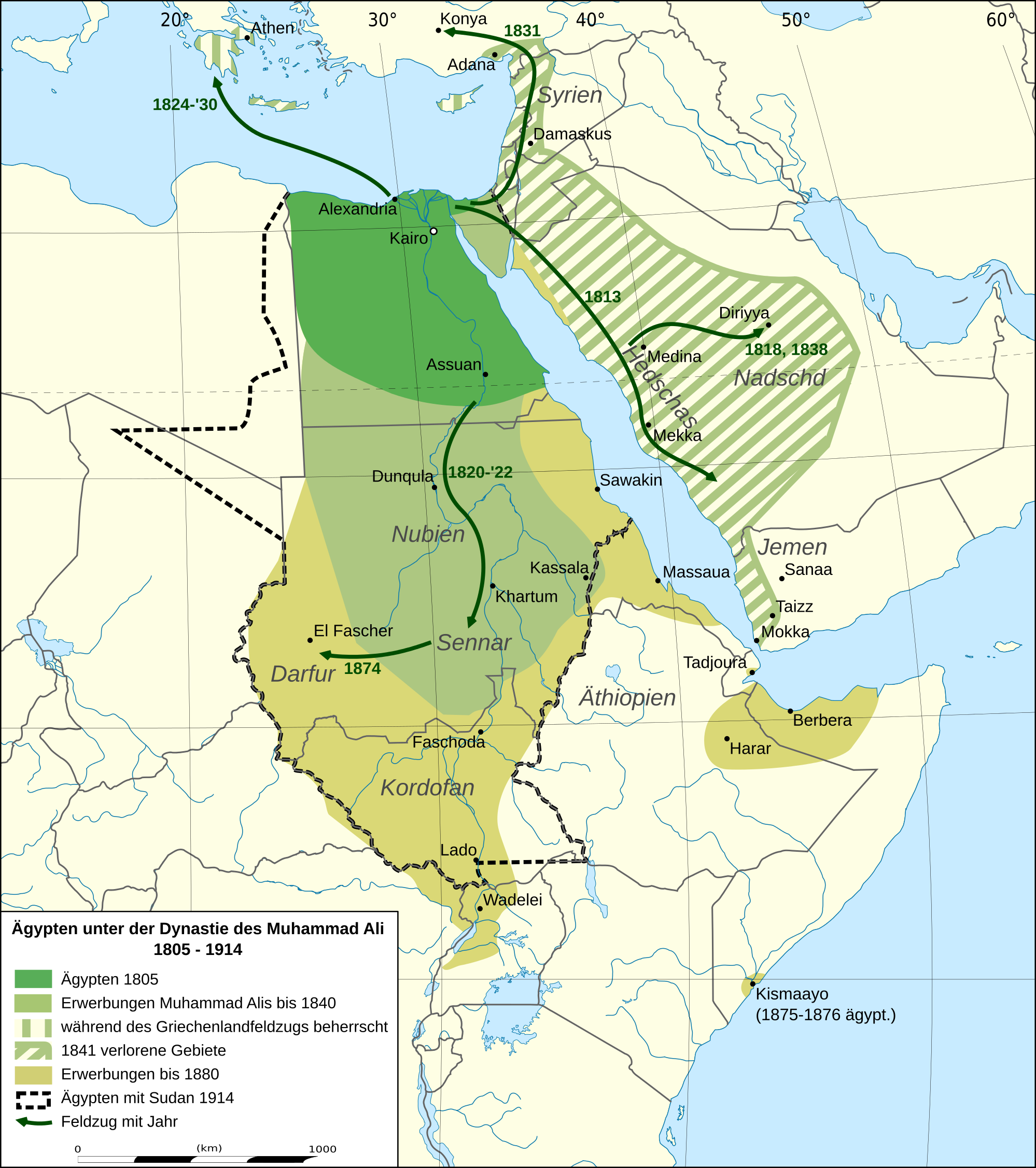
Ägypten unter der Muhammad-Ali-Dynastie von seiner Gründung bis 1914

1801 stellte das Reich eine Armee zusammen, um das französische Expeditionsheer aus Ägypten zu drängen. Muhammad Ali Pascha, ursprünglich nur Anführer eines Truppenkontingents aus seiner südmakedonischen Heimat, gewann nach der Kapitulation der französischen Expeditionsarmee schnell an Einfluss. 1805 ernannte ihn Sultan Mustafa IV. zum Wālī von Ägypten. Ein Sieg über die nach dem französischen Rückzug im Land verbliebene britische Armee bei Rosetta im Verlauf des Britisch-türkischen Kriegs von 1807 festigte seine politische Stellung. Im März 1811 ließ er die einflussreichen Mamluken-Emire in der Zitadelle von Kairo ermorden. Die Mamlukenfürsten stellten aufgrund der weitreichenden patrimonialen Beziehungen ihrer Haushalte die einzigen Machtfaktoren im Land dar, die erfolgreich einen landesweiten Widerstand hätten organisieren können. Regionale Aufstände wurden schnell niedergeschlagen. Muhammad Ali festigte seinen Einfluss, indem er die wichtigsten Ämter mit Familienmitgliedern besetzte.
Muhammad Ali führte eine Reihe von Reformen durch: Eine Landreform begünstigte die Entstehung ausgedehnter Güter. Im Gegensatz zur traditionellen osmanischen Praxis der Landvergabe war ab 1842 Privatbesitz möglich. Neue Agrarpflanzen wie beispielsweise langfaserige Baumwolle wurden eingeführt, deren Anbau und Handel staatlichen Monopolen unterlag und so die Staatskasse füllte. Nach dem Vorbild der Militärreform Selims III. ließ Muhammad Ali unter der muslimischen Bevölkerung „Nizâmi“-Truppen ausheben, was dem Pascha zwar ein effizientes stehendes Heer verschaffte, die Bauern aber zusätzlich belastete, so dass es zu massenhaften Desertionen kam. Zahlreiche junge Männer wurden nach Europa entsandt, um dort, vor allem in England und Frankreich, zu lernen. Unter ihnen befand sich als geistlicher Begleiter einer Gruppe von Studenten auch Rifāʿa at-Tahtāwī. Nach seiner Rückkehr aus Paris veröffentlichte er einen Bericht („Taḫlīṣ al-ibrīz fī talḫīṣ Bārīz – Die Läuterung des Goldes in einer Darstellung von Paris“), der ins Osmanische übersetzt und weit über den arabischen Sprachraum hinaus gelesen und diskutiert wurde. At-Tahtawis Werk steht somit am Beginn der intellektuellen Auseinandersetzung der islamischen Öffentlichkeit mit den nun zunehmend als technisch, wirtschaftlich und intellektuell fortschrittlich und überlegen wahrgenommenen westeuropäischen Staaten. Neue Ingenieurschulen bildeten Fachkräfte für Armee und Verwaltung aus, medizinische Einrichtungen und die Einführung von Massenimpfungen verbesserten die Gesundheit. Ab 1828 verbreitete ein gedruckter Staatsanzeiger in arabischer und osmanischer Sprache offizielle Nachrichten im Land. Muhammad Ali schuf somit die Grundlagen für neue Verwaltungsstrukturen und eine am westlichen Fortschritt orientierte Denkweise seines nun offiziell „gerechter ägyptischer Staat – ad-daula al-misriyya al-ʿadila“ genannten Herrschaftsbereiches. Begrifflich betonte Muhammad Ali mit dieser Bezeichnung die Eigenständigkeit seiner Herrschaft gegenüber dem Osmanischen Reich. Durch seine Reformen legte er die Grundlage für die Umwandlung der patrimonialen Herrschaft eines „Haushalts“ nach osmanischem Verständnis in einen bürokratischen Staat. Die Herrschaft der Dynastie des Muhammad Ali über Ägypten fand erst Mitte des 20. Jahrhunderts ein Ende. In ihren Grundlagen blieb seine Politik jedoch osmanischen Vorstellungen verpflichtet: Insbesondere führten die von ihm und seinen Nachfolgern durchgesetzten Reformen nicht zu einer Ausweitung der – nach modernen Begriffen – „staatsbürgerlichen“ Rechte, sondern dienten vielmehr der Disziplinierung der Bevölkerung und der immer engeren Einbindung der Untertanen in die bürokratische Ordnung.
Nachdem sich Sultan Mahmud II. geweigert hatte, Muhammad Ali Pascha auch als Statthalter in Syrien einzusetzen, besetzten ägyptische Truppen unter Ibrahim Pascha 1831 Palästina und Syrien und stießen nach einigen Siegen über die Osmanen bei Homs und Konya 1832 nach Anatolien vor. 1838 fühlte sich das Osmanische Reich stark genug, um den Kampf gegen die ägyptischen Truppen unter Ibrahim Pascha in Syrien wieder aufzunehmen. Die ägyptischen Truppen besiegten aber die osmanische Armee unter Hafiz Pasha in der Schlacht von Nisibis am 24. Juni 1839. An dieser Schlacht nahm der spätere deutsche Generalfeldmarschall Helmuth von Moltke als Militärberater bei der türkischen Armee teil. Erst durch die Intervention Großbritanniens, Russlands, Preußens und Österreichs (1840) wurde Muhammad Ali Pascha 1841 gezwungen, Syrien und Palästina wieder zu räumen.
Ägypten wurde nach Albert Hourani unter Muhammad Ali und seinen Nachfolgern „praktisch eine Baumwollplantage […], deren Erträge für den englischen Markt bestimmt waren.“ 1867 ernannte Sultan Abdülaziz Muhammad Alis Enkel Ismail Pascha zum Khediven von Ägypten. Formal bestand das Khedivat bis 1914. Der amerikanische Sezessionskrieg (1861–1865) erweiterte die Absatzmöglichkeiten für ägyptische Baumwolle, neue Verkehrsverbindungen wie der Bau des Sueskanals (1859–1869) und der in Ägypten vergleichsweise früh einsetzende Eisenbahnbau erleichterten Transport und Handel. Der gewinnbringende Baumwollanbau machte das Land für europäische Investoren interessant. Zwischen 1862 und 1873 nahm Ägypten Anleihen in Höhe von 68 Millionen Pfund Sterling auf, konnte aber seinen finanziellen Verpflichtungen schon 1876 nicht mehr nachkommen und wurde unter englische und französische Schuldenverwaltung gestellt.
Der wachsende wirtschaftliche und politische Einfluss europäischer Staaten führte zu Aufständen wie derjenigen der Urabi-Bewegung (1879–1882) und letztlich 1882 zum militärischen Eingreifen Großbritanniens. Praktisch beherrschte von nun an Großbritannien das Land, das mit dem Sueskanal als kürzester Seeverbindung zwischen Großbritannien und Britisch-Indien enorme strategische Bedeutung für das Empire besaß. Nach der Niederschlagung des Mahdi-Aufstands 1899 stand auch der vorher ägyptisch beherrschte Sudan faktisch unter britischer Herrschaft. 1904 erkannte Frankreich die britische Vorherrschaft in Ägypten offiziell an. 1914 setzten die Briten Hussein Kamil aus der Dynastie Muhammad Alis als Sultan Ägyptens ein. Das Land erhielt offiziell den Status eines britischen Protektorats, womit die seit 1517 bestehende Herrschaft des Osmanischen Reiches über Ägypten endete.

### Epoche der Reformen: 1808 bis 1878

#### Mahmud II.

Tughra Mahmuds II.

Sultan Mahmud II. (reg. 1808–1839) erreichte, was seinem Vorgänger Selim III. nicht gelungen war: Er ordnete 1826 die Aufstellung eines neuen, modernen Armeekorps an. Erwartungsgemäß revoltierten die Janitscharen, Mahmud nutzte jedoch seine neue Truppe, um in einem Massaker am 15. Juni 1826 das Janitscharenkorps, die einflussreichsten Reformgegner, gewaltsam abzuschaffen. Im gleichen Jahr ersetzte er die militärisch bedeutungslos gewordene Sipahi-Truppe durch eine moderne Kavallerie, 1831 wurde das Tımār-System endgültig abgeschafft. Die osmanische Armee wurde nach europäischem Vorbild reformiert und nun ʿAṣākir-i Manṣūre-i Muḥammedīye („Siegreiche Armee Mohammeds“) genannt, um dem Vorwurf des Glaubensabfalls entgegenzutreten, an dem der Reformversuch Selims gescheitert war. Unterstützt von fähigen Beamten wie dem Militärreformer und serʿasker (Oberbefehlshaber) Hüsrev Mehmed Pascha, dem reʾīsü 'l-küttāb (Hauptsekretär der Hofkanzlei) Canip Mehmet Besim Efendi und dem liberal gesinnten Großwesir Mehmet Said Galip Pascha setzte er seine Reformen durch. 1827 gründete Mahmud II. zunächst eine medizinische Militärhochschule, 1834 nach dem Vorbild der französischen Militärschule Saint-Cyr die Osmanische Militärakademie. Unterrichtssprache war Französisch. Er ordnete die Verwaltung neu, indem er Ministerien nach europäischem Vorbild schuf. 1831 gründete er mit dem Taḳvīm-i Veḳāyiʿ („Kalender der Ereignisse“) das erste Amtsblatt in osmanisch-türkischer Sprache. In den 1830er Jahren wurden die osmanischen Botschaften in Westeuropa wieder eröffnet. Um im diplomatischen Austausch nicht mehr von griechischen Dolmetschern abhängig zu sein, wurde ein Übersetzungsbüro eingerichtet. Den politischen Einfluss der Zentralregierung auf die islamische Gelehrtenschaft stärkte er, indem er dem Şeyhülislâm den Status eines Staatsbeamten verlieh. Ein Ministerium für religiöse Stiftungen kontrollierte nun die Finanzen der Vakıf-Stiftungen. Erwirtschaftete Überschüsse mussten nun an den Staat abgeführt werden. Somit waren der ʿUlamā' bedeutende Finanzquellen entzogen.
Die Reformen Mahmuds II. ließen im Reich eine neue Elite entstehen, die der Sprachen und politischen und gesellschaftlichen Bräuche Westeuropas kundig war. Der Einfluss der Religionsgelehrten wurde schrittweise vermindert und umgangen. Als der politische und wirtschaftliche Druck Europas sich im Verlauf des 19. Jahrhunderts immer stärker auszuwirken begann, waren es diese Menschen, die Mahmuds Reformen fortsetzten und eine neue Epoche im Osmanischen Reich mit einleiteten.

#### Tanzimat-Reformen ab 1839
Eine erneute Reformphase (1838–1876) begann, die eng mit dem Namen der Großwesire Mustafa Reşid Pascha und später Ali Pascha und Fuad Pascha verknüpft ist. Die Maßnahmen wurden unter dem Namen Tanẓīmāt-ı Ḫayrīye (Heilsame Neuordnung) bekannt und fallen mit der Regierungszeit von Abdülmecid und Abdülaziz zusammen. Sie stellten die Nichtmuslime im Reich auf die gleiche Stufe wie die Muslime und führten ein neues Justizsystem ein, organisierten das Steuersystem neu und legten eine allgemeine Dienstpflicht in der Armee fest. Im Laufe der folgenden Jahrzehnte wurden die Steuerpachten abgeschafft. Die zerrütteten Staatsfinanzen führten am 13. April 1876 zur Erklärung des Staatsbankrotts.
Die wichtigsten Reformedikte waren neben einer Vielzahl von Einzeldekreten das Edikt von Gülhane (1839), der Erneuerungserlass von 1856 sowie die Osmanische Verfassung, in denen schrittweise und mit Einschränkungen (1839 lauten diese „im Rahmen der Scheriatgesetze“) die Gleichheit und Gleichbehandlung aller Untertanen unabhängig von ihrer Religion eingeführt wurde. Ein 1840 dekretiertes Strafgesetzbuch wurde 1851 revidiert und 1858 nach dem Vorbild des französischen Code pénal neu verfasst. Ebenfalls nach französischem Vorbild entstand 1850 ein Handelsgesetzbuch (Ḳānūnnāme-i ticāret). Das Agrargesetz (Ḳānūnnāme-i arāżī) von 1858 ordnete den Landbesitz neu. Ein Vorschlag Mehmed Emin Ali Paschas, auch ein am französischen Code civil orientiertes Zivilgesetzbuch zu verfassen, scheiterte am Widerstand der ʿUlamā'. Stattdessen leitete Ahmed Cevdet Pascha die Kodifizierung des Şeriat-Gesetzes, welche 1870–77 als Mecelle veröffentlicht wurde. 1890 verbot ein Gesetz den Sklavenhandel.
Ab 1840 entstanden neue Gerichtshöfe, zunächst die Handelsgerichte, denen von der Verwaltung ernannte Richter vorsaßen. Ab 1864 war ein Netzwerk ordentlicher Gerichte (niẓāmīye-Gerichte) entstanden. Zu den neuen Richtern zählten weiterhin Angehörige der ʿUlamā', so dass keine eindeutige Säkularisierung der Gerichte stattfand. Der von türkischen Rechtsgelehrten idealisierte Rechtsstaat (hukuk devleti) konnte sich nicht vollständig gegenüber dem autoritären Staatsverständnis durchsetzen.

#### Erste Verfassungsperiode: 1876 bis 1878

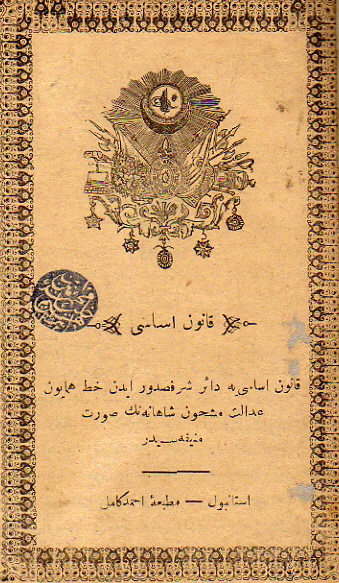
Titelblatt der Osmanischen Verfassung (Kanûn-ı Esâsî) von 1876

Die Osmanische Verfassung von 1876 ist neben den Tanzimat-Edikten der dritte Schritt in den großen Reformen des 19. Jahrhunderts. Sie wird als logische Konsequenz sowohl aus der internationalen Entwicklung, als auch aus der Entstehung regionaler Verfassungen und den Konstitutionen (nizam-nāme) der Millets angesehen. In den 1860er Jahren hatten Kreta und der Libanon schon eigene Gesetzeswerke erhalten, auch Tunesien und Rumänien (1866) hatten sich Verfassungen gegeben. Die zunehmende Kenntnis der westeuropäischen Verfassungen legte eine eigene Verfassungsgebung nahe. Die Ideen der Rule of law, der Grundrechte und der allgemeinen Gleichheit waren auch im osmanischen politischen Denken angekommen.

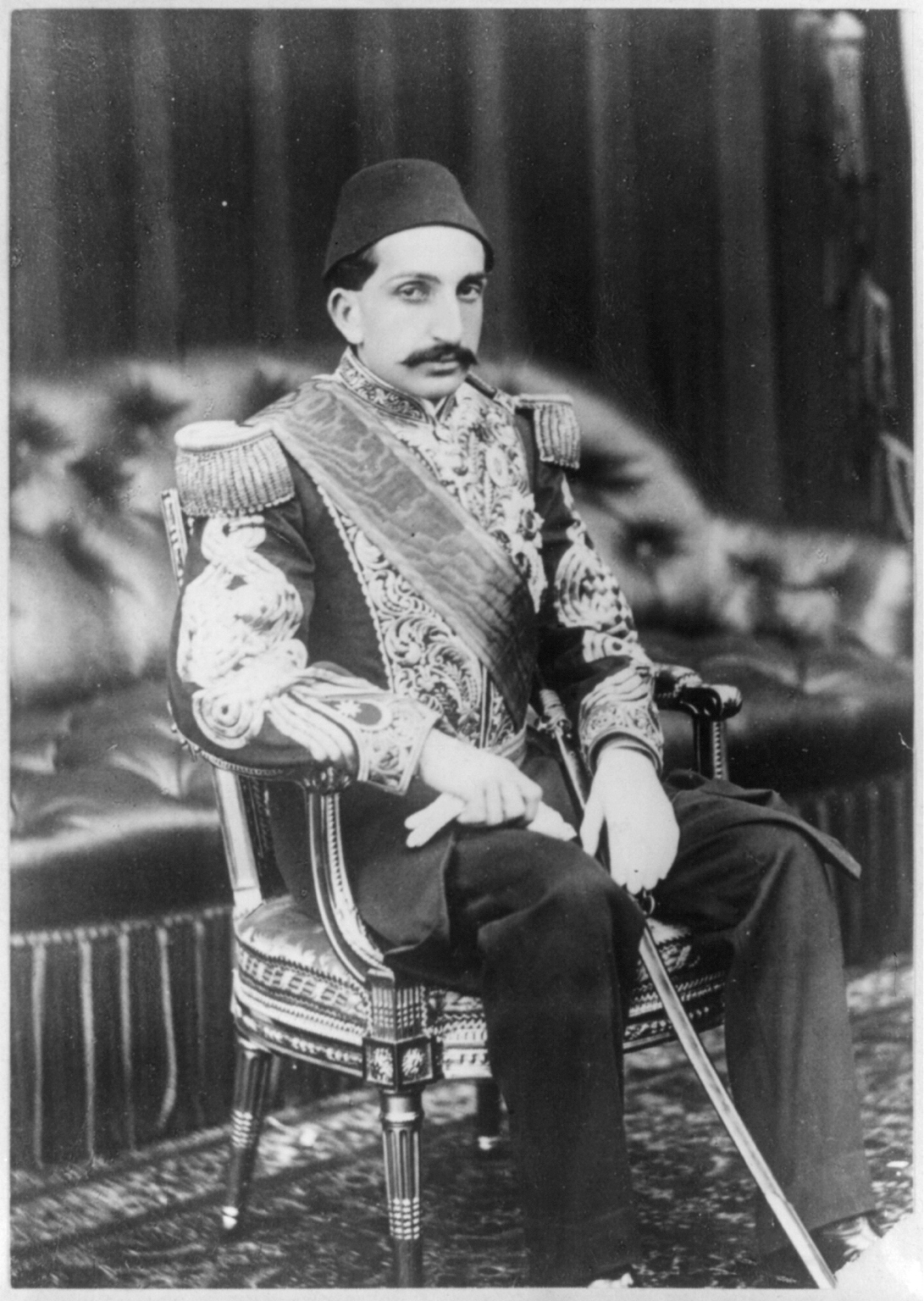
Sultan Abdülhamid II. (r. 1876–1909)

Der 1876 im Gefolge eines Staatsstreichs hoher Beamter an die Macht gekommene Abdülhamid II. ließ schließlich durch ein Komitee aus Religionsgelehrten, Militärs und Zivilbeamten, geleitet vom Großwesir Midhat Pascha, die erste Osmanische Verfassung erstellen. Diese regelte die territoriale Integrität des Reiches, das Sultanat, die Rechte und Pflichten der Untertanen, die Rolle der Minister und Staatsbeamten, Parlament, Gerichtsbarkeit und die Rolle der Provinzen. Von besonderer Bedeutung war Artikel 7, der die Vorrechte des Sultans weitgehend offen ließ, aber beispielsweise festlegte, dass der Sultan Minister zu ernennen und entlassen hatte, so dass diese frei von Verantwortung der Allgemeinheit gegenüber waren. Die Durchsetzung von Şeriat und Kanun oblag dem Sultan. Dieser hatte weiterhin das Recht, mittels Dekreten zu regieren und Entscheidungen des Parlaments durch sein Veto zu widerrufen. Artikel 113 legte fest, dass es dem Sultan vorbehalten war, unter den Bedingungen des Kriegsrechts Personen ins Exil zu schicken. Ein prominentes Opfer dieser Regelung wurde 1876 Midhat Pascha selbst. Die Verfassung trat am 23. Dezember 1876 durch Dekret des Sultans in Kraft. Dieser Erlass betonte eigens die Übereinstimmung der Verfassungsbestimmungen mit dem islamischen Recht („aḥkām-ı şerʿ-i şerīfe […] muṭābıḳ“).

### Autokratie Abdülhamids II.: 1878 bis 1908
Innenpolitisch brach Abdülhamid II. das konstitutionelle Experiment ab und regierte autokratisch. Im Hintergrund dieses Vorgehens stehen der Umstand, dass einerseits sein Onkel Abdülaziz durch einen Putsch hoher Beamter und Offiziere abgesetzt worden und unter ungeklärten Umständen zu Tode gekommen war, und andererseits Russland die Einführung der Verfassung zum Anlass für ein militärisches Eingreifen genommen hatte, das für das osmanische Reich desaströs endete. Bei großen Gebieten, die nominell weiter zum Reich gehörten (Bosnien-Herzegowina, Bulgarien, Ostrumelien, Britisch-Zypern, Ägypten, Tunis) war deren parlamentarische Vertretung in einem osmanischen Parlament politisch so gut wie ausgeschlossen. Der Reformer und kurzfristige Großwesir Midhat Pascha wurde unter Berufung auf Artikel 113 der von ihm initiierten Verfassung ins Exil geschickt und das Parlament geschlossen. Abdülhamids Regierungszeit war durch Despotie und Spitzelei geprägt. Als letzter Sultan seiner Dynastie regierte er als Alleinherrscher. Die osmanische Verfassung blieb aber formell weiterhin in Kraft und wurde, mit Ausnahme der Bestimmungen über das osmanische Parlament, weiterhin angewandt. Es wurden die Reformen und die kulturelle Annäherung an Europa weitergeführt. Finanziell geriet die Pforte nun vollends in die Abhängigkeit der europäischen Großmächte. Nachdem der Staatsbankrott erklärt worden war, übernahm die Dette publique einen Gutteil der Finanzverwaltung.

### Jungtürken und Zweite Verfassungsperiode: 1908 bis 1918

Das Osmanische Reich um 1900

In den Jahren 1905–1907 verschärften Missernten die Wirtschaftskrise im Osmanischen Reich. Die Gehälter der Beamten konnten nicht mehr ausgezahlt werden. Im Juni/Juli 1908 drohte ein bewaffneter Konflikt zwischen den konstitutionalistisch gesinnten Jungtürken und dem osmanischen Militär. Sultan Abdülhamid II. gab dem Druck (siehe Jungtürkische Revolution) schließlich nach und setzte die 1878 suspendierte Verfassung von 1876 am 23. Juli 1908 wieder in Kraft. Eine neue Regierung wurde unter Kıbrıslı Kâmil Pascha gebildet. Ende April 1909 wurde Abdülhamid, der letzte Alleinherrscher des Reiches, nach dem sogenannten Vorfall vom 31. März abgesetzt und durch seinen Bruder Mehmed V. ersetzt. Der Sultan hatte von nun an im Wesentlichen nur noch Repräsentationsfunktionen, während die Regierung vom Großwesir eingesetzt wurde. Auf die Besetzung dieses Amtes hatten wiederum die Jungtürken Einfluss.
In der Geschichte des osmanischen Reichs begann nun die letzte Ära, die „Zweite Verfassungsperiode“ (İkinci Meşrutiyet). Die politische Macht der Regierung stützte sich vor allem auf das Militär. Als Gegenleistung für die militärische Machtgarantie wurden die Ausgaben für die Rüstung in einem solchen Maß erhöht, dass für den Aufbau ziviler Institutionen und für Reformen kaum noch Mittel zur Verfügung standen. Finanziert wurde die Aufrüstung überwiegend über Kredite deutscher Banken, die Waffen wurden von den deutschen Firmen Friedrich Krupp AG und Mauser geliefert.
| Jahr | Osmanisches Reich | Absolut       | Ägypten |
| ---- | ----------------- | ------------- | ------- |
| 1889 | 42,1 %            | 7,8 Mill. T£  | 4,2 %   |
| 1900 | 39,0 %            | 7,2 Mill. T£  | 5,8 %   |
| 1908 | 34,6 %            | 9,6 Mill. T£  | 5,0 %   |
| 1911 | 35,7 %            | 12,6 Mill. T£ | 5,8 %   |

1912 ging Tripolitanien und Kyrenaika (das heutige Libyen) und der Dodekanes im Italienisch-Türkischen Krieg an Italien verloren. Im Ersten Balkankrieg schlossen Bulgarien, Serbien, Griechenland und Montenegro 1912 den Balkanbund gegen das Osmanische Reich, das nach seiner Niederlage im Londoner Vertrag vom 30. Mai 1913 fast alle europäischen Besitzungen einschließlich der Stadt Adrianopel verlor. Nur knapp einen Monat später griff Bulgarien seine ehemaligen Verbündeten an (Zweiter Balkankrieg), die von den Osmanen unterstützt wurden. Nach der Niederlage Bulgariens gewann das Osmanische Reich in den Verträgen von Bukarest und von Konstantinopel Ostthrakien mit der alten Hauptstadt Edirne wieder zurück. Der demoralisierende Verlust der reichen und prosperierenden Balkanprovinzen brachte enorme Einbußen für den durch die Kriegskosten hoch verschuldeten osmanischen Staat, während gleichzeitig Tausende von Flüchtlingen versorgt, und die Kriegsverluste an Menschen und Material unter hohen Kosten ausgeglichen werden mussten.
Im Reich brachen daraufhin innenpolitische Unruhen aus. Am 11. Juni 1913 wurde Großwesir Mahmud Şevket Pascha in Istanbul ermordet. Unter dem neuen Großwesir Said Halim Pascha gelangte mit Mehmed Talaat, Ismail Enver und Cemal Pascha das „jungtürkische Triumvirat“ zur Macht. In Schnellprozessen wurden die führenden Männer der Freiheits- und Einigkeitspartei verurteilt und teils hingerichtet, der politische Einfluss der liberalen Konkurrenzpartei war damit gebrochen. Die Rückeroberung Edirnes im Juli 1913 festigte endgültig die Macht des jungtürkischen Komitees für Einheit und Fortschritt.
In den Jahren von 1908 bis 1918 stand das Reich vor mehreren Herausforderungen, die bis zu seinem Ende nur teilweise und nicht ausreichend gelöst werden konnten:
1. Die Gebiets- und Bevölkerungsverluste des 19. und frühen 20. Jahrhunderts, insbesondere der Verlust des Großteils der europäischen Kernlande nach den Balkankriegen erzwangen eine Konzentration auf die zentralen kleinasiatischen Provinzen und die arabische Halbinsel;
2. Die Stärkung der Zentralregierung gegenüber fortgesetztem Autonomiestreben der Peripherie als bestimmender Faktor der jungtürkischen Politik;[74]
3. Die Frage nach der identitätsstiftenden Rolle des Islams im Hinblick auf den zunehmenden Bedeutungsverlust des Sultan-Kalifen und der islamischen Gelehrtenschaft bei gleichzeitiger Zunahme des islamischen Bevölkerungsanteils infolge der Migrationsbewegungen nach den Balkankriegen;
4. Das Aufkommen neuer politischer und gesellschaftlicher Eliten, welche die traditionellen Machthaber (einflussreiche Haushalte bzw. Klientelnetzwerke, Ulama) ersetzten;
5. Die Frage nach dem Umgang mit der Moderne und den westeuropäischen Großmächten, die einerseits als Vorbild, andererseits zusammen mit Russland als erhebliche politische und wirtschaftliche Bedrohung wahrgenommen wurden.

Dem Erhalt der traditionell multinationalen, multiethnischen Identität des alten Weltreichs wirkte die Tatsache des schrittweise kleiner werdenden Reichsgebiets entgegen. Eine eigenständige nationale Kultur und Sprache als identitätsstiftende Faktoren wurde als wesentliche Bedingung für die erfolgreichen Unabhängigkeitsbewegungen in einzelnen Reichsteilen wahrgenommen, gleichzeitig wurde das Fehlen dieser Faktoren im eigenen Land deutlich. Obwohl es das erklärte Ziel der jungtürkischen Revolutionäre von 1908 war, das multinationale Reich zu bewahren, hatten türkisch-nationalistische Ideen schon kurz nach der Jahrhundertwende Eingang in deren politisches Gedankengut gefunden. Unter Bezug auf pan-türkische Ideen und mittels der Etablierung einer allgemein verständlichen türkischen Umgangssprache suchten sie eine neue „osmanische Identität“ zu schaffen. Sie bedienten sich dabei von Fall zu Fall einer radikal auf den Islam bezogenen Rhetorik, im Umgang mit den nichtislamischen Bevölkerungsteilen stellten sie gemeinosmanische Konzepte heraus, den westlichen Staaten gegenüber betonte ihr liberaler Flügel im Einklang mit Prinz Sabahaddin eher freiheitliche und fortschrittliche Ideen. 1907 schloss die armenische Daschnak auf dem osmanischen Oppositionskongress in Paris ein Bündnis mit den Jungtürken. Türkische und armenische Gruppen leisteten im Nordosten Anatoliens seit langem gemeinsam Widerstand gegen Russland; 1906–1907 regierte ein türkisch-armenisches Komitee während eines Aufstands die Stadt Erzurum. Die Zusammenarbeit mit den Armeniern wurde von Bahattin Şakir auf jungtürkischer Seite jedoch schon 1907 intern als vorübergehendes „Bündnis mit dem Todfeind“ bezeichnet. Die Abschaffung der im Millet-System festgelegten Privilegien nicht-muslimischer Bevölkerungsteile und die damit einhergehende Propagierung der gemeinsamen osmanischen Identität stieß auf umso größeren Widerstand in den nationalistisch gesinnten Kreisen der Griechen, Bulgaren und Armenier, je stärker türkisch-nationalistische Ideen Eingang in die Ideologie der Jungtürken fanden. Der albanische und arabische Nationalismus erstarkte unter der Regierung des KEF ebenso wie das Autonomiestreben unter den Kurden und Tscherkessen, die sich umso weniger kompromissbereit zeigten, wie die Zentralregierung ihrerseits darauf beharrte, dass die Suche nach Anerkennung bestehender Unterschiede Rebellion bedeutete. Diese Haltung bestimmte die Politik gegenüber den Armeniern, die sich unter dem Eindruck wachsender Bedrohung ab 1913 wieder Schutz suchend an die europäische Diplomatie wandten. Şakir und die Leitung des KEF interpretierten dies als Verrat und leiteten die „Umsiedlung“ und weitgehende Ausrottung der armenischen Bevölkerung ein.
Mit den in Massen einwandernden muslimischen Flüchtlingen und dem Verlust großer christlicher Bevölkerungsanteile ging eine Art „Konzentration auf den Islam“ im Reichsgebiet einher. Doch der Sultan-Kalif hatte seine Identität stiftende Vorrangstellung im Zentrum der islamischen Welt und im Reich selbst eingebüßt. Die 1913 erlangte Unabhängigkeit Albaniens zeigte, dass ein muslimischer Nationalstaat auch unabhängig von der osmanischen Vorherrschaft denkbar war. Die Haltung des KEF zum Islam erscheint aus heutiger Sicht widersprüchlich: Einerseits war die jungtürkische Ideologie von säkularen Ideen geprägt. Andererseits war der muslimische Bevölkerungsanteil durch Migration nach 1912 deutlich gestiegen. Seitens des Komitees berief man sich auf den Islam vorrangig zur Legitimation und Stärkung ethnisch-türkischer Konzepte, was auf Widerstand islamischer Gelehrter wie beispielsweise Babanzâde Ahmet Naim von der Darülfünun-Universität in Istanbul stieß. Islamisch geprägte Rhetorik diente darüber hinaus als Grundlage scharf anti-christlicher Polemik.
In der Zeit zwischen 1908 und 1914 prägte zudem die Außenpolitik in vorher unbekanntem Ausmaß die politische und gesellschaftliche Aktivität im Inneren. Die Wahrnehmung der militärischen Unterlegenheit des in den vorausgegangenen Kriegen erschöpften Reiches verlieh weiteren wirtschaftlichen, administrativen und gesellschaftlichen Reformen im Inneren Nachdruck. Das seit dem Wiener Kongress von 1815 in die europäische Machtpolitik eingebundene Osmanische Reich stand dabei im Spannungsfeld zwischen eigenen Bestrebungen, die verbliebenen Reichsteile unter der zentralen Kontrolle zu halten, und den Interessen der westeuropäischen Großmächte, welche das Reich in ihrem eigenen Einfluss und wirtschaftlichen Interessen unterworfene Zonen teilen wollten. In einer zunächst ergebnisoffen geführten Suche nach einer westeuropäischen Bündnismacht schloss die osmanische Regierung erst nach dem Scheitern ihrer Initiativen in Paris und London 1914 ein Bündnis mit dem deutschen Reich.

### Erster Weltkrieg

#### Ausgangssituation
Auf dem Balkan führte der osmanische Gebietsverlust zu einem Machtvakuum, in dem nun die Interessen Russlands und des Habsburgerreichs in Konkurrenz traten. Die russische Seite versuchte, die Kontrolle über die Meerengen zum Schwarzen Meer zu gewinnen. Im Ersten Weltkrieg bestimmte dieses geostrategische Interesse den russischen Zweifrontenkrieg gegen das Deutsche Reich und Österreich-Ungarn sowie gegen das Osmanische Reich im Kaukasus. Dagegen fürchtete Wien, dass der 1867 gefundene Österreichisch-ungarische Ausgleich von den südöstlichen Randgebieten her gefährdet werden könnte: In diesen Landesteilen bestimmte vor 1914 die „südslawische Frage“ nach dem Umgang mit den Unabhängigkeitsbestrebungen der katholischen Slowenen und Kroaten sowie der serbisch-orthodoxen Serben die Innenpolitik der Habsburgermonarchie. Im letzten Viertel des 19. Jahrhunderts hatten sich dort unter dem Schutz Russlands radikale Nationalbewegungen entwickelt, die auf die Abspaltung vom Osmanischen und österreichisch-ungarischen Reich zielten. Die internationalen Bemühungen nach den russisch-osmanischen Kriegen der 1870er Jahre, vor allem Bismarcks Handeln auf dem Pariser Kongress, zeigen das Bestreben um einen Interessenausgleich ohne militärische Konflikte. Das Osmanische Reich leitete dabei die Spannungen zwischen Russland und Österreich-Ungarn ab und stabilisierte so das Zentrum Europas. Mit der Entwicklung der neuen Nationalstaaten wie dem Deutschen Reich veränderte sich die politische Lage: An die Stelle wechselnder politischer Allianzen, wie noch im Krimkrieg, traten langfristige, noch zu Friedenszeiten geschlossene Bündnisse. Der russisch-österreichische Interessenkonflikt in Südosteuropa zwang Berlin 1878 zum Bündnis mit Österreich im Zweibund, der 1882 durch Italien zum Dreibund erweitert wurde. Mit dem Abschluss der Französisch-Russischen Allianz 1894 war in Europa eine klassische „Balance of Power“ entstanden, verstärkt durch die Neutralität Großbritanniens.

#### Bündnis mit dem Deutschen Reich
In dieser politischen Situation sah sich das Osmanische Reich in einem Dilemma: Im nunmehr statischen europäischen Bündnissystem hatte es seine Rolle als politische „Ausgleichszone“ verloren. Die wirtschaftlichen Einbußen durch den Verlust der Balkanprovinzen, die hohe Schuldenlast und die in den vorausgegangenen schweren Kriegen geschwächte Armee würden es dem Reich nicht erlauben, im drohenden Krieg der europäischen Großmächte eine neutrale Position aufrechtzuerhalten. Ein neutrales Reich wäre zudem der russischen Bedrohung der ostanatolischen Provinzen schutzlos ausgeliefert, seine veraltete Marine hätte die Seestraßen zum Schwarzen Meer nicht behaupten können. Führende osmanische Politiker begriffen den Weltkrieg zudem als Chance zur Rückeroberung verlorengegangener Gebiete auf dem Balkan und zur erneuten Expansion in Richtung Kaukasus und Zentralasien sowie dazu, eine Lösung der armenischen Reformfrage zu verhindern. Diese Frage war eng mit der orientalischen Frage verknüpft. Sie bedeutete zugleich ein ständiges Risiko der Einmischung der westlichen Mächte oder Russlands in die Innenpolitik des Osmanischen Reichs und konnte einen Vorwand zur Intervention liefern – mit dem Ziel der Aufteilung des Reiches.
Dem Reich blieb keine andere Wahl, als ein Bündnis mit einer europäischen Schutzmacht zu suchen. Spätestens ab 1882 bestanden engere Beziehungen mit dem Deutschen Reich. Neben dem Bau der Bagdadbahn waren es vor allem deutsche Militärmissionen, die die Beziehungen der beiden Staaten festigten. Mit den Entente-Mächten gab es enge politische und Handelsbeziehungen. Seit 1910 reformierte und modernisierte eine britische Marinemission die osmanische Flotte. Noch im Mai 1914 hatte die französische Regierung dem Reich erneut eine hohe Anleihe gewährt. Während der Julikrise 1914 stand das Reich daher in intensivem diplomatischen Kontakt mit Frankreich, Großbritannien und dem Deutschen Reich. Eine Mission Cemal Paschas in Frankreich verlief im Juli 1914 ohne Ergebnis. Am 1. August 1914 konfiszierte Großbritannien zwei von der osmanischen Regierung in einer britischen Werft bestellte und bereits bezahlte Großkampfschiffe, so dass nun ein Bündnis mit Großbritannien ausgeschlossen war.

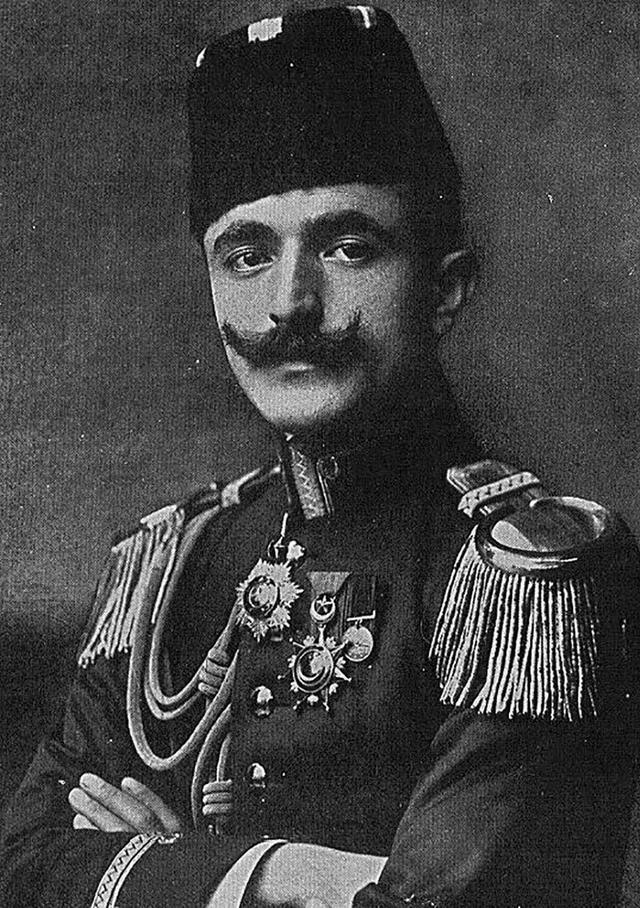
Enver Pascha

Auf Betreiben Enver Paschas kam es bereits einen Tag nach Kriegsbeginn zu einem kabinettsintern umstrittenen und geheim gehaltenen deutsch-osmanischen Bündnisvertrag, der für den Fall von Feindseligkeiten mit Russland einen osmanischen Kriegseintritt auf Seiten der Mittelmächte Deutschland und Österreich-Ungarn vorsah. In einem Gespräch mit dem deutschen Botschafter in Istanbul, Hans von Wangenheim, formulierte Großwesir Said Halim Pascha am 6. August 1914 die Kriegsziele seiner Regierung:
- Abschaffung der Handelskapitulationen, die den europäischen Mächten Einfluss auf die osmanische Wirtschaft verschafft hatten;
- Unterstützung durch das Deutsche Reich bei der Durchsetzung von Abkommen mit Rumänien und Bulgarien;
- Rückgabe der Inseln Chios, Mytilene und Lemnos an das Reich im Falle eines Sieges über Griechenland, somit bessere Seekontrolle über die Dardanellen und Stärkung der osmanischen Seemacht in der Ägäis;
- Rückgabe der 1878 an Russland verlorenen drei östlichen Provinzen Kars, Batum und Ardahan;
- Kein Friedensvertrag, bis die osmanische Souveränität in allen im Lauf des Krieges verlorenen Gebieten wiederhergestellt wurde;
- Reparationszahlungen an das Osmanische Reich.

Das Deutsche Reich versprach sich von dem Bündnis vor allem die Unterstützung der Muslime inner- und außerhalb des Osmanischen Reiches unter der Oberhoheit des Osmanischen Kalifats. Geprägt von Ideen Max von Oppenheims, sollte durch eine deutsche „Islampolitik“ vor allem die Vormachtstellung Großbritanniens in Indien und Ägypten geschwächt werden. Demgemäß riefen im September 1914 führende ʿUlamā' des Osmanischen Reiches zum Dschihad auf Seiten der Osmanen gegen die Ententemächte auf. Der Aufruf blieb aber ohne signifikante Wirkung.

#### Kriegseintritt

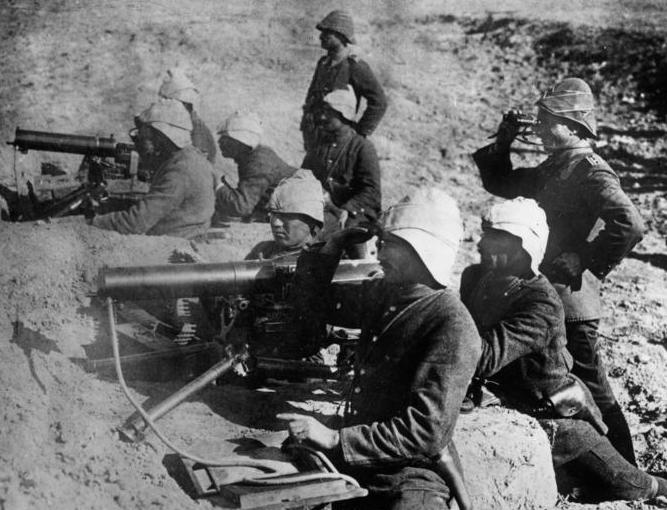
Deutsche Offiziere in einer türkischen Maschinengewehrstellung an den Dardanellen, 1915

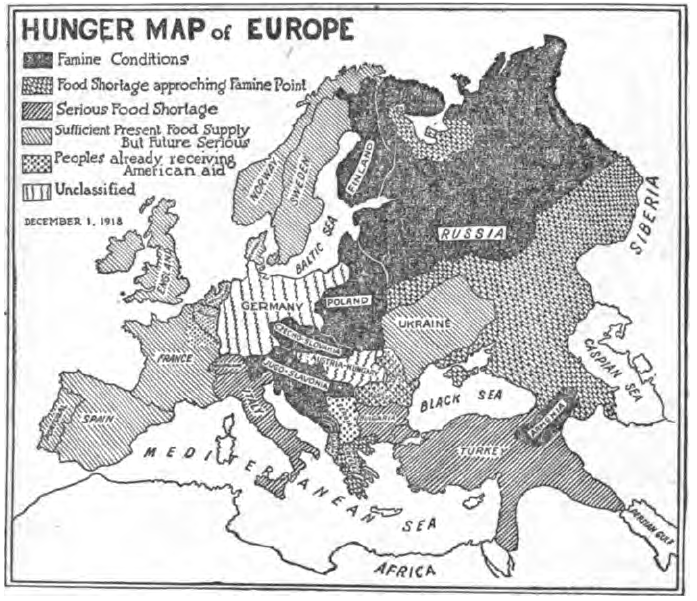
„Hungerkarte Europas“, Mai 1919: Unterernährung im Osmanischen Reich, Hunger in seinen östlichen Regionen

Am 3. August verkündete die osmanische Regierung offiziell, sich in einer „bewaffneten Neutralität“ aus den Kampfhandlungen herauszuhalten. Am 10. August 1914 lief der deutsche Konteradmiral Wilhelm Souchon, verfolgt von Kräften der Royal Navy, mit der Goeben und der Breslau in die Dardanellen ein. Nach mehrtägigen Verhandlungen führte er sein kleines Geschwader nach Istanbul, wo es am 12. August offiziell in die türkische Marine übernommen wurde. Am 15. August kündigte die Türkei ihr Marineabkommen mit Großbritannien und verwies die britische Marinemission bis zum 15. September des Landes. Die Dardanellen wurden mit deutscher Hilfe befestigt, der Bosporus durch die in Yavuz Sultan Selim umbenannte Goeben gesichert, und beide Meerengen wurden am 27. September 1914 offiziell für die internationale Schifffahrt gesperrt. Am 29. Oktober überfiel Souchon unter osmanischer Flagge die russische Schwarzmeerflotte und russische Hafenstädte. Am 2. November erfolgte die Kriegserklärung Russlands an das Osmanische Reich und am 12. November 1914 die osmanische Regierung der Triple Entente den Krieg.

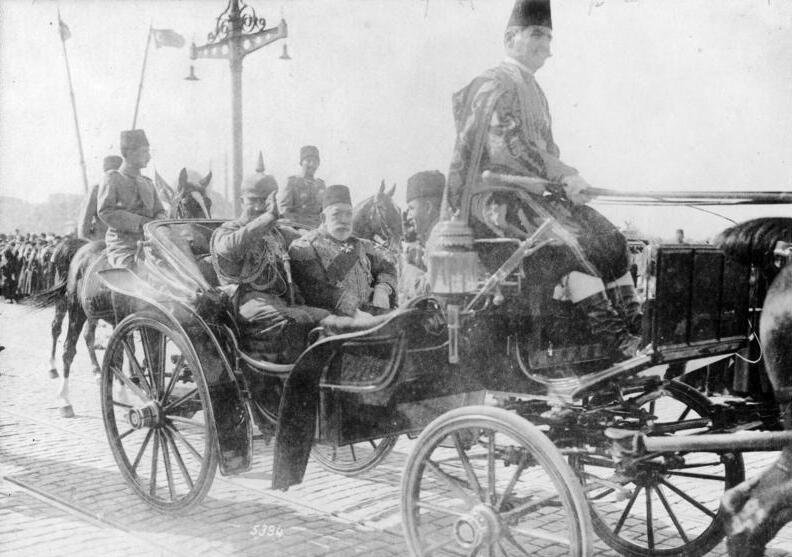
Wilhelm II., mit Mehmed V. und Enver Pascha, Oktober 1917 in Konstantinopel

Die osmanische Regierung kündigte bald nach dem Kriegseintritt das Abkommen vom 8. Februar 1914. Mitten im Weltkrieg, am 5. September 1916, wurden alle weiteren Verträge und Abkommen gekündigt, die fremden Staaten Interventionsmöglichkeiten im Reich boten. Dazu gehörten der Vertrag von Paris (1856), der Berliner Vertrag (1878) sowie die Deklaration von London (1871).
Die Osmanen verteidigten die Dardanellen während der Schlacht von Gallipoli erfolgreich und errangen in den ersten beiden Jahren der Mesopotamienfront erste Siege gegen britische Streitkräfte, beispielsweise bei der Belagerung von Kut al Amara. Der Arabische Revolte wendete jedoch das Blatt gegen die Osmanen im Nahen Osten. In der Kaukasusfront hatten die russischen Streitkräfte jedoch von Anfang an die Oberhand, insbesondere nach der Schlacht von Sarıkamış. Russische Streitkräfte drangen in Nordostanatolien vor und kontrollierten dort die wichtigsten Städte, bis sie sich nach der Oktoberrevolution mit dem Vertrag von Brest-Litowsk aus dem Ersten Weltkrieg zurückzogen. Gegen Kriegsende brach die Schlacht um Baku aus.
Am 24. April 1915 veranlasste die osmanische Regierung die Verhaftung und Deportation armenischer Zivilisten in Konstantinopel. Diese Politik mündete schließlich in der Ermordung von ca. 600.000 bis zu 1.500.000 christlichen Armeniern. Durch die Deportationen starben etwa zwei Drittel der auf dem Gebiet des Osmanischen Reiches lebenden Armenier, was als Völkermord an den Armeniern betrachtet wird. Auch unter den Bevölkerungsgruppen der Aramäer und Assyrer kam es zu genozidalen Handlungen; zudem gab es bei den Pontosgriechen große Massaker (siehe Griechenverfolgungen im Osmanischen Reich 1914–1923).
Die Entwicklungen in Südosteuropa machten die Hoffnungen der osmanischen Regierung zunichte. Die Salonikifront war seit 1916 weitgehend stabil. Im September 1918 starteten die alliierten Streitkräfte (unter dem Kommando von Louis Franchet d’Espèrey) eine plötzliche Offensive, die sich als recht erfolgreich erwies. Die bulgarische Armee wurde besiegt und der Waffenstillstand von Thessaloniki wurde vereinbart. Dies untergrub sowohl die deutschen als auch die osmanischen Interessen, da die Deutschen keine Truppen übrig hatten, um Österreich-Ungarn vor der neu entstandenen Verwundbarkeit in Südosteuropa nach den Verlusten in Frankreich zu schützen, und die Osmanen plötzlich vor der Aufgabe standen, Istanbul ohne bulgarische Hilfe gegen eine europäische Landbelagerung zu verteidigen.
Im Friedensvertrag von Brest-Litowsk war Russland 1917 aus dem Krieg geschieden. Am 30. Oktober 1918 beendete der Waffenstillstand von Moudros die Kampfhandlungen der Entente mit dem Osmanischen Reich. Ab November 1918 besetzten die Siegermächte einen Großteil des Osmanischen Reiches. Das „Jungtürkische Triumvirat“ wurde entlassen und flüchtete. Nachdem am 3. Juli 1918 Mehmed V. gestorben war, rückte sein Bruder Mehmed VI. (Mehmed Vahideddin) nach. Er ging auf alle Forderungen der Siegermächte ein und stand innenpolitisch unter starkem Druck. Nach Abschaffung des Sultanats im November 1922 verließ er Konstantinopel und ging ins Exil.
| Gesamtzahl der mobilisierten Streitkräfte und Offiziere | 2.873.000 |
| Im Kampf getötet                                        | 243.598   |
| Vermisst                                                | 61.487    |
| Verluste durch Krankheiten und Epidemien                | 466.759   |
| Im Kampf gefallen oder andere Todesursachen             | 771.844   |

| Schwerverwundete  | 303.150 |
| Im Kampf verletzt | 763.753 |
| Kriegsgefangene   | 145.104 |
| Deserteure        | 500.000 |

### Ende des Reiches und Entstehung der Republik Türkei

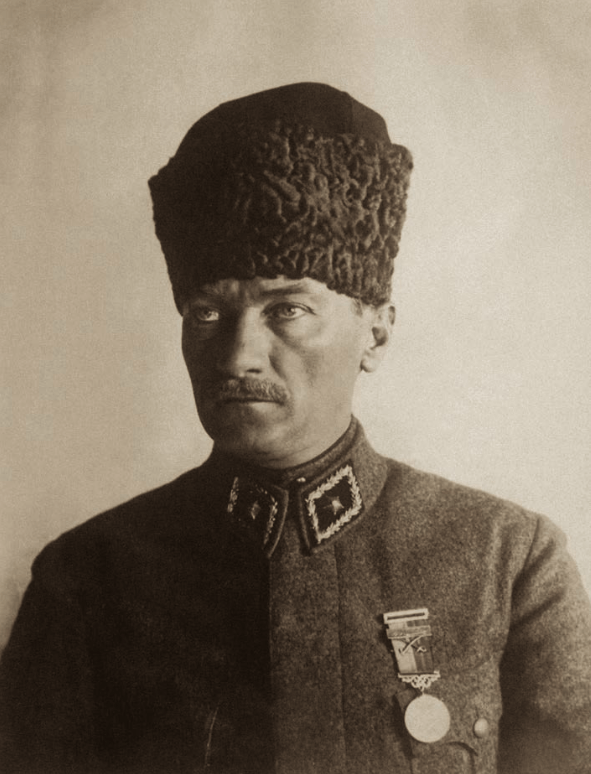
Muschir Mustafa Kemal Pascha (1923)

Die nationalistischen Bewegungen des 19. Jahrhunderts waren eine starke Kraft gewesen, die die innere Stabilität des Vielvölkerreichs erschüttert hatten. Diese Kraft war aber auch in den Kerngebieten des Osmanischen Reichs vorhanden. Es entstand eine Widerstandsbewegung gegen die Besatzungsmächte, die die Reste des Reichs in Interessensphären aufgeteilt hatten. Die führende Rolle spielte dabei der türkische General Mustafa Kemal Pascha. Seine Rolle in den folgenden Auseinandersetzungen wurde als derart bedeutsam eingestuft, dass das türkische Parlament ihm den Beinamen Atatürk („Vater der Türken“) verlieh. Schon bald bildete die nach ihm benannte kemalistische Bewegung in den nicht besetzten Gebieten eine Art Gegenregierung.
Bei den im Dezember 1919 durchgeführten Wahlen errang die Befreiungsbewegung eine Zweidrittelmehrheit und verlegte ihren Hauptsitz nach Angora (Ankara). Im April 1920 konstituierte sich hier die „Große Türkische Nationalversammlung“, die im Januar 1921 ein provisorisches Verfassungsgesetz verabschiedete. Die neue Regierung pflegte gute Beziehungen zum mittlerweile bolschewistischen Russland und wurde von Frankreich, welches das Mandat für das südliche Zentralanatolien hatte, faktisch anerkannt. Der 1920 von der Hohen Pforte unterzeichnete Vertrag von Sèvres, der dem türkischen Staat die Souveränität aberkannte, wurde von Ankara nicht anerkannt. Es kam zum nationalen Befreiungskrieg, in dem die griechischen Truppen aus Kleinasien zurückgeschlagen wurden. Der überwiegende Teil der griechischen Zivilbevölkerung, vor allem in Smyrna (türkisch İzmir), wurde aus dem Land gewiesen (siehe Brand von Smyrna). Von griechischer Seite werden diese Ereignisse auch als die „Kleinasiatische Katastrophe“ bezeichnet. Zugleich wurden Hunderttausende von Reichsbewohnern, die als Türken galten, aus Griechenland verwiesen. Die nationalistischen Bewegungen strebten – nicht nur in der Türkei – nach einem einheitlichen Staatsvolk.
Die Erfolge der Kemalisten sorgten für einen Prestigeverlust für die Regierung Sultan Mehmeds VI. In den Verhandlungen um den Vertrag von Lausanne 1923 war eine Delegation der Kemalisten aus Ankara vertreten, was einer internationalen Anerkennung gleichkam. Zur Konferenz (die am 30. November 1922 begann) war formal auch die Konstantinopeler Regierung eingeladen. Um zu verhindern, dass die Türkei durch zwei Regierungen vertreten wurde, schaffte die Regierung in Ankara unter Mustafa Kemal am 1. November 1922 das Sultanat ab. Drei Tage später trat die Istanbuler Regierung unter Ahmed Tevfik Pascha offiziell zurück. Der entthronte Sultan verließ wenige Tage später das Land. Der bisherige Thronfolger Abdülmecid II. wurde zum Kalifen ernannt.
Am 13. Oktober 1923 wurde Ankara zur Hauptstadt erklärt und am 29. Oktober die Republik ausgerufen; Mustafa Kemal Pascha wurde Staatspräsident, İsmet Pascha, dem später aufgrund der Siege gegen die griechische Armee bei İnönü der Nachname „İnönü“ verliehen werden sollte, Ministerpräsident der neu gegründeten Republik. Im März 1924 wurde das Kalifat abgeschafft, Abdülmecid und alle Angehörigen der Dynastie Osman mussten das Land verlassen.

## Reichsbegriff, politische und gesellschaftliche Ordnung

### Devlet-i ʿAlīye – die erhabene Herrschaft

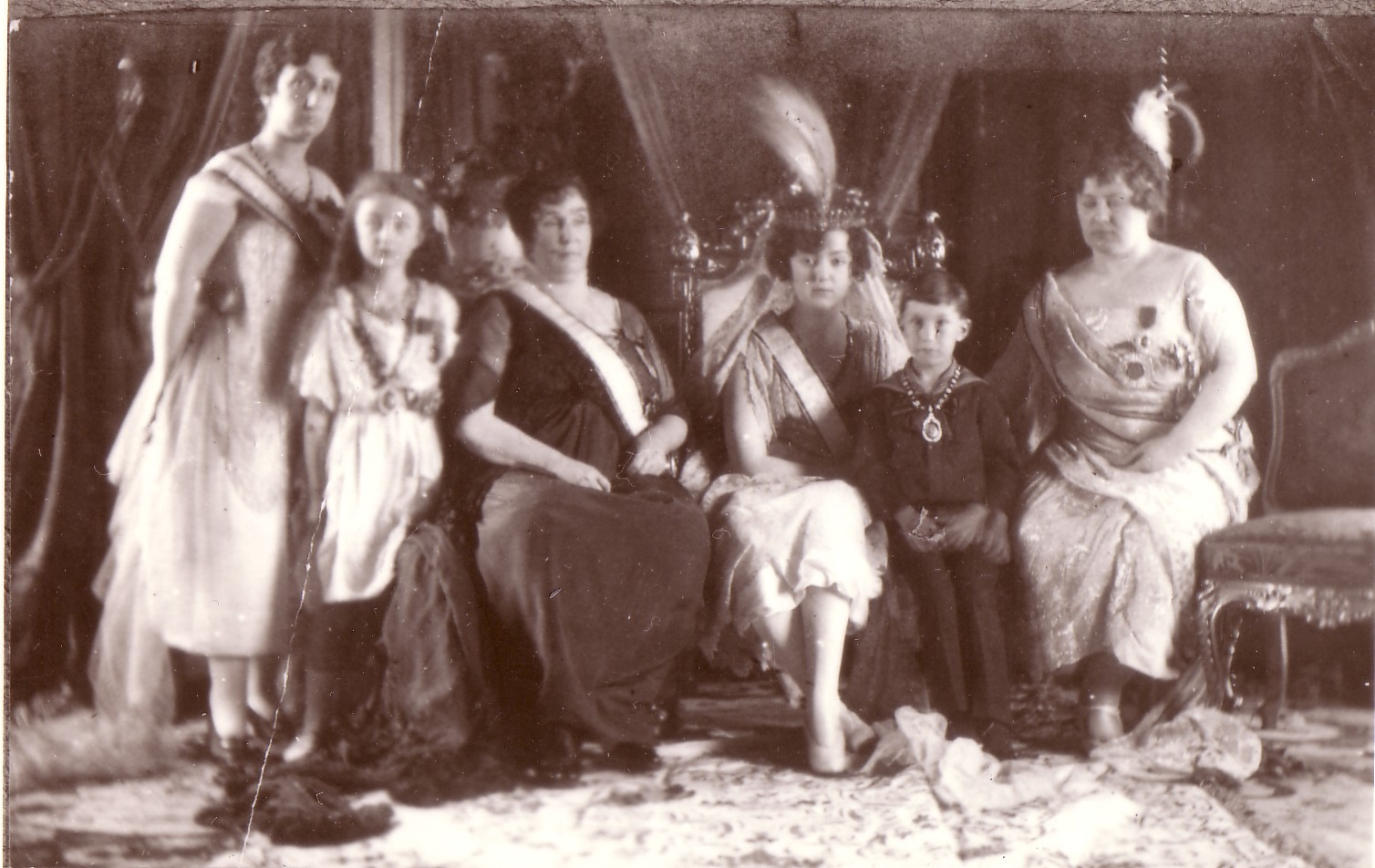
Hochzeitstag von Rukiye Sabiha Sultan 1920, von links nach rechts: Fatma Ulviye Sultan, Ayşe Hatice Hayriye Dürrüşehvar Sultan, Emine Nazikeda Kadınefendi, Rukiye Sabiha Sultan, Mehmed Ertuğrul Efendi, Şehsuvar Hanımefendi.

Von seinen Anfängen bis zu den Reformen des 19. Jahrhunderts war das Osmanische Reich geprägt von vielfältigen Gestaltungsformen von Herrschaft und unterschiedlichsten Beziehungen zwischen dem Zentrum und regionalen Kräften. Im Unterschied zum sprachlich, kulturell oder ethnisch einheitlichen Nationalstaat wird für diese Organisationsform „staatlicher“ Macht der Begriff des Weltreichs oder Imperiums verwendet. Klaus Kreiser zufolge war diese Art der Herrschaftsausübung weniger Folge einer bewussten politischen Entscheidung, als vielmehr Ausdruck fehlender Mittel, ein so großes und vielfältiges Gebiet einheitlich und zentral zu organisieren. Kreiser spricht daher vom Osmanischen Reich als einem „Imperium wider Willen“. Der islamische Begriff al-daula (arabisch الدولة, DMG al-daula ‚Zyklus, Zeit, Herrschaft‘, türkisch devlet) verbindet sich vornehmlich mit einem „Haus“ oder einer Dynastie, und somit mit der Person und Familie des Herrschers, weniger mit den Institutionen einer Staatsverwaltung. Ausgeprägter als in der übrigen islamischen Welt hatten sich im Lauf der Jahrhunderte im Osmanischen Reich staatliche Strukturen herausgebildet.
Das Haus Osman übte seine Herrschaft über die Kontrolle strategisch wichtiger Punkte, wie Städte, Befestigungen, Straßen und Handelswege aus, sowie über seine Fähigkeit, Ressourcen für sich einzufordern und Gehorsam zu verlangen. Insofern als im Lauf der Reichsgeschichte verschiedene Gebiete zu unterschiedlichen Zeiten dem Reich eingefügt wurden, wurde die Herrschaft nicht überall einheitlich ausgeübt, sondern regional unterschiedlich. Dabei standen dem Reich in den jeweils neu eroberten Gebieten verschiedene Handlungsmöglichkeiten zur Verfügung: Die unterworfenen Gebiete konnten vollständig eingegliedert oder als unterschiedlich eng angebundene Vasallenstaaten geführt werden, oder sogar eine Teilautonomie genießen. Eingefordert wurde in jedem Fall die Loyalität zur Person des Sultans, die Entrichtung von Tributen und die Bereitstellung von Truppen.
Da dem mittelalterlichen und frühneuzeitlichen Reich schnelle und wirksame Kommunikationsmittel, ein stehendes Heer sowie regelmäßige Einkünfte in ausreichender Menge zur Durchsetzung einer reichsweit einheitlichen zentralen Struktur fehlten, war die Zentralregierung auf die Kooperation lokaler Machthaber angewiesen. Die Beziehungen zu diesen gestalteten sich nach ähnlichen Grundsätzen wie die spätere koloniale „Indirect rule“: Die Zentrale unterhielt unabhängige Beziehungen zu den regionalen Machthabern, denen „staatliche“ Aufgaben wie die Eintreibung von Steuern und deren Abführung an die Staatskasse übertragen war, mischte sich aber nur selten in die örtliche Verwaltung ein. Im Gegensatz zum kolonialen Herrschaftsmodell jedoch war es im Prinzip jedem osmanischen Untertan möglich, in die soziale Elite und bis zum Sultanshof in der Hauptstadt aufzusteigen. Historiker wie Karen Barkey sehen in dieser flexiblen und pragmatischen Herrschaftsstruktur einen der Gründe für den langen Bestand des Reiches unter einer einzigen Herrscherdynastie.
Die Sultane organisierten ihre Herrschaft ausgehend von Istanbul als Zentrum in einer dem modernen Nabe-Speichen-Modell vergleichbaren Form. Auf diese Weise verhinderte die Zentralregierung weitgehend, dass sich regionale Kräfte verbünden und gegen sie handeln konnten. Im 16. und 17. Jahrhundert bewährte sich dieses Regierungsmodell während mehrerer Celali-Aufstände. Gegen Ende des 18. und mit Beginn des 19. Jahrhunderts jedoch hatten die Machthaber in den Provinzen (ayan oder derebey) weitgehende Autonomie gegenüber der Zentralregierung erlangt. 1808 hatte ihr politischer Einfluss mit der Vereinbarung des Sened-i ittifak unter Großwesir Alemdar Mustafa Pascha einen Höhepunkt erreicht. De facto handelten die ayan und derebey zu dieser Zeit wie lokale Herrscherdynastien mit beträchtlicher Militärmacht. Die Autorität des Sultans beschränkte sich nur noch auf Istanbul und seine Umgebung. Vor allem die Balkanprovinzen mit ihren großen Landgütern und kaufmännischen Unternehmungen profitierten von einer besseren Anbindung an den Weltmarkt und der nurmehr lockeren Kontrolle durch die Zentralregierung. Pamuk vermutet, dass es daher kein Zufall sei, dass gerade in diesen Provinzen mit der serbischen Unabhängigkeitsbewegung ab 1804 und der Griechischen Revolution von 1821 der politische Zerfall des Osmanischen Reichs einsetzte.
Im Gegensatz dazu suchte das Reich die Verluste an anderer Stelle zu kompensieren. Nach der Wiedergewinnung der direkten Herrschaft über Tripolitanien annektierten die Osmanen den Fessan als Basis für ein weiteres Vordringen in die Sahara und das subsaharanische Afrika. Ebenso verstärkten die Osmanen ihre Kontrolle über Arabien und errichteten wieder eine direkte Herrschaft über den Yemen. In die gleiche Richtung zielt die Expansion der von den Osmanen abhängigen ägyptischen Dynastie des Muhammad Ali, die die Grenzen Ägyptens und damit des Osmanischen Reichs über den Sudan bis in das heutige Uganda, in das Kongobecken und das heutige Somalia ausweiteten.

### Andere Bezeichnungen
In Westeuropa wurde das Land ab dem 12. Jahrhundert auch als „Turchia“ („Türkei“ oder Türkisches Reich) bezeichnet, nach der ethnischen Abstammung der Dynastie.

### Gesellschaft und Verwaltung
Die Gesellschaftsordnung des Reiches folgte militärischen Grundsätzen: Der Elitestand der Askerî umfasste die nicht steuerpflichtigen Ränge des Osmanischen Militärs, Angehörige des Hofes und der Reichsverwaltung sowie die geistliche Elite der ʿUlama'. Diesen untergeordnet war die Steuern und Abgaben entrichtende Reâyâ. Kennzeichnend für die osmanische Gesellschaft war über viele Jahrhunderte das Nebeneinanderleben verschiedener ethnischer und religiöser Gruppen unter der Oberherrschaft des Sultans und der Zentralregierung. Hohe Beamte und bedeutende Künstler und Kunsthandwerker entstammten nicht nur der islamisch-türkischen Bevölkerungsgruppe, denn Griechen, Armenier, Juden und andere Gruppen trugen die Kultur des Osmanischen Reichs mit. In den letzten Jahrzehnten seines Bestehens führte ein auch ethnisch verstandener Nationalismus zum Untergang dieser jahrhundertelang fruchtbaren Tradition des Zusammenlebens.

### Sultan

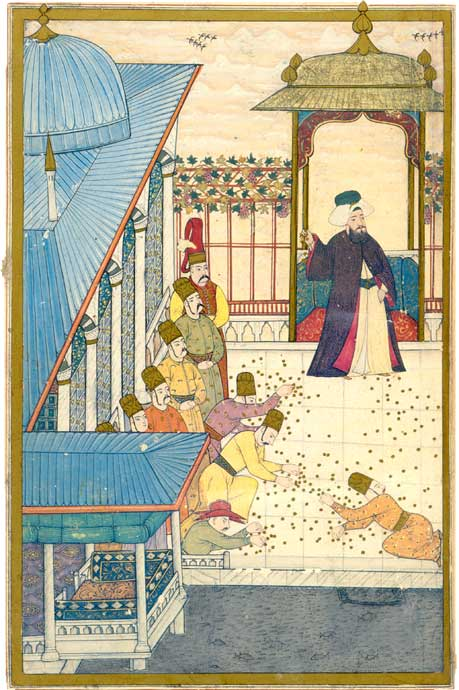
Sultan Ahmed III., Surname-i Vehbi, 1720, f.174b

Im Zentrum der Macht standen der Sultan (von arabisch سلطان, DMG sulṭān ‚Herrscher‘) und seine Dynastie, deren Werte und Ideale ihre Herrschaft legitimierten, die Organisation, Richtlinien und die Abläufe innerhalb des Verwaltungsapparats bestimmten, und die Eliten schufen, die in diesem Apparat arbeiteten. Ab dem 15. Jahrhundert war das Reich als Sultanat patrimonial, sowie als Ständeordnung organisiert, islamisch in seinen Werten und Idealen, geformt nach der Vorstellung eines riesig ausgedehnten Haushalts mit dem Sultan an der Spitze. Die Herrschaft des Sultans war grundsätzlich nur durch die Scharia (türkisch Şeriat oder şer-i şerif, „das edle Gesetz“), in Grenzen auch durch Gesetze seiner Vorgänger gebunden. Eine spezielle Auslegung der Scharia nach der hanafitischen Rechtsschule legitimierte die politische Macht auch religiös.
Eheschließungen der Sultane dienten häufig der Festigung außen- und innenpolitischer Allianzen: Bis etwa 1450 heirateten die Sultane meist Frauen aus benachbarten Dynastien, später dann aus der osmanischen Elite selbst. Kinder – und somit mögliche Nachfolger – gingen überwiegend aus den Beziehungen zu Nebenfrauen hervor. Der Mutter eines regierenden Sultans (Valide Sultan) kam somit ein Rang und politische Bedeutung zu, der ihrem ursprünglichen gesellschaftlichen Status nicht entsprach. Während der Periode der „Weiberherrschaft“ vom Ende des 16. bis Mitte des 17. Jahrhunderts sicherten einflussreiche Sultansmütter die Macht der Dynastie.
Eine Erbteilung des Reichs war unbekannt. Ein männlicher Nachkomme des Sultans erbte das gesamte Reich. Bis in die zweite Hälfte des 19. Jahrhunderts fehlte es an einer ausdrücklichen und umfassenden Regelung zur Thronfolge; spätestens beim Tod eines Sultans kam es daher oft zum Streit zwischen seinen Nachkommen. Ungefähr ab dem Ende des 14. Jahrhunderts wurde einem osmanischen Prinzen (şeh-zāde) in einem Alter von etwa fünfzehn Jahren ein anatolisches Sandschak zur Verwaltung übergeben, sodass er als Prinz-Statthalter (çelebi sulṭān) unter Anleitung und Aufsicht eines Erziehers (lālā) Erfahrung in Verwaltungsangelegenheiten sammeln und die Regierungskunst erlernen konnte. Der Sultan konnte versuchen, Einfluss auf die Nachfolge zu nehmen, indem er seinem favorisierten Sohn die der Hauptstadt am nächsten gelegene Statthalterschaft übertrug. Der Sieger im Thronfolgestreit verfolgte in der Regel die unterlegenen Brüder und Verwandten und ließ sie ermorden. Dieser Brauch wurde von den Sultanen selbst und ihren Zeitgenossen als problematisch angesehen: Selims I. erste Tat als Herrscher war der Befehl, seine Brüder und alle seine Neffen hinzurichten. Um nicht seinen Sohn, den späteren Süleyman I., ebenfalls dazu zu zwingen, verzichtete er auf die Zeugung weiterer Söhne. Das Selim-nāme von Şükri-i Bidlisi, das erste einer Reihe von Geschichtswerken, die sich mit dieser Zeit befassten, hatte unter anderem den Zweck, die gewaltsame Thronbesteigung des Sultans und seine Rolle in der Geschichte propagandistisch zu verharmlosen. Mit Murad III. (von 1562 bis 1574) und Mehmed III. (von 1583 bis 1595) wurden nur noch die ältesten Sultanssöhne als präsumtive Nachfolger tatsächlich und nicht nur nominell als Statthalter (in Manisa) eingesetzt, während die anderen, für eine Statthalterschaft zu jungen Prinzen im Inneren des Topkapı-Palastes eingesperrt blieben. Dadurch war sichergestellt, dass der designierte Herrscher unbestritten den Thron besteigen und seine im Palast befindlichen (Halb-)Brüder ohne Schwierigkeiten hinrichten lassen konnte. Nach der Thronbesteigung Mehmeds III. im Jahr 1595 wurden schließlich gar keine Prinzen mehr weggeschickt, sondern im ursprünglich şimşīrlik oder çimşīrlik (etwa ‚Buchsbaumgarten‘) und später ḳafes ‚Käfig‘ genannten Teil des Sultanspalastes gehalten. Bei einem unvorhergesehenen Machtwechsel, etwa im Fall Mustafas I. nach dem Tod seines Bruders Ahmed I., trat der neue Sultan sein Amt gänzlich unvorbereitet an.

### Zentralregierung
Kennzeichnend für die osmanischen Eliten war ihre Rekrutierung aus den beherrschten Völkern. Ein erblicher Adel im europäischen Sinn war weitgehend unbekannt, auch wenn es einflussreiche Familien wie die Çandarlı gab, die mehrere Großwesire wie beispielsweise Çandarlı II. Halil Pascha (Wesirat 1439–1453) stellten. Bis gegen Ende des 16. Jahrhunderts entstammten viele hohe Verwaltungsbeamte christlichen Familien aus Rumelien, die im Zuge der Knabenlese zwangsrekrutiert worden waren und nach ihrer Konversion zum Islam eine gründliche Ausbildung genossen, die sie zu den höchsten Staatsämtern befähigte.
Wie in vielen islamischen Staaten üblich, wurde der Sultan durch einen Dīwān von Wesiren unterstützt. Mehrmals in der Woche trat der Reichsrat (osmanisch همايون ديوان İA dīvān-ı hümāyūn, deutsch ‚großherrliche Versammlung‘) zusammen. In späterer Zeit wurde der Dīwān meist vom Großwesir geleitet, nicht mehr vom Sultan selbst. Nach dem Kuppelsaal im Topkapı-Palast, in dem diese Versammlung stattfand, hießen die anderen Wesire auch „Kuppelwesire“ (Kubbealtı vezirleri). Die Statthalter von Kairo, Bagdad und Buda hatten ebenfalls den Wesirsrang inne, sie wurden als „äußere Wesire“ bezeichnet. Seit Süleyman I. ist die Rolle des Großwesirs als absolutem Vertreter (vekīl-i muṭlaḳ) des Sultans festgelegt. In Vertretung des Sultans wurde er zum Oberhaupt der zivilen und militärischen Organisation und obersten Richter. Im Fall, dass der Sultan einen Feldzug nicht selbst anführte, hatte der Großwesir die Rolle des Feldherrn (serdār) inne. Von seiner Befehlsgewalt ausgenommen war nur der Haushalt des Großherrn und die islamische Gelehrtenschaft. Bei seiner Ernennung wurde dem Großwesir das Reichssiegel (mühr-i hümāyūn, ‚das erhabene Siegel‘) übergeben. Seit 1654 verfügte er über eine eigene Residenz, die Hohe Pforte (osmanisch پاشا قاپوسى İA Paşa ḳapusı, deutsch ‚Tor des Paschas‘, später osmanisch باب عالی Bâbıâli, deutsch ‚Hohe Pforte‘, selten auch باب اصفی / Bāb-ı Āṣefī) genannt.
Die Angehörigen der militärischen und Verwaltungseliten gehörten zur Gruppe der steuerbefreiten Askerî. Mit Ausnahme der Ulema galten sie als direkte Untertanen (ḳul) des Sultans. Nach islamischem Recht waren ḳul freie Personen, waren aber dem Sultan gegenüber ähnlich wie Sklaven rechtlos. Alle ḳul gehörten dem Haushalt des Sultans an. Zu diesem zählten nicht nur die Bewohner des Sultanspalasts, sondern auch die Janitscharen, die Palastreiterei und die Artillerie des Heereskerns. Hohe Würdenträger des Sultanshaushalts, wie die Großwesire, wurden häufig mit Sultanstöchtern verheiratet, so dass diese Personen nicht nur als ḳul, sondern auch als Familienmitglieder dem Sultan Loyalität schuldeten. Auf diese Weise wurde, wie Kreiser und Neumann (2020) beschreiben, eine „Klasse von zuverlässigen Staatsdienern […] [ge]schaffen, die nicht, wie etwa der europäische Adel, über eine vom Sultan unabhängige Machtbasis verfügten.“ Einzelne Gruppen innerhalb der Askerî-Elite, wie Ulema und ḳul, standen sich in beständigen Interessenkonflikten gegenüber, waren aber alle vom Sultan abhängig. Zusammen mit der dezentralen Verwaltung der Provinzen sowie der Selbstverwaltung nicht-muslimischer Bevölkerungsgruppen garantierte diese Organisationsform die Stabilität des osmanischen Staatswesens.
Nach dem 17. Jahrhundert verlor die Zentralregierung in den Provinzen ihren direkten politischen Einfluss an regionale Machthaber (ayan oder derebey), die weitgehend unabhängig agieren konnten, solange ihre Loyalität zum Sultan nicht in Frage stand. Die Sultane verblieben somit die Garanten politischer Legitimität. Mit Reformen seit Beginn des 19. Jahrhunderts versuchte die Regierung, die Verwaltung und Wirtschaft wieder der zentralen Kontrolle zu unterwerfen.
Die osmanische Verwaltung besaß zwei weitere wichtige Institutionen: Hofkanzlei und Steueramt. Die Hofkanzlei war mit der im Verlauf der Zeit immer umfangreicher werdenden Korrespondenz befasst, stellte Urkunden aus, und dokumentierte die Entscheidungen des Hofrats, die sie in Form von Erlassen (Fermanen) veröffentlichte. Das wichtigste Amt war das des nişancı, des Tughra-Zeichners. Seine Aufgabe war es, die Tughra über wichtigen Urkunden zu erstellen und damit das Dokument zu beglaubigen. In Berichten europäischer Diplomaten wird dieser Beamte oft als „Kanzler“ bezeichnet. Den Schreibern der Hofkanzlei stand der reʾīsü 'l-küttāb, der Oberste Schreiber vor. Alle angefertigten Schriftstücke wurden in der zentralen Registratur, dem defterhane, registriert, das unter der Leitung eines Oberregistrars (defter emini) stand.
Das Osmanische Reich finanzierte sich überwiegend durch Steuern. Schon in der zweiten Hälfte des 15. Jahrhunderts unterstellte Mehmed II. die Finanzbeamten (Defterdare) direkt dem Großwesir. Das Defterhane lag im Topkapı-Palast direkt neben dem Raum, in dem der Staatsrat tagte. Zu den wichtigsten Aufgaben des Defterhane gehörte die vierteljährliche Auszahlung der Löhne für die Askerî. Der Vorsteher der Finanzverwaltung war der Defterdar. Zunächst gab es nur einen Defterdar, etwa seit der Zeit Bayezids II. wurde ein zweiter eingesetzt, der für Anatolien zuständig war, während der erste, der başdefterdar die Verantwortung für den europäischen Reichsteil behielt. Nach der Eroberung der arabischen Gebiete kam ein dritter hinzu, der seinen Sitz im syrischen Aleppo hatte. Die Beamten der Finanzverwaltung verwendeten für ihre Aufzeichnungen eine Spezialschrift (siyāḳat), die nur von den Beamten der Behörde gelesen werden konnte, und die vor allem wegen der verwendeten speziellen Zahlenzeichen fälschungssicher war.

### Gesellschaftliche Eliten
Die herrschende gesellschaftliche Elite im osmanischen Reich gliederte sich in vier Institutionen auf: Die offizielle Gelehrtenschaft des Reiches (ilmiye), die Angehörigen des Hofes (mülkiye), das Militär (seyfiye) und die Verwaltungsbeamten (kalemiye).
Seit dem späten 16. Jahrhunderts setzten die osmanischen Sultane in jedem Eyalet einen Leiter (Mufti) der ʿUlamā' ein, an deren Spitze der Obermufti oder Scheichülislam (türkisch Şeyhülislâm) in Istanbul stand. Auf diese Weise konnte der Sultan größeren Einfluss auf die ʿUlamā' ausüben, die formal auf Grund ihres Privilegs der Schariaauslegung dem Sultan übergeordnet blieb. Im Falle unwillkommener Entscheidungen konnte der Sultan einen Mufti oder den Şeyhülislâm einfach durch einen anderen ersetzen. Mit der Bürokratisierung der ʿUlamā' in der Gruppe der Ilmiye war ein weiterer Schritt zur Zentralisierung der Macht in der Person des Herrschers vollzogen.
Die Reformen Mahmuds II. schwächten den politischen Einfluss der ʿUlamā' weiter: Der Şeyhülislâm erhielt nun die Stellung eines Staatsbeamten, der Weisungen des Sultans befolgen musste. Das neu eingerichtete Ministerium für religiöse Stiftungen kontrollierte die Finanzen der Vakıf-Stiftungen und entzog der islamischen Gelehrtenschaft somit die Kontrolle über bedeutende Finanzmittel.

### Untertanen, Gleichheit, „Vaterland“ im 19.Jahrhundert
Bis zu den Reformen des 19. Jahrhunderts wurden abgabepflichtige Untertanen als reâyâ („Herde“) angesehen, von denen Loyalität und Gehorsam erwartet wurde. Die Tanzimat-Dekrete hatten zum Ziel, alle Einwohner des Reiches im Prinzip gleichzustellen und mit gleichen Rechten auszustatten: Das Dekret von Gülhane gestand 1839 allen Untertanen Rechtssicherheit zu, das Hatt-ı Hümayun ersetzte 1856 erstmals den Begriff der reâyâ durch tebaa (von arabisch tabiʿ, ‚zugehörig‘, ‚abhängig‘). Reâyâ blieb als Begriff nur noch für die nicht-muslimischen Untertanen auf dem Balkan und unverändert im Arabischen erhalten, dort ohne Bezug auf das religiöse Bekenntnis. Tebaa beschrieb dennoch weniger den politisch teilhabenden Bürger oder Citoyen, sondern diente weiterhin der Abgrenzung des Untertanen vom Souverän, dem Sultan. Die Osmanische Verfassung von 1876 erklärte schließlich die Gleichheit (müsavet, von arabisch مساواة, DMG musāwāt ‚faire Behandlung, Gleichstellung‘) aller tebaa vor dem Gesetz. Da der Islam in der Verfassung weiterhin als Staatsreligion festgeschrieben blieb, stand dies dem Gleichheitsgrundsatz entgegen.
Der neue Begriff Osmanlı wurde in der Osmanischen Verfassung von 1876 erstmals auf alle Einwohner bezogen, nicht mehr nur auf die Eliten. Basierend auf den Gedanken europäischer Philosophen wie Montesquieu und Rousseau definierte der Osmanismus die Zugehörigkeit zum osmanischen Staat politisch, nicht ethnisch oder religiös. Mit den Tanzimat-Reformen kam der Begriff vatan (von arabisch الوطن, DMG al-Watan ‚Heimat, Vaterland‘) als Bezeichnung für das Reich auf. Vatan hatte zunächst eher eine unpolitische, emotionale Bedeutung, ähnlich den deutschen Begriffen. So rief beispielsweise der Distriktgouverneur von Jerusalem 1850 alle Nichtmuslime auf, sich an der Unterstützung der Armen und Alten zu beteiligen, „da wir alle Brüder im Vaterland (ikhwān fīʿl waṭan) sind.“ Ab etwa 1860 wurde es häufiger im Kontext von Patriotismus und Sultanstreue verwendet.

## Bevölkerung und Religion

### Bevölkerungszahl
Das Osmanische Reich war ein Vielvölkerstaat. Die Gesamtbevölkerung des Osmanischen Reichs wird für 1520–1535 auf 12 oder 12,5 Millionen Menschen geschätzt. Zur Zeit seiner größten räumlichen Ausdehnung gegen Ende des 16. Jahrhunderts lebten – dabei ist die Unsicherheit allerdings enorm groß – etwa 22 bis 35 Millionen Menschen im Osmanischen Reich. Zwischen 1580 und 1620 stieg die Bevölkerungsdichte stark an. Im Gegensatz zu den west- und osteuropäischen Ländern, die nach 1800 ein starkes Bevölkerungswachstum erlebten, blieb die Bevölkerungszahl im Osmanischen Reich mit 25 bis 32 Millionen annähernd konstant. 1906 lebten etwa 20–21 Millionen Menschen im (durch Gebietsverluste des 19. Jahrhunderts verkleinerten) Reichsgebiet.

### Migration
Das Osmanische Reich war Zeit seiner Geschichte ein Transitraum, in dem sich vielfältige Möglichkeiten der Vernetzung und Identitätsbildung im Wechselspiel von Identifikation und Abgrenzung boten. Handelswege zu Meer und Land verbanden weit entfernte Gebiete. Städte dienten als Knotenpunkte für Handel und kulturellen Austausch. In der Regel lebten in den Städten und Regionen Bewohner unterschiedlicher Religion, Sprache und ethnischer Herkunft. Aufgrund ihrer Beziehungen zu ihren Ursprungsorten konnten die Bewohner Kommunikations- und Handelsräume auch über Herrschaftsgrenzen hinaus aufrechterhalten. Gleichzeitig entwickelten sich am neuen Ort eigenständige gesellschaftliche Strukturen und Identitäten, oft gekennzeichnet durch Mehrsprachigkeit.
Die Geschichte Konstantinopels bietet hierfür ein Beispiel: Nach der osmanischen Eroberung 1453 musste die stark entvölkerte Stadt wieder besiedelt werden. Dies erfolgte auf Einladung der Behörden, aber auch durch zwangsweise Migration und Deportation (sürgün). Mehrheitlich siedelten sich Muslime an, aber auch Juden aus dem Balkan. Ab 1492 folgten die durch das Alhambra-Edikt aus Spanien ausgewiesenen sephardischen Juden, nach 1496/1497 auch aus Portugal. Ein Dekret Sultan Bayezids II. hieß sie willkommen. Weiterhin lebten Armenier und Griechen in der Stadt. Der osmanische Historiker Gelibolulu Mustafa Âlî (1541–1600) beschrieb in seinem Geschichtswerk Künhü'l-aḫbār wie sich neu zugewanderte türkische und tatarische Stämme mit der ansässigen Bevölkerung, Arabern und Persern sowie zum Islam konvertierten, ehemals christlichen Serben, vermischt hatten. Zumindest die gesellschaftliche Elite verstand sich selbst als „Rûmi“.
Wachsender Bevölkerungsdruck in bestimmten Regionen oder gesellschaftliche Unruhen wie die Celali-Aufstände des 16. und 17. Jahrhunderts lösten jeweils massive Bevölkerungsverschiebungen aus. Hirtennomaden, meist Turkmenen, Kurden oder Araber, wanderten auf der Suche nach besseren Weideplätzen oder unter dem Druck stärkerer Nomadengruppen nach Westanatolien und Zypern, auf die ägäischen Inseln oder den Balkan. Zudem verfolgte die osmanische Regierung eine Politik aktiver Deportationen, um unliebsame Bevölkerungsanteile loszuwerden, oder ein für den Staat wichtiges Gebiet neu zu bevölkern. Zu Beginn des 18. Jahrhunderts flohen muslimische Bosnier aus Ungarn zurück nach Bosnien. Zur gleichen Zeit suchte die osmanische Verwaltung turkmenische und kurdische Nomaden an die Grenze Syriens zu drängen, wo sie als Gegengewicht zu den Beduinen angesiedelt werden sollten, die im 18. Jahrhundert verstärkt nach Syrien einwanderten. Die Kriege auf dem Balkan gingen mit verheerenden Epidemien und Hungersnöten einher, die die Bevölkerungszahl weiter reduzierten. Im 18. und 19. Jahrhundert wurden Flüchtlinge aus den russisch eroberten Balkangebieten, Tscherkessen und Vertriebene von der Krim aufgenommen. Die Ansiedlung albanischer Söldner auf der Morea führte Ende des 18. und zu Beginn des 19. Jahrhunderts zur Flucht von Teilen der griechischen Bevölkerung. Die osmanische Verwaltung besiedelte diese Gebiete mit anatolischen Siedlern neu, als Anreiz diente eine zeitweise Befreiung von der Landsteuer (charadsch). Ende des 18. Jahrhunderts führte die Unterdrückung und ausbeuterische Besteuerung durch örtliche Machthaber zu einer ausgeprägten Landflucht. Der französische Generalkonsul de Beaujour berichtete, dass im Zeitraum von 1787 bis 1797 in Makedonien auf einen Stadt- nur zwei Landbewohner kamen. Zur gleichen Zeit war die westeuropäische Bevölkerung im Verhältnis 1:5–6 zwischen Stadt und Land aufgeteilt. Hungersnöte und Naturkatastrophen verringerten die Bevölkerung im 18. Jahrhundert in vielen Teilen des Landes.

### Religionsgemeinschaften

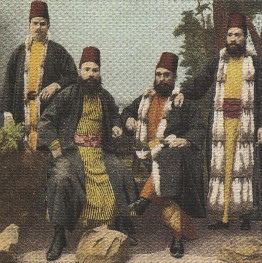
Osmanische Juden

Bis in die zweite Hälfte des 15. Jahrhunderts hatte das Reich eine christliche Mehrheit und stand unter der Herrschaft einer muslimischen Minderheit. Die Sultane folgten als sunnitische Muslime der hanafitischen Rechtsschule. Seit der Eroberung des Mamlukensultanats in Ägypten 1517 besaßen sie auch die Oberhoheit über den Hedschas und die heiligen islamischen Städte. Im 18. Jahrhundert wurde diese Tatsache zur Rechtfertigung des Osmanischen Kalifats angeführt. Im Reich waren dazu das Christentum (Orthodoxe, Armenier und Katholiken), das Judentum (siehe Osmanische Juden), das Alevitentum und der schiitische Islam, das Jesidentum, Drusen sowie weitere Konfessionen und Religionsgemeinschaften vertreten.
Im späten 19. Jahrhundert begann der nichtmuslimische Bevölkerungsanteil beträchtlich zu sinken – nicht nur wegen Gebietsverkleinerungen, sondern auch wegen Wanderungsbewegungen. Der Anteil der Muslime machte in den 1820er Jahren 60 % aus, stieg schrittweise auf 69 % in den 1870ern und dann auf 76 % in den 1890er Jahren. 1914 waren nur noch 19,1 % der Reichsbevölkerung nichtmuslimisch, hauptsächlich Christen, und einige Juden.
| Muslimea | 15.498.747–15.518.478 | 74,23–76,09 % |
| Griechenb | 2.823.065–2.833.370   | 13,56–13,86 % |
| Armenierc | 1.031.708–1.140.563   | 5,07–5,46 %   |
| Bulgaren | 761.530–762.754       | 3,65–3,74 %   |
| Juden | 253.435–256.003       | 1,23–1,24 %   |
| Protestantend | 53.880                | 0,26 %        |
| Andered | 332.569               | 1,59 %        |
| Gesamt | 20.368.485–20.897.617 | 100,00 %      |
| Anm.: a Das muslimische Millet umfasste alle Muslime einschließlich Türken, Kurden, Albaner und Araber. b Das griechische Millet umfasste alle Christen der griechisch-orthodoxen Kirche, darunter Slawen und Albaner. c Dies umfasst die verschiedenen syrischen Kirchen. d Die erste Quelle umfasst keine Protestanten und „andere“. |                       |               |

Muslime, die als Häretiker betrachtet wurden, wie Aleviten, Ismailiten und Alawiten, hatten einen niedrigeren Rang als Christen und Juden. 1514 ordnete Sultan Selim I., genannt „der Grimmige“ wegen seiner Grausamkeit, die Massakrierung von 40.000 anatolischen Kizilbasch (Schiiten) an, die er als Häretiker betrachtete, und erklärte, dass „das Töten eines Schiiten im Jenseits die gleiche Belohnung wie das Töten von 70 Christen bringen“ würde.

### Reform des Millet-Systems im 19. Jahrhundert
Das Hatt-ı Şerif von Gülhane (1839) hatte individuelle Rechte garantiert und implizierte somit die Gleichheit aller Bürger des Osmanischen Reiches. Das Hatt-ı Hümâyûn von 1856 proklamierte die Idee eines „von Herzen kommenden Bands des Patriotismus“ („revabıt-ı kalbiye-ı vatandaşî“), forderte aber den Widerstand der Muslime beispielsweise in Syrien und im Libanon heraus, die ihren von der Scharia garantierten privilegierten Status gefährdet sahen. Mit der Neuordnung des Millet-Systems im Edikt von 1856 reagierte die osmanische Regierung auf die Tatsache, dass immer mehr nicht-muslimische Religionsgemeinschaften den Millet-Status für sich beanspruchten, sowie auf die in den Millets herrschende Korruption. Neue Richtlinien traten 1860–62 für die Griechisch-Orthodoxe Kirche, 1863 für die Armenische Kirche, und 1864 für die Juden in Kraft. Die Erstellung von Gesetzeswerken (nizam-nāme) für die nicht-muslimischen Gemeinschaften weckte einerseits die Hoffnung auf eine allgemeine Reichsverfassung. Die Praxis der separaten Gesetzgebung für einzelne Religionsgemeinschaften ließ andererseits jedoch die ethnischen Unterschiede außer Acht, welche die Grundlage der nationalistischen Strömungen des 19. Jahrhunderts bildeten. Im Ergebnis förderten die Reformprojekte eher den politischen Separatismus, als die Idee eines gemeinsamen Osmanentums („osmanlılık“) zu bestärken.
Im Widerstreit der aufklärerischen, islamischen und türkisch-nationalistischen Denkrichtungen zerbrach der Zusammenhalt der unterschiedlichen religiösen und ethnischen Gruppen und schließlich das Reich selbst. Die politische Dominanz der Jungtürken führte zu einer nationalistischen Neudefinition der Staatsangehörigkeit und letztlich zur Auswanderung, Deportation und zum Völkermord an Gruppen, die über Jahrhunderte zur osmanischen Gesellschaft gehört hatten. Im 20. Jahrhundert löste das Deportationsgesetz von 1915 eine Umsiedlungskampagne aus, die schließlich zum Völkermord an den Armeniern führte; auch die seit der Antike in Kleinasien beheimatete griechische Bevölkerung wurde 1914–1923 zur Auswanderung gezwungen.

## Wirtschaft
Schon zur Zeit seiner Gründung profitierte das Osmanische Reich von seiner günstigen Lage auf den alten Handelsrouten für Rohstoffe, Handelsgüter und Edelmetalle, wie beispielsweise der Seidenstraße. Der Handel bestand nach der osmanischen Eroberung weiter und trug zum wirtschaftlichen Erfolg der Gründung Osmans bei. Den Handel zu fördern und die Kontrolle über die Handelsrouten zu gewinnen, blieb ein wesentliches Ziel der osmanischen Politik im östlichen Mittelmeerraum.
Die im 15. Jahrhundert beginnende europäische Expansion veränderte auf lange Sicht das wirtschaftliche Gleichgewicht zugunsten Westeuropas: Zunächst gelangten große Mengen Silber aus dem spanischen Kolonialreich nach Europa. Im osmanischen Reich mit seiner Silberwährung führte dies zur Inflation. Mit der Entdeckung des Seewegs nach Indien gewann Portugal einen direkten Zugang zum Gewürzmarkt, für den bisher Ägypten und Venedig ein Monopol hatten.
In der Zeit von 1720 bis 1765 expandierte der Handel sowohl im Osmanischen Reich als auch in Westeuropa. Die Produktion belebte sich, neue Handwerkszentren wurden gegründet. Wirtschaftlich weit bedeutsamer als der Außenhandel blieb der osmanische Binnenmarkt. Erst ab etwa 1750 fand zunächst der Ägäisraum über die Häfen der Levante Anschluss an den internationalen Handel. Zu dieser Zeit führte die Einfuhr von Waren aus dem Ausland nicht zwingend zu einem Handelsbilanzdefizit, im Gegenteil blieb die Handelsbilanz des Reiches beispielsweise mit Frankreich positiv.
|                                    | 1700–1702 | 1750–1754  | 1785–1789  |
| ---------------------------------- | --------- | ---------- | ---------- |
| Exporte nach Marseille             | 9.970.000 | 21.800.000 | 32.440.000 |
| Importe von Marseille              | –         | 14.600.000 | 17.480.000 |
| Französisches Handelsbilanzdefizit | –         | 7.200.000  | 15.765.000 |

Während im 18. Jahrhundert der Import von Luxusgütern die einheimische Produktion nur wenig beeinträchtigte, fand billigerer und qualitativ besserer amerikanischer Zucker und Kaffee so großen Absatz im Land, dass die inländische Produktion in Ägypten und Zypern beeinträchtigt wurde. Ab 1720 wurde amerikanischer Kaffee importiert, der etwa zwei- bis dreimal billiger war als die traditionell aus dem arabischen Jemen bezogene Ware.
Die Preispolitik der Zentralregierung, die die Produzenten zwang, ihre Ware unter den Herstellungskosten an die Behörden zu verkaufen oder sogar umsonst, im Sinne einer Steuerschuld, zu liefern, führte zum anhaltenden Kapitalentzug und langfristig zur Schwächung der Wirtschaft. In der zweiten Hälfte des 18. Jahrhunderts wurden die Kriegskosten so hoch, dass das Steuereinkommen sie nicht mehr decken konnte.
Gegen Ende des 18. und mit Beginn des 19. Jahrhunderts prosperierten vor allem die Balkanprovinzen mit ihren großen Landgütern und kaufmännischen Unternehmungen aufgrund ihrer besseren Anbindung an den Weltmarkt und der nur noch lockeren Kontrolle durch die Zentralregierung. Die Tanzimat-Reformen ab 1839 zielten neben einer erneuten Zentralisierung der Verwaltung und des Finanzwesens auf eine Liberalisierung der Wirtschaft. Die Reformen wirkten allerdings den Interessen der Großgrundbesitzer und Kaufleute entgegen, die aus einem schnellen Anschluss an den sich ausbildenden kapitalistischen Weltmarkt Vorteile hätten ziehen können.
Die Zeit von 1820 bis zum Beginn des Krimkriegs 1853 ist durch die deutliche Ausweitung des Exporthandels unter dem Einfluss Großbritanniens gekennzeichnet, mit dem seit 1838 ein Freihandelsabkommen bestand. Später wurden solche Abkommen auch mit anderen westeuropäischen Staaten geschlossen. Die Produktion von landwirtschaftlichen Primärgütern stieg vor allem in den Küstenregionen an, während der Import industriell gefertigter Güter die handwerkliche Produktion dort unter Druck setzte. Bis etwa 1820 hatte der Binnenhandel im Osmanischen Reich, sowie der Handel mit Russland und Ägypten, das Übergewicht im Wirtschaftsaufkommen, der Exporthandel mit dem Westen nahm erst in der Zeit nach den europäischen Koalitionskriegen deutlich zu. Noch Mitte der 1870er Jahre betrug der Anteil des Fernhandels nur 6–8 % der Gesamt- und 12–15 % der landwirtschaftlichen Produktion. Ab ca. 1850 floss vermehrt Fremdkapital in Form von Regierungsanleihen und direkten Investitionen ins Land. Bis zum Staatsbankrott 1876 nahm der osmanische Staat mehr neue Anleihen zu ungünstigen Bedingungen auf, als er alte Schulden bediente. Der Großteil des geliehenen Geldes floss in den Ankauf ausländischer Rüstungs- und Konsumgüter, was das Außenhandelsbilanzdefizit vergrößerte.
In der zweiten Hälfte des 19. Jahrhunderts suchte Westeuropa einerseits nach Absatzmärkten für seine seit der industriellen Revolution preisgünstig und in Masse hergestellten Produkte, andererseits mussten vermehrt Quellen für Nahrungsmittel und Rohstoffe erschlossen werden. Für das Osmanische Reich führte dies zunächst zu einer deutlichen Zunahme des Handelsvolumens, aber auch zu Verschiebungen im Güteraustausch hin zu einem überwiegenden Export von Rohstoffen, die in Europa weiter verarbeitet wurden, und einem Import von Handelswaren. Investitionen europäischer Staaten in die Infrastruktur, wie beispielsweise der Bau des Sueskanals (eröffnet 1869) oder der Bagdadbahn (1903–1940), dienten einerseits der Erleichterung des Warentransports, banden die osmanische Wirtschaft andererseits immer enger an die westliche.
Das letzte Viertel des 19. Jahrhunderts war durch außerordentliche politische, soziale und wirtschaftliche Krisen geprägt. 1876 erklärte das Reich den Staatsbankrott und musste einer europäischen Schuldenverwaltung zustimmen. Diese verursachte weitere Kapitalabflüsse, da nun bevorzugt die Auslandsschulden bedient werden mussten. Abgesehen von den direkten Kosten entzogen die anhaltenden Kriege der Produktion große Teile der arbeitenden männlichen Bevölkerung, und verminderten durch die Schwächung von Produktion und Handel das dringend benötigte Steueraufkommen weiter. Der Verlust der wirtschaftsstarken europäischen Provinzen nach 1878 war nicht nur ein politischer, sondern auch ein dramatischer wirtschaftlicher Einschnitt. Der wachsende Anteil billiger amerikanischer Agrargüter am Welthandel, die unter den Bedingungen der mit den westlichen Mächten geschlossenen Freihandelsabkommen importiert wurden, setzte die osmanischen Produzenten unter Druck und verringerte das Staatseinkommen. Die Wirtschaft stagnierte.
Seit 1903 wurden wieder vermehrt Auslandsanleihen aufgenommen, die den politischen und wirtschaftlichen Einfluss der Geberländer auf das Reich verstärkten. Nach der Revolution der Jungtürken 1908 stieg das Fiskaleinkommen aufgrund effizienterer Steuererhebung deutlich an, konnte aber die gleichzeitigen Ausgaben nicht decken, und das Defizit vergrößerte sich eher. Nach 1910 war das Osmanische Reich so weit in die kapitalistische Weltwirtschaft integriert, dass seine verschiedenen Regionen eher als Bestandteil unterschiedlicher Einflusssphären europäischer Zentren angesehen werden können als als wirtschaftlich eigenständiger Raum.

## Kommunikation
Buchdruck und Zeitungen
Der Buchdruck mit beweglichen Lettern wurde in der osmanischen Kultur schon kurz nach seiner Erfindung bekannt, war aber nicht weit verbreitet. Einzelne westeuropäische Druckereien wie die 1584 gegründete Typographia Medicea in Rom produzierten überwiegend katholische Texte in arabischer, syrischer oder koptischer Sprache und Schrift, aber auch einzelne Werke islamischer, arabischsprachiger Autoren. Trotz ihrer hohen drucktechnischen Qualität und des günstigeren Preises fanden auch Ausgaben nicht-religiöser Bücher wie des Kanon der Medizin von ibn Sīnā (1593) oder der Elemente des Euklid von Nasīr ad-Dīn at-Tūsī (1594) kaum Absatz unter islamischen Käufern, während handschriftliche Kopien häufig gehandelt wurden. Nach Pektaş (2015) berichtete Luigi Ferdinando Marsigli 1732, dass allein in Istanbul über 80.000 Schreiber tätig gewesen seien. Demgegenüber arbeiteten nur einzelne Druckereien wie die des Griechen Nikodemus Metaxas (gegründet 1627), sowie einige jüdische und armenische Druckereien sowie eine kleine der Jesuiten. 1727 erlaubte Sultan Ahmed III. die Errichtung einer Druckerpresse mit arabischen Lettern, die einige säkulare Werke herausgab. Das Drucken religiöser Schriften blieb weiterhin untersagt. Die Hofkanzlei des Osmanischen Reiches stellte bis zu dessen Ende sämtliche amtlichen Dokumente in kalligrafischer Handschrift aus.
Die Ägyptische Expedition Napoleon Bonapartes wird an den Beginn einer direkten und aktiven Auseinandersetzung der islamischen Welt mit Europa und europäischem Gedankengut gestellt. Napoleons Invasion brachte die Modernisierung der ägyptischen Provinzverwaltung mit sich; technische Neuerungen aus Europa wurden eingeführt, darunter nicht zuletzt Druckerpressen, die ursprünglich die Proklamationen des Kaisers der Franzosen verbreiten sollten. Schon um 1820 war eine Druckerei in Kairo aktiv. Nach kurzem Widerstand nutzte die al-Azhar-Universität die neue Technik, was Kairo zu einem der Zentren des islamischen Buchdrucks machte. Mekka erhielt 1883 eine Druckerpresse. Der neu eingeführte Buchdruck revolutionierte die Kommunikation und den Austausch von Reformideen innerhalb der intellektuellen Eliten.
Der syrische Gelehrte ʿAbd ar-Rahmān al-Kawākibī (1854–1902) veröffentlichte zwei Bücher, in denen er das Osmanische Reich unter Sultan Abdülhamid II. für den Niedergang der islamischen Welt verantwortlich machte und den arabischen Beitrag zur Ausbildung des Islam verherrlichte: Taba'i' al-Istibdad („Die Natur des Despotismus“) und Umm al-Qura („Die Mutter der Städte“, 1899). Darin forderte er den osmanischen Sultan auf, seinen unrechtmäßigen Anspruch auf das Kalifat aufzugeben. Die führende Rolle im Islam sollten wieder die Araber übernehmen. Seine Idee, dass der arabische Islam die reinere Ausprägung der Lehre darstelle, bereitete den Boden für die arabische Opposition gegenüber dem osmanischen Reich ebenso wie für die islamische Erneuerungsbewegung der Nahda.
Aus Ägypten kamen bedeutende Reformanstöße, die in Form gedruckter Zeitschriften Leser in der gesamten islamischen Welt fanden. Der ägyptische Reformdenker Muḥammad ʿAbduh (1849–1905) verwendete erstmals den Begriff Islāh für politische und soziale Reformen. ʿAbduh hatte bis 1887 mit Dschamal ad-Din al-Afghani zusammengearbeitet. Gemeinsam gaben sie die Zeitschrift al-ʿUrwa al-Wuthqā („Das feste Band“) heraus. Erstmals erreichte die panislamische Idee des Islams als „religiöses Band, das stärker [ist] als das von Nationalität und Sprache“ eine breite Öffentlichkeit. Ab 1876 gab ʿAbduh die Zeitung al-Ahrām heraus. In der Zeitschrift al-Manār („Der Leuchtturm“), die er ab 1898 zusammen mit Raschīd Ridā (1865–1935) herausgab, arbeitete er seine Reformideen weiter aus. „al-Manār“ erschien fast 40 Jahre lang und fand Leser in der gesamten islamischen Welt. Die dort veröffentlichte Artikelserie ʿAbduhs erschien zusammengefasst in seinem Werk Tafsir al-Manār.
Von besonderer Bedeutung für die Zukunft wurde die Islāh-Idee, weil sie anstrebte, alle Aspekte des modernen Lebens aus der Lehre des Islams heraus zu begreifen und zu rechtfertigen. Nach dem Tod ʿAbduhs führte Raschīd Ridā „al-Manār“ weiter. Der thematische Schwerpunkt lag unter seiner Herausgeberschaft auf der Auseinandersetzung mit den Kolonialmächten, wobei Ridās Hoffnung, das Osmanische Kalifat könne als Schutzmacht des Islams agieren, sich nicht erfüllte. Er widmete sich weiter der Wahrung der islamischen Identität und setzte seine Hoffnung ab der Mitte der 1920er Jahre auf den neuen saudischen Herrscher ibn Saud.
Telegrafie

Schiffsflagge der Eastern Telegraph Company, Betreiber des osmanischen Seekabelnetzes

Die Reformen der Tanzimat-Zeit zielten auf eine Zentralisierung und Rationalisierung der Reichsverwaltung nach dem Vorbild westeuropäischer Nationalstaaten. Die neue Technologie der Telegrafie machte eine wirksamere Verwaltung von Gebieten und Bevölkerung möglich, führte aber auch zu neuer Abhängigkeit von fremdem Kapital. Die Zentralregierung legte großen Wert darauf, die Kontrolle über diese Einrichtung zu behalten. Die Überlandleitungen wurden mit Hilfe von französischen Ingenieuren unter osmanischer Leitung errichtet. Als erste entstand 1855 die Verbindung Istanbul-Edirne. Die erste unterseeische Telegrafenleitung verlegte die britische Electric Telegraph Company zwischen der Kampffront des Krimkriegs (1853–1856) bei Balaklawa und der Küstenstadt Warna, wo sie Anschluss an das europäische Telegrafennetz und weiter nach Istanbul fand. 1861 eröffnete die Regierung die Fünun-i Telgrafiye Mektebi, in der eigene osmanische Telegraphie-Spezialisten ausgebildet wurden, um die staatliche Kontrolle des Telegrafennetzes zu gewährleisten. Von 1855 bis 1871 lag die Verwaltung der Telegrafie bei der Hohen Telegrafenkommission (telgraf komisyon-ı âlisi), einer Unterbehörde des Innenministeriums. 1871 wurde sie mit der Postverwaltung im neuen Ministerium für Post und Telegrafie (Posta ve Telgraf Nezareti) zusammengefasst. Die Postbeamten bewältigten eine immer umfangreicher werdende Menge an Nachrichten aus der Verwaltung, Wirtschaft und von Privatleuten in einer Vielzahl von Sprachen und in zwei Morsecodes für das lateinische und arabisch-persische Alphabet. Letzteres wurde 1877 von dem osmanischen Telegrafen İzzet Bey entwickelt.
Während die Landverbindungen vollständig in osmanischer Hand blieben, wurden die Seekabel von ausländischen Privatfirmen verlegt und unterhalten. Das Hauptinteresse der britischen Regierung lag in einer durch die unterseeische Lage sicheren Verbindung zwischen Großbritannien und Indien über das Rote Meer. 1858–1859 verlegte die britische Red Sea Telegraph Company mit einer Konzession der osmanischen Regierung und von britischen Geldgebern finanziert das erste Seekabel zwischen Suez und Karachi. Technische Verbesserungen erlaubten nach 1865, dauerhafte und haltbare Überseekabel zu fertigen. Von 1860 bis 1900 wurden insgesamt 41 Unterseekabel von mehreren britischen Unternehmen verlegt. 19 waren im Besitz des Reiches, der Rest befand sich in Privatbesitz, welcher bis 1905 vollständig von der Eastern Telegraph Company aufgekauft wurde. Im Gegensatz zu den privaten Eisenbahn-Unternehmen, denen mit den Konzessionen auch weitreichende Entscheidungsbefugnisse überlassen wurden, werden die ausländischen Telegrafie-Unternehmen in der neueren Forschung nur als „eine von vielen Akteuren, die die soziale und technische Dynamik der […] Infrastruktur im Reich bestimmten“ angesehen.

## Territoriale Gliederung

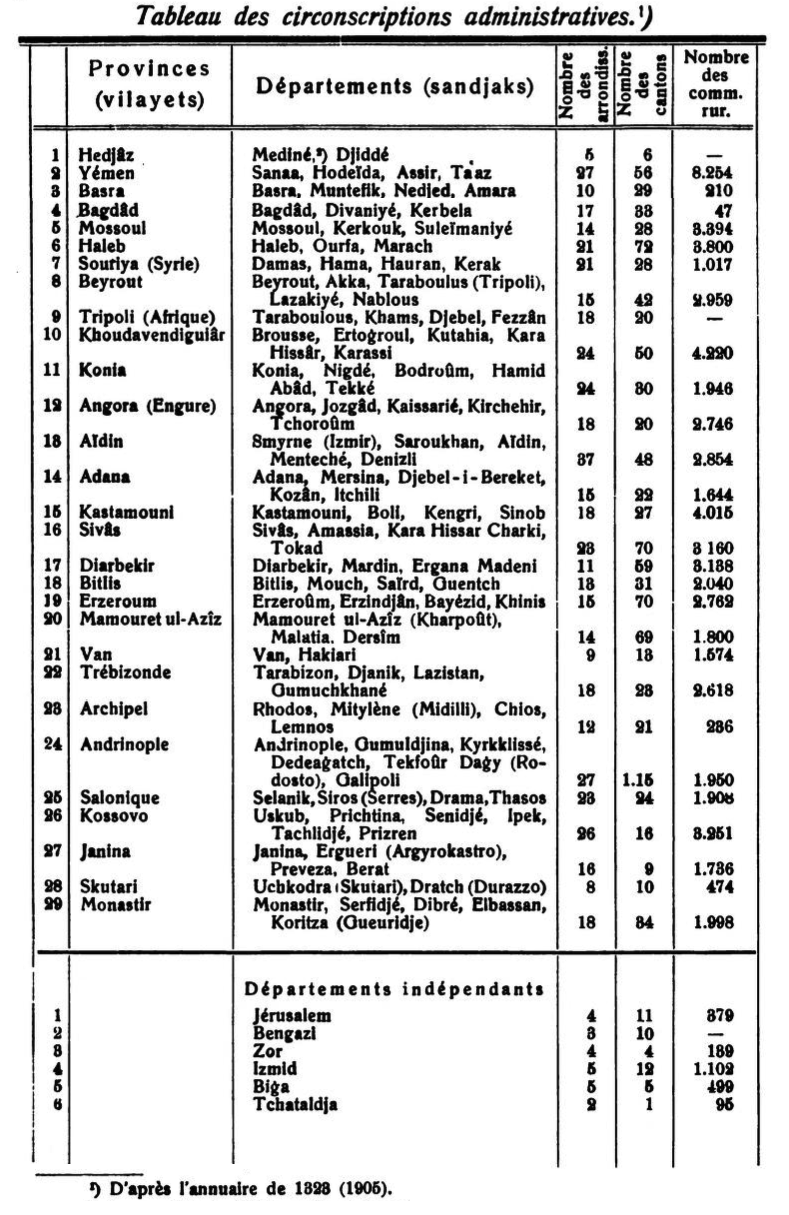
Tabelle der osmanischen Verwaltungseinteilung, 1905

Das riesige Gebiet des Osmanischen Reichs gliederte sich in Regionen, die in unterschiedlichem Ausmaß dem Einfluss und der Kontrolle der Zentralregierung unterworfen waren:
1. Ein großer Teil der Kernländer wurde nach einem ausgefeilten System direkt verwaltet.
2. Einige Territorien wurden halbautonom nach besonderen Regeln verwaltet.
3. Eine Reihe von Vasallenstaaten waren zu Tributzahlungen verpflichtet.

### Direkt verwaltete Territorien
Bis zur Tanzimatzeit waren die direkt verwalteten Territorien in Großprovinzen, die Eyâlet (osmanisch ايالت) unterteilt. Ab 1867 wurden diese territorialen Einheiten durch die Vilâyet abgelöst. An der Spitze der Verwaltung eines Eyalets stand der Beylerbey, der den Rang eines Pascha von zwei Rossschweifen (Tugh), in der Spätzeit auch oft Wesirsrang (drei Rossschweife) hatte.
Ein Eyâlet bestand aus zwei oder mehr Sandschaks, die unter der Leitung von Beys standen. Die meisten Sandschaks umfassten mehrere hundert bis tausend Lehen (je nach Größe aufsteigend Tımar, Zeamet/Ziamet oder Hass genannt), aus denen die Angehörigen der Lehensreiterei (Sipahis) ihren Lebensunterhalt bestritten; allein die Eyalets Ägypten, Bagdad, Abessinien und al-Hasa waren nicht weiter in Sandschaks und Tımars untergliedert.

### Halbautonome Territorien
Der Maghreb wurde ähnlich wie die zentralen Reichsgebiete verwaltet, genoss jedoch über lange Zeit weitgehende Autonomie. Einige Herrschaftsgebiete („hükümet“) kurdischer und arabischer Fürsten im Osten waren gleichfalls fast autonom und hatten meist nur Heerfolge zu leisten.

### Vasallenstaaten
Zu den Vasallenstaaten zählten solche, die Tribute zahlten und/oder zur Heeresfolge verpflichtet waren. Regelmäßige Tribute zahlten die Fürstentümer Siebenbürgen, sowie die Fürstentümer Walachei und Moldau, die auch Heeresfolge leisteten. Die Fürsten der Moldau und der Walachei wurden zudem vom Sultan ernannt. Nur Heeresfolge leistete das Khanat der Krimtataren, dessen Khane aus der Familie Giray der Bestätigung durch den Sultan unterlagen. Nur Tribut zahlte die Republik Ragusa. Nur unregelmäßig und je nach der politischen Lage Tribute zahlten Gebiete wie Georgien und Mingrelien.
Der Status dieser Vasallenstaaten war dabei mitunter recht delikat. Die Stadt Ragusa gehörte nämlich der ungarischen Krone, auch wenn sich die Beziehungen Ragusas zu Ungarn im Lauf der Zeit verflüchtigten. Die Wojwoden von Siebenbürgen waren ebenfalls der ungarischen Krone zugehörig. Zunächst traten sie als mit den Habsburgern konkurrierende Prätendenten auf und führten unter osmanischer Oberhoheit den ungarischen Königstitel. Später erkannten sie zeitweise zusätzlich zur Oberhoheit des osmanischen Sultans die Oberhoheit der Habsburger in deren Eigenschaft als ungarische Könige an. In der Annahme des Fürstentitels zeigte sich dabei die Ablösung Siebenbürgens von Ungarn. Weiter komplizierte sich das Geflecht der Beziehungen durch weitere Umstände, so die Übernahme der polnischen Krone durch den siebenbürgischen Fürsten Stephan Báthory, die gegen die Habsburger gerichteten Angriffe der siebenbürgischen Fürsten und die zeitweilige Abhängigkeit der moldauischen und walachischen Fürsten zum Fürsten von Siebenbürgen, zusätzlich zu deren Abhängigkeit vom osmanischen Sultan. Erst die Entwicklungen nach dem Frieden von Karlowitz 1699, der den Großen Türkenkrieg beendete, sorgten für eine Bereinigung. Die Osmanen erkannten die Herrschaft der Habsburger in Siebenbürgen an, was zum Ende des selbständigen Fürstentums und dessen Eingliederung in die Habsburger Monarchie führte, und die Osmanen beraubten die Moldau und die Walachei durch die Einsetzung von landfremden Fürsten aus dem Kreis der Phanarioten Istanbuls, ihren eigenen Untertanen, nahezu jeglicher Selbständigkeit.

### Zeitweise tributpflichtige andere Länder
Von 1517 bis zur endgültigen Eroberung durch das Osmanische Reich 1571 zahlte Venedig für den Besitz Zyperns, und der römisch-deutsche Kaiser Ferdinand I. 1533–1593 für seinen Besitz in Nordungarn. Zwischen 1590 und 1603, nach den Osmanisch-Safawidischen Kriegen war auch das Persische Reich unter den Safawiden tributpflichtig, blieb aber politisch unabhängig.

## Aufteilung des Reichsgebiets nach dem Ersten Weltkrieg

Gebietsverluste des Osmanischen Reiches (die Landesgrenzen der übrigen Länder entsprechen den heutigen Grenzen, nicht den historischen)

Die von den Siegermächten betriebene Aufteilung des osmanischen Reiches folgte in erster Linie den Eigeninteressen der westeuropäischen Mächte und berücksichtigte weder über Jahrhunderte gewachsene regionale und kulturelle Zusammenhänge, noch die Interessen der arabischen Verbündeten der Entente. Die aus dieser Aufteilung entstandenen Konflikte prägen noch die politische und soziale Geschichte des Nahen Ostens.
Schon während des Krieges hatten die Entente-Mächte eine Reihe von Vereinbarungen über eine zukünftige Aufteilung des Reichsgebiets getroffen. Aus Sorge vor einer möglichen russischen Kriegsmüdigkeit angesichts der deutschen und osmanischen militärischen Erfolge in Polen und Ostanatolien sah die Vereinbarung von Konstantinopel vom März 1915 vor, dem Zarenreich im Falle des Sieges die Besetzung Konstantinopels sowie die Kontrolle über den Bosporus und die Dardanellen zu überlassen. Mit der Aufkündigung der Verträge mit den Alliierten nach der russischen Oktoberrevolution von 1917 wurde dieses Abkommen hinfällig. 1916 hatte der Emir von Mekka, Hussein ibn Ali, die osmanische Oberhoheit für aufgehoben erklärt und sich zum König von Arabien ausgerufen. Er wurde schließlich als König des Hedschas anerkannt.
Im Sykes-Picot-Abkommen vom Mai 1916 wurde das osmanische Reich in europäische Interessensphären aufgeteilt. Dieses Abkommen diente im Wesentlichen der Absicherung des französischen Anspruchs auf das osmanische Syrien, indem es Frankreich die „direkte Kontrolle“ über eine Zone entlang der syrischen Küste über den Südlibanon bis nach Anatolien hinein einräumte. Im Gegenzug konnte Großbritannien die direkte Kontrolle über das südliche Mesopotamien sowie eine ausgedehnte Zone indirekter Kontrolle von Gaza bis Kirkuk für sich beanspruchen. In der Balfour-Deklaration von 1917 wurde den Juden eine „nationale Heimstätte“ in Palästina versprochen. Dies stand im Widerspruch zu den britischen Versprechen an die arabischen Verbündeten. Die Einhaltung der Balfour-Deklaration setzte eine andauernde militärische Präsenz Großbritanniens in Palästina voraus. Die teils widersprüchlichen Abmachungen führten dazu, dass eine Lösung letztlich nur durch Kompromisse oder gewaltsam erreicht werden konnte.
Bei der Konferenz von San Remo (19. bis 26. April 1920) einigten sich die europäischen Siegermächte Großbritannien, Frankreich und Italien über die projektierte Aufteilung der arabischen Provinzen des Osmanischen Reichs und teilten sie und auch das verbleibende Territorium des Reichs in westeuropäische Interessensphären auf. Der Wunsch der ehemaligen arabischen Verbündeten nach Unabhängigkeit wurde durch das Abkommen von San Remo zerschlagen. Ein „Pan-Syrischer Kongress“ hatte am 8. März 1920 die Unabhängigkeit der Gebiete Syrien, Palästina, Libanon und Teilen des Nordirak erklärt und Faisal I. zum König ernannt. Mit der Niederlage Faisals in der Schlacht von Maysalun gegen französische Truppen wurden diese Pläne vereitelt. Faisals Bruder Abdallah wurde zum König von Transjordanien ausgerufen, während Faisal 1921 die Herrschaft über das Königreich Irak antrat.
Der Vertrag von Sèvres vom 10. August 1920 sah zwar den Erhalt der osmanischen Monarchie und Verwaltung vor, schränkte das Staatsgebiet jedoch stark ein: Die Meeresstraßen des Bosporus und der Dardanellen unterstanden demnach der Kontrolle einer internationalen Kommission. Griechenland erhielt mit Thrakien die letzte europäische Provinz des Reiches und sollte die Kontrolle über die westanatolische Hafenstadt İzmir bekommen. Ein unabhängiger armenischer Staat sollte in Ostanatolien und dem russischen Kaukasus entstehen, die kurdischen Gebiete Südostanatoliens sollten eine Halbautonomie genießen. Die arabischen Provinzen des Osmanischen Reichs wurden abgetrennt. Frankreich erhielt das Völkerbundmandat für Syrien und Libanon, Großbritannien das Mandat für Palästina beiderseits des Jordanflusses und das Mesopotamien. Aus den drei osmanischen Vilâyets Bagdad, Mossul und Basra einschließlich des kurdischen Nordirak entstand der heutige Irak. Ein weiterer arabischer Staat entstand in Transjordanien. Der Hedschas und der Jemen wurden unabhängig. Der bereits in den vorangegangenen Jahren und Jahrzehnten erfolgte Verlust von Tunesien, Libyen, Ägypten, der Dodekanes und Zypern wurde bestätigt und das Osmanische Reich musste auf sämtliche etwa noch bestehenden Rechte an und Ansprüche auf diese Gebiete verzichten. Das Osmanische Reich erhielt weder eine Garantie seines territorialen Bestands, es musste sich vielmehr vorab mit zukünftigen einseitig festzulegenden Gebietsabtretungen einverstanden erklären, noch einen Schutz vor weitergehenden Eingriffen in seine Souveränität.

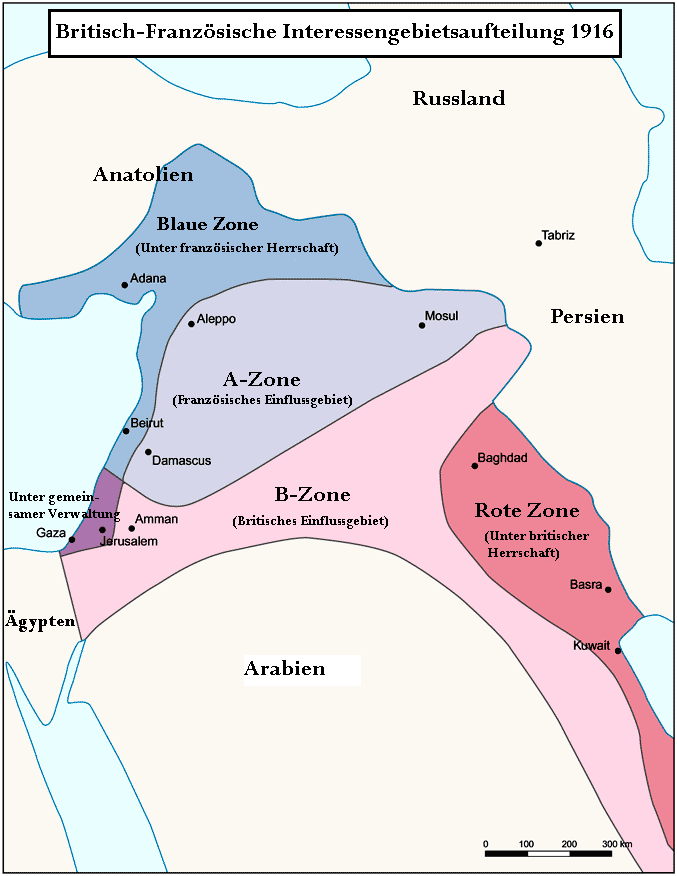
Aufteilung des Nahen Ostens in Einflusszonen im Sykes-Picot-Abkommen
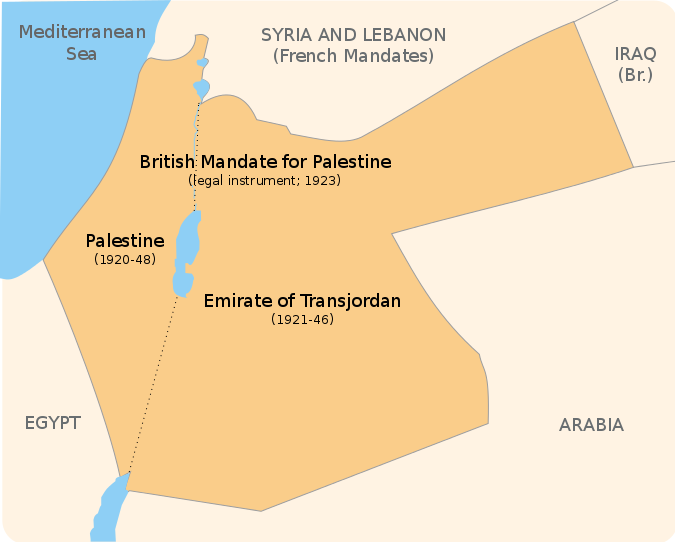
Britisches Mandat Palästina (1920)
Französisches Mandat Syrien und Libanon (1922)

## Das Erbe des Osmanischen Reiches

Mitglieder des Hauses Osman im Exil, darunter Şehzade Ömer Faruk und Sabiha Sultan

Die west- und mitteleuropäischen, christlichen Monarchien und das Osmanische Reich teilen eine jahrhundertelange gemeinsame Geschichte. Das Bild „des Türken“, häufig im verallgemeinernden Sinn für Muslime verwendet, repräsentiert kulturgeschichtlich das „Bild des Anderen“ etwa vom späten 14. Jahrhundert bis in die Neuzeit. Weit mehr als andere islamische Länder prägte die Kenntnis des Osmanischen Reichs die Vorstellung Europas von der islamischen Welt. Auf Seiten der Republik Türkei weisen Begriffe wie „Sèvres-Syndrom“ auf die noch in der türkischen Außenpolitik nachwirkende Erfahrung der drohenden Aufteilung des Osmanischen Reiches im Jahr 1920 hin.
Die Aufteilung der arabischen Provinzen des im Ersten Weltkrieg besiegten Osmanischen Reiches in britische und französische Mandatsgebiete traf die arabischen Länder des Nahen Ostens weitgehend unvorbereitet. Fast ein Vierteljahrhundert lang waren die ohne Rücksicht auf historische oder ethnische Zusammengehörigkeit entstandenen Staaten danach damit beschäftigt, ihre volle Unabhängigkeit von Europa zu erlangen und neue Identitäten für ihre Länder zu finden. Die 1918 von den Siegermächten gezogenen Grenzen verlieren im Bürgerkrieg in Syrien – unter türkischer Beteiligung – sowie im Irak ihre Gültigkeit.
Die Durchsetzung des osmanischen Islams als „Reichsreligion“ durch Süleyman I. und die späteren Reformen Mahmuds II. sind in ihrer weltgeschichtlichen Bedeutung kaum zu überschätzen. Auf diese Weise war es der osmanischen Regierung möglich, den politischen Einfluss der sunnitischen Gelehrtenschaft mittels des ihnen verliehenen Status von Staatsbeamten und die finanzielle Kontrolle über die Vakıf-Stiftungen teilweise einzuschränken. Im Gegensatz hierzu war es den persischen Kadscharenschahs, vor allem dem zeitgleich zu Abdülmecid I. und Abdülaziz regierenden Nāser ad-Din Schah (reg. 1848–1896) nicht gelungen, eine den osmanischen Verhältnissen entsprechende zentrale Kontrolle über die Geistlichkeit zu erlangen. Verglichen mit der sunnitischen Geistlichkeit war es den schiitischen Religionsgelehrten möglich, beträchtlich stärkeren politischen Einfluss auf ihre Anhängerschaft auszuüben. Da sie weiter uneingeschränkt über das Einkommen aus den religiösen Stiftungen und zusätzlich aus der muslimischen Zakāt-Steuer verfügen konnten, standen ihnen die finanziellen Mittel zur Verfügung, um politisch unabhängig teils gegen die Regierung des Schahs zu handeln. Besonders deutlich wirkte sich die politische Stellung der schiitischen Geistlichkeit während der sogenannten Islamischen Revolution 1979 in Iran aus.
Mustafa Kemal Atatürk und die führenden republikanischen Politiker der Anfangsjahre der türkischen Republik zogen einen klaren historischen Schnitt zwischen dem Osmanischen Reich und seinem Nachfolgerstaat. Die Einführung des lateinischen Alphabets oder die Verankerung des Laizismus in der türkischen Verfassung wurden als Versuche angesehen, diese Trennung zu institutionalisieren. Der Zeitraum nach 1908 zeichnet sich durch einen wachsenden Einfluss des Militärs in der osmanischen Politik aus; auch dies setzt sich, zusammen mit der Idee eines starken Staates, in der Geschichte der modernen Türkei fort. 1971, 1980 und 1997 hatte das Militär in Putschen jeweils vorübergehend die politische Macht übernommen. Atatürk vertrat das aufklärerische Ideal der grundsätzlichen Gleichheit aller Staatsbürger, wie es schon das osmanische Hatt-ı Hümâyûn-Edikt von 1856 im Reich eingeführt hatte. Bezogen auf die Zeit des Osmanischen Reichs wird diese Idee mit dem Begriff des Osmanismus beschrieben. Der Gegensatz zwischen dem offiziellen Konzept einer einheitlichen türkischen Nation und der faktischen ethnischen Diversität des Landes setzt mit der Frage nach einem eigenen kurdischen Staat einen der innenpolitischen Grundkonflikte des Osmanischen Reiches in die Gegenwart fort.
Mit der Gründung der türkischen Republik endete formal die Geschichte des Osmanischen Reiches. Gleichwohl bleibt es auch in der aktuellen politischen Diskussion präsent: Unter dem Schlagwort des „Neoosmanismus“ werden Bestrebungen zusammengefasst, die Geschichte des Reiches im Sinne aktueller (türkischer) Politik zu interpretieren.
Zwischen 1950 und 2008 waren ca. 3–5 Millionen Türken nach Europa ausgewandert. Im Jahr 2017 lebten 1,5 Millionen türkische Staatsbürger, 2013 fast drei Millionen „Türkeistämmige“ allein in Deutschland. Die Geschichte des Osmanischen Reiches ist zugleich Teil der Geschichte der größten Einwohnergruppe mit ausländischen Wurzeln in Deutschland.

### Gesamtdarstellungen
- Gábor Ágoston, Bruce Masters (Hrsg.): Encyclopedia of the Ottoman Empire. Facts on File, New York 2008, ISBN 978-0-8160-6259-1 (Einleitung online).
- Bertrand Michael Buchmann: Österreich und das Osmanische Reich. Eine bilaterale Geschichte, WUV, Wien 1999
- Kemal Çiçek (Hrsg.): The Great Ottoman-Turkish Civilisation. 4 Bände: 1. Politics, 2. Economy and Society, 3. Philosophy, Science and Institution, 4. Culture and Arts. Yeni Türkiye Yayınları, Ankara 2000, ISBN 975-6782-17-X.
- Suraiya Faroqhi: Geschichte des Osmanischen Reiches. 6. Auflage. C.H. Beck, München 2014, ISBN 978-3-406-46021-0.
- Suraiya Faroqhi: Kultur und Alltag im Osmanischen Reich. Vom Mittelalter bis zum Anfang des 20. Jahrhunderts. 2. Auflage. C.H. Beck, München 2003, ISBN 3-406-39660-7.
- Carter Vaughn Findley: The Turks in World History. Oxford 2005, ISBN 0-19-517726-6.
- Caroline Finkel: Osman’s Dream: the Story of the Ottoman Empire, 1300–1923. John Murray, London 2005, ISBN 0-7195-6112-4.
- Emrah Safa Gürkan: Die Osmanen und ihre christlichen Verbündeten. In: Europäische Geschichte Online. Hrsg. vom Institut für Europäische Geschichte (Mainz), 2011; abgerufen am 25. März 2021, urn:nbn:de:0159-2011081865 (PDF; 405 kB; Original auf Englisch, angezeigt auf Deutsch).
- Halil İnalcik: The Ottoman Empire. The Classical Age 1300–1600. Phoenix, London 2000.
- Halil İnalcik (Hrsg.): An Economic and Social History of the Ottoman Empire, 1300–1914. 2 Bände. Cambridge University Press, 1997, ISBN 0-521-58580-5.
- Christine Isom-Verhaaren, Kent F. Schull (Hrsg.): Living in the Ottoman Realm: Empire and Identity, 13th to 20th Centuries. Indiana University Press, Bloomington IN 2016, ISBN 978-0-253-01948-6.
- Nicolae Jorga: Geschichte des Osmanischen Reiches. Perthes, Gotha 1908–1913 (5 Bände). Digitalisate: Band 1 – Internet Archive; Band 2 – Internet Archive; Band 3 – Internet Archive; Band 4 – Internet Archive; Band 5 – Internet Archive. Reprint: Wissenschaftliche Buchgesellschaft, Darmstadt 1997, ISBN 3-534-13738-8.
- Markus Koller: Die osmanische Geschichte Südosteuropas. In: Europäische Geschichte Online. Hrsg. vom Institut für Europäische Geschichte (Mainz), 2010; abgerufen am 25. März 2021; urn:nbn:de:0159-20100921278.
- Klaus Kreiser: Der Osmanische Staat 1300–1922. Aktualisierte Auflage. Oldenbourg Wissenschaftsverlag, München 2008, ISBN 978-3-486-53711-6.
- Klaus Kreiser, Christoph K. Neumann: Kleine Geschichte der Türkei. Reclam, Stuttgart 2009, ISBN 978-3-15-018669-5.
- Klaus Kreiser, Christoph K. Neumann: Geschichte des Osmanischen Reichs und der modernen Türkei. 3. Auflage. Philipp Reclam jun, Stuttgart 2020, ISBN 978-3-15-014028-4.
- Josef Matuz: Das Osmanische Reich. Grundlinien seiner Geschichte. 7. Auflage. Primus Verlag, Darmstadt 2012, ISBN 978-3-86312-326-0.
- Şevket Pamuk: A Monetary History of the Ottoman Empire. Cambridge University Press, Cambridge 2000, ISBN 0-521-44197-8.
- Stanford Shaw: History of the Ottoman Empire and Modern Turkey. 2 Bände. Cambridge University Press, Cambridge 1976/1977. Band 1: Empire of the Gazis: The Rise and Decline of the Ottoman Empire 1280–1808. 1976, ISBN 0-521-21280-4; Band 2 (mit Ezel Kural Shaw): Reform, Revolution, and Republic: The Rise of Modern Turkey 1808–1975. 1977, ISBN 0-521-21449-1.
- Christine Woodhead: The Ottoman World. Routledge, London 2012, ISBN 978-0-203-14285-1.

### Anfangszeit
- The Cambridge History of Turkey. Band 1 (von 4): Kate Fleet (Hrsg.): Byzantium to Turkey, 1071–1453. Cambridge University Press, Cambridge 2009, ISBN 978-0-521-62093-2 (eingeschränkte Vorschau in der Google-Buchsuche).
- Cemal Kafadar: Between Two Worlds. The Construction of the Ottoman State. University of California Press, Berkeley 1996, ISBN 0-520-20600-2.
- Heath W. Lowry: Early Ottoman Period. In: Metin Heper, Sabri Sayarı (Hrsg.): The Routledge Handbook of Modern Turkey. Routledge, London 2012, ISBN 978-0-415-55817-4, S. 5–14 (academia.edu Volltext).
- Rustam Shukurov: The Byzantine Turks, 1204–1461. Brill, Leiden / Boston 2016.

### Mittlere Phase
- The Cambridge History of Turkey. Band 2 (von 4): Suraiya Faroqhi, Kate Fleet (Hrsg.): The Ottoman Empire as a world power, 1453–1603. Cambridge University Press, Cambridge 2012, ISBN 978-0-521-62094-9 (eingeschränkte Vorschau in der Google-Buchsuche).
- The Cambridge History of Turkey. Band 3 (von 4): Suraiya Faroqhi (Hrsg.): The later Ottoman Empire, 1603–1839. Cambridge University Press, Cambridge 2006, ISBN 0-521-62095-3 (eingeschränkte Vorschau in der Google-Buchsuche).
- Halil İnalcik: The Ottoman Empire. The Classical Age 1300–1600. Phoenix Press, London 2003, ISBN 1-84212-442-0.

### Spätere Zeit
- The Cambridge History of Turkey. Band 4 (von 4): Reşat Kasaba (Hrsg.): Turkey in the modern world. Cambridge University Press, Cambridge 2008, ISBN 978-0-521-62096-3 (Behandelt nicht nur die moderne Türkei, sondern auch die letzten 80 Jahre des Osmanischen Reiches mit Tanzimat, Abdülhamid II., Jungtürken und Erstem Weltkrieg. eingeschränkte Vorschau in der Google-Buchsuche).
- Hans Jürgen Kornrumpf, Jutta Kornrumpf: Fremde im osmanischen Reich 1826–1912/13. Kornrumpf, Stutensee 1998, DNB 953110958.
- Mehmed Şükrü Hanioğlu: A Brief History of the Late Ottoman Empire. Princeton University Press, Princeton 2008, ISBN 978-0-691-13452-9.
- Erik-Jan Zürcher: Turkey. A Modern History. 3. Auflage. I. B. Tauris, London 2004, ISBN 1-86064-958-0.
- Kai Merten: Untereinander, nicht nebeneinander: Das Zusammenleben religiöser und kultureller Gruppen im Osmanischen Reich des 19. Jahrhunderts (= Marburger religionsgeschichtliche Beiträge. Band 6). LIT Verlag, Berlin/Münster 2014, ISBN 978-3-643-12359-6 (eingeschränkte Vorschau in der Google-Buchsuche).

### Darstellungen
- Das Ende des Erhabenen Staates (1/2) – Vielvölkerstaat versus Osmanisches Reich. (Memento vom 21. März 2016 im Internet Archive) Geschichte des Osmanischen Reiches im Überblick auf arte.tv
- Das Ende des Erhabenen Staates (2/2) – Der berstende Nahe Osten. (Memento vom 21. März 2016 im Internet Archive) Geschichte des Osmanischen Reiches im Überblick auf arte.tv
- Das Virtuelle Museum. (Memento vom 29. November 2017 im Internet Archive) tuerkenbeute.de; „Karlsruher Türkenbeute“ (zahlreiche Quellen und Artikel als Download im Bereich Wissen).
- Die Osmanen. museumwnf.org, Museum ohne Grenzen
- Maurus Reinkowski: Das Osmanische Reich – ein antikoloniales Imperium? In: Zeithistorische Forschungen, 2006, 3, Heft 1, Online-Ausgabe.
- Dossiers zum Thema Osmanisches Reich in der Pressemappe 20. Jahrhundert der ZBW – Leibniz-Informationszentrum Wirtschaft.